# ФК «Спартак» Москва в сезоне 2014/2015
Сезон 2014/2015 годов стал для ФК «Спартак» Москва 93-м в его истории. Команда приняла участие в 23-м чемпионате страны и в 23-м розыгрыше кубка.

## Команда 2014/15

### Хронология сезона
- 5 сентября 2014 года состоялось открытие нового стадиона клуба. Ранее планировался товарищеский матч между «Спартаком» и «Динамо» (Киев)[2][3], но украинский клуб отказался от участия по политическим мотивам. В итоге матч соперником красно-белых с матче открытия стала белградская «Црвена Звезда».
- 28 октября 2014 года главного тренера команды Мурата Якина госпитализировали в связи с тяжелейшим инфекционным состоянием и с целью исключения возможных осложнений[4]. В связи с этим событием, в выездном матче с казанским «Рубином» командой руководил Маркос Отеро[5]. Следующий матч Якин не стал пропускать и вылетел в Краснодар вместе с командой, однако курс лечения наставника красно-белых к тому времени ещё не завершил, поэтому после игры он вернётся в клинику[6]. 4 ноября Якин уже был окончательно выписан из клиники[7].
- 23 ноября 2014 года юношеская команда «Спартака» стала победителем Кубка РФС среди юношеских команд профессиональных футбольных клубов Премьер-Лиги и ФНЛ (игроки 1997 года рождения)[8]. В финальном турнире также участвовали ЦСКА, «Рубин», «Енисей», «Кубань», «Мордовия», «Динамо», «Зенит», «Ростов», «Томь» и «Тюмень». Лучшим игроком турнира признан футболист «Спартака» Александр Ломовицкий, а лучшим бомбардиром, так же игрок «Спартака» Дмитрий Маликов[9].
- 20 января 2015 года «Спартак» сообщил о подписании контрактов с несколькими молодыми футболистами. Кроме того, клуб продлил отношения с голкипером Юрием Щербаковым, защитниками Олегом Красильниченко, Александром Лихачёвым, Александром Пуцко, Александром Степановым, Иваном Хомухой, полузащитниками Владленом Бабаевым, Назаром Гордеочуком, Игорем Леонтьевым, Артёмом Самсоновым, Егором Сидоруком и нападающими Дмитрием Маликовым и Артёмом Федчуком[10].
- 19 июня 2015 года на стадионе «Открытии Арена» состоялось вручение золотых медалей второй команде Спартака. Награды получили: Евгений Бушманов, Андрей Коновалов, Василий Кузнецов, Хавьер Нойя Сальес, Олег Новицкий, Виталий Прокофьев, Николай Баркалов, Миронову Дмитрий, Сергей Гумённый, Антон Мельниченко, Алик Захитов, Александр Умётов, Михаил Филлипов, Владислав Терёшкин, Николай Фадеев, Антон Ходырев, Илья Кутепов, Александр Пуцко, Айдар Лисинков, Денис Кутин, Иван Хомуха, Владислав Мастерной, Дмитрий Кудряшов, Иппей Синодзука, Артём Тимофеев, Александр Манюков, Игорь Леонтьев, Артём Самсонов, Владимир Зубарев, Дмитрий Каюмов, Константин Савичев, Георгий Мелкадзе, Аяз Гулиев, Александр Зуев, Денис Давыдов, Александр Козлов и капитан команды Владимир Обухов[11]. Позднее свои медали получил Денис Давыдов[12],

### Домашний стадион

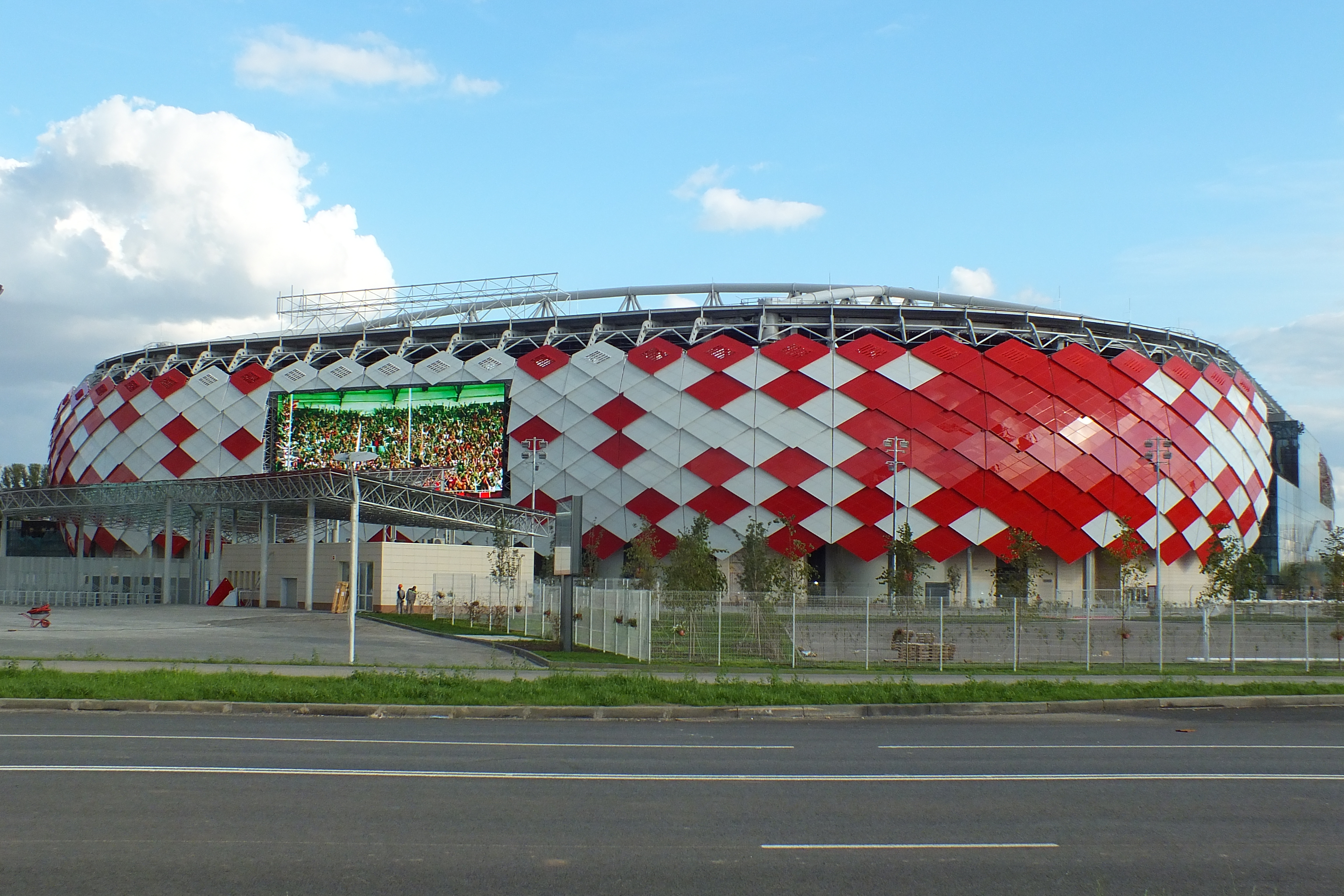

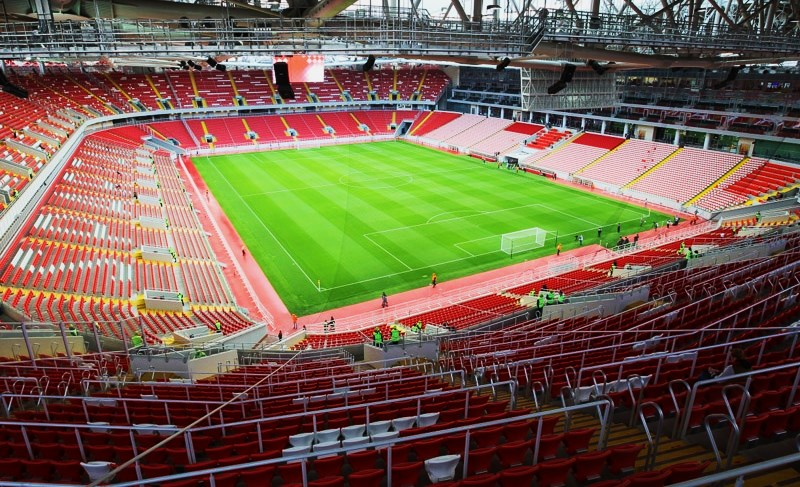

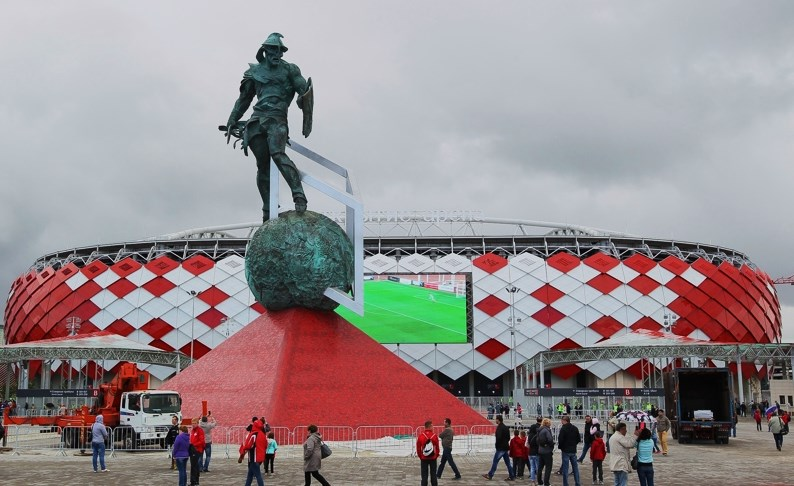

Стадион представляет собой спортивный комплекс, состоящий из футбольного поля с трибунами, вместимостью 45 000 человек. Матч открытия состоялся 5 сентября 2014 года, когда «Спартак» сыграл с «Црвеной Звездой» (1:1). В виду этого клуб первые 6 матчей чемпионата провёл на выезде. На стадионе постелен натуральный газон размером 105×68 метров.

### Форма команды
В этом сезоне клуб переедет в свой собственный дом — на «Открытие Арену», первый в истории красно-белого клуба домашний стадион. Начало новой эры в истории клуба нашло воплощение в обновлённой футбольной экипировке, которая отражает дизайн нового стадиона.
Новая домашняя футболка выполнена в традиционном красном цвете клуба, а гостевая — в белом. На обеих формах присутствует принт в форме классического повторяющегося спартаковского ромба, который перекликается с дизайном фасада стадиона. В домашней форме ворот майки выполнен в красном цвете, а в гостевой — в белом. Ворот — круглый, с V-образной вставкой спереди. На изнаночной стороне воротника находится изображение шлема римского гладиатора Спартака, чьё имя носит клуб. Шорты новой домашней формы выполнены в белом цвете, а гетры — красные, с белой каймой сверху и широкой полосой диагональных линий сзади. Шорты гостевой формы — красные, а гетры выполнены в белом цвете, с красной каймой сверху и широкой полосой диагональных линий сзади.
Производителем формы для клуба является компания Nike. Главным спонсором клуба, логотип которого изображён на футболке, является компания Лукойл. Другие компании (спонсоры) чьи логотипы нанесены на форму: Открытие банк, Nissan, Pepsi, ИФД КапиталЪ, DS`Damat, Русское радио, Чемпионат, Спорт-Экспресс, Форс, PanAtlantic.

### Состав команды

#### Основной состав

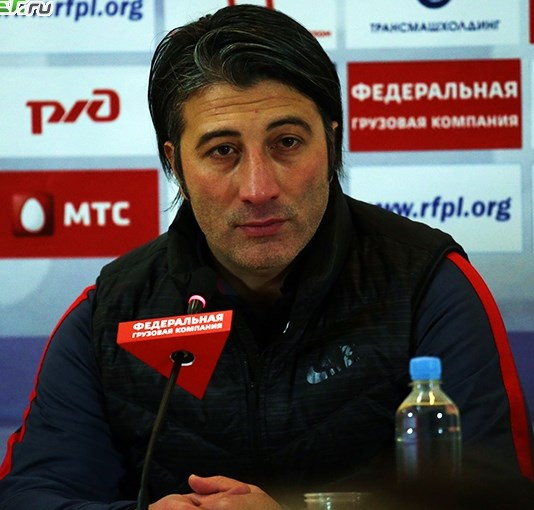
Главный тренер «Спартака» в сезоне 2014—2015 — Мурат Якин

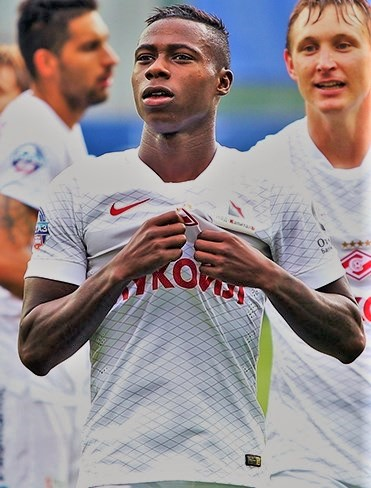
Лучший бомбардир команды в сезоне 2014—2015 — Квинси Промес

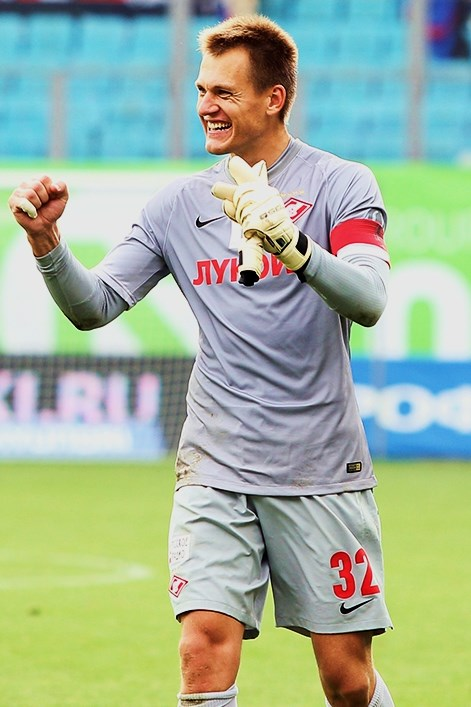
Капитан «Спартака» в сезоне 2014—2015 — вратарь Артём Ребров

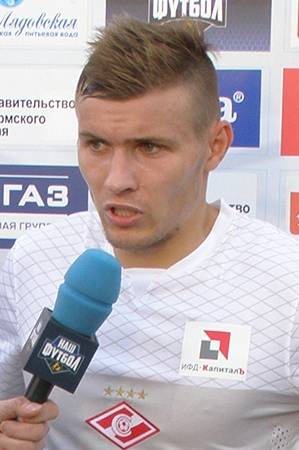
Вице-капитан «Спартака» в сезоне 2014—2015 — Сергей Паршивлюк

- Список игроков, основного состава футбольного клуба «Спартак» Москва в сезоне 2014/2015 годов[14].

| 30            | Сергей Песьяков     | Флаг России      | 16 декабря 1988  | Шинник (Ярославль)             |
| 32            | Артём Ребров        | Флаг России      | 4 марта 1984     | Шинник (Ярославль)             |
| 1             | Антон Митрюшкин     | Флаг России      | 8 февраля 1996   | Спартак-мол. (Москва)          |
| Защитники     |                     |                  |                  |                                |
| 2             | Хуан Инсаурральде   | Флаг Аргентины   | 3 октября 1984   | Бока Хуниорс (Буэнос-Айрес)    |
| 3             | Сергей Брызгалов    | Флаг России      | 15 ноября 1992   | Сатурн (Раменское)             |
| 4             | Сергей Паршивлюк    | Флаг России      | 18 марта 1989    | Спартак-мол. (Москва)          |
| 33            | Сальваторе Боккетти | Флаг Италии      | 30 ноября 1986   | Рубин (Казань)                 |
| 34            | Евгений Макеев      | Флаг России      | 24 июля 1989     | Шексна (Череповец)             |
| 55            | Жоао Карлос         | Флаг Бразилии    | 1 января 1982    | Анжи (Махачкала)               |
| 35            | Сердар Таски        | Флаг Германии    | 24 апреля 1987   | Штутгарт (Штутгарт)            |
| 64            | Денис Кутин         | Флаг России      | 5 октября 1993   | Спартак-мол. (Москва)          |
| 88            | Илья Кутепов        | Флаг России      | 29 июля 1993     | Академия (Тольятти)            |
| Полузащитники |                     |                  |                  |                                |
| 5             | Тино Коста          | Флаг Аргентины   | 9 января 1985    | Валенсия (Валенсия)            |
| 6             | Рафаэл Кариока      | Флаг Бразилии    | 16 июня 1989     | Гремио (Порту-Алегри)          |
| 7             | Кирилл Комбаров     | Флаг России      | 22 января 1987   | Динамо (Москва)                |
| 11            | Арас Озбилиз        | Флаг Армении     | 9 марта 1990     | Кубань (Краснодар)             |
| 19            | Хосе Мануэль Хурадо | Флаг Испании     | 29 июня 1986     | Шальке 04 (Гельзенкирхен)      |
| 20            | Патрик Эберт        | Флаг Германии    | 17 марта 1987    | Реал (Вальядолид)              |
| 21            | Ким Чельстрём       | Флаг Швеции      | 24 августа 1982  | Олимпик (Лион)                 |
| 23            | Дмитрий Комбаров    | Флаг России      | 22 января 1987   | Динамо (Москва)                |
| 24            | Квинси Промес       | Флаг Нидерландов | 4 января 1992    | Твенте                         |
| 15            | Ромуло              | Флаг Бразилии    | 19 сентября 1990 | Васко да Гама (Рио-де-Жанейро) |
| 40            | Артём Тимофеев      | Флаг России      | 12 января 1994   | Чертаново (Москва)             |
| 8             | Денис Глушаков      | Флаг России      | 21 января 1987   | Локомотив (Москва)             |
| 7             | Джано Ананидзе      | Флаг Грузии      | 10 октября 1992  | Ростов (Ростов-на-Дону)        |
| 5             | Роман Широков       | Флаг России      | 6 июля 1981      | Зенит (Санкт-Петербург)        |
| 87            | Александр Зуев      | Флаг России      | 26 июня 1996     | Чертаново (Москва)             |
| 37            | Георгий Мелкадзе    | Флаг России      | 4 апреля 1997    | Спартак-мол. (Москва)          |
| 53            | Артём Самсонов      | Флаг России      | 5 января 1994    | Спартак-мол. (Москва)          |
| Нападающие    |                     |                  |                  |                                |
| 18            | Лукас Барриос       | Флаг Парагвая    | 13 ноября 1984   | Гуанчжоу Эвергранд (Гуанчжоу)  |
| 10            | Юра Мовсисян        | Флаг Армении     | 2 августа 1987   | Краснодар (Краснодар)          |
| 14            | Павел Яковлев       | Флаг России      | 7 апреля 1991    | Крылья Советов (Самара)        |
| 22            | Артём Дзюба         | Флаг России      | 22 августа 1988  | Ростов (Ростов на Дону)        |
| 28            | Абдул Уорис         | Флаг Ганы        | 19 сентября 1991 | Хеккен (Гётеборг)              |
| 57            | Вячеслав Кротов     | Флаг России      | 14 февраля 1993  | Волгарь (Астрахань)            |
| 69            | Денис Давыдов       | Флаг России      | 22 марта 1995    | Спартак-мол. (Москва)          |

| Мурат Якин          | Флаг Швейцарии                     | 15 сентября 1974 | Главный Тренер                               |
| Маркос Отеро        | Флаг Испании                       | 23 апреля 1974   | Тренер (до 05.03.2015)                       |
| Вальтер Грютер      | Флаг Швейцарии                     | 9 января 1954    | Тренер (до 30.05.2015)                       |
| Маркус Хофман       | Флаг Австрии                       | 29 июня 1972     | Аналитик                                     |
| Ринат Дасаев        | Флаг России                        | 13 июня 1957     | Тренер по работе с вратарями                 |
| Джанлука Риомми     | Флаг Италии                        | 7 декабря 1968   | Тренер по работе с вратарями (до 30.05.2015) |
| Гюлен Харун         | Флаг Турции                        | 31 января 1984   | Тренер по физподготовке (до 30.05.2015)      |
| Дмитрий Миронов     | Флаг России                        | 2 февраля 1980   | Тренер по реабилитации                       |
| Михаил Вартапетов   | Флаг России                        | 5 января 1961    | Главный врач                                 |
| Николай Запевалов   | Флаг России                        | 19 августа 1961  | Врач                                         |
| Владислав Корницкий | Флаг России                        | 9 октября 1969   | Врач                                         |
| Хуншэн Лю           | Флаг Китайской Народной Республики | 27 мая 1960      | Врач                                         |
| Николай Баркалов    | Флаг России                        | 2 октября 1974   | Массажист                                    |
| Геннадий Беленький  | Флаг России                        | 22 мая 1954      | Массажист                                    |
| Андрей Проничев     | Флаг России                        | 12 октября 1976  | Массажист                                    |
| Степко Шкрэблин     | Флаг Хорватии                      | 21 мая 1976      | Массажист                                    |
| Валерий Жиляев      | Флаг России                        | 23 февраля 1941  | Начальник команды                            |
| Георгий Чавдарь     | Флаг России                        | 12 апреля 1950   | Администратор                                |
| Леонид Федун        | Флаг России                        | 5 апреля 1956    | Председатель совета директоров               |
| Роман Асхабадзе     | Флаг России                        | 26 января 1983   | Генеральный директор (до 26.05.2015)         |
| Дмитрий Попов       | Флаг России                        | 27 февраля 1967  | Спортивный директор                          |

#### Молодёжный состав
- Список игроков, молодёжного состава футбольного клуба «Спартак» Москва в сезоне 2014/2015 годов[15].

| 1             | Антон Митрюшкин       | Флаг России | 8 февраля 1996   | Академия им. Черенкова (Москва)   |
| 56            | Вадим Аверкиев        | Флаг России | 1 июня 1997      | Академия им. Черенкова (Москва)   |
| 98            | Илья Сухорученко      | Флаг России | 23 февраля 1998  | Академия им. Черенкова (Москва)   |
| 47            | Михаил Филиппов       | Флаг России | 10 июня 1992     | Томь (Томск)                      |
| 81            | Юрий Щербаков         | Флаг России | 11 апреля 1996   | Академия им. Черенкова (Москва)   |
| Защитники     |                       |             |                  |                                   |
| 74            | Валентин Винниченко   | Флаг России | 21 апреля 1995   | Академия им. Черенкова (Москва)   |
| 62            | Айдар Лисинков        | Флаг России | 2 января 1994    | Чертаново (Москва)                |
| 96            | Александр Лихачёв     | Флаг России | 22 июля 1996     | Академия им. Черенкова (Москва)   |
| 82            | Евгений Ежов          | Флаг России | 11 февраля 1995  | Академия им. Черенкова (Москва)   |
| 48            | Александр Степанов    | Флаг России | 10 января 1994   | Академия им. Черенкова (Москва)   |
| 54            | Егор Евтеев           | Флаг России | 1 апреля 1996    | Академия им. Коноплёва (Тольятти) |
| 68            | Алексей Иванушкин     | Флаг России | 20 ноября 1996   | Академия им. Черенкова (Москва)   |
| 38            | Константин Щербаков   | Флаг России | 20 марта 1997    | Академия им. Черенкова (Москва)   |
| 46            | Артём Мамин           | Флаг России | 25 июля 1997     | Академия им. Черенкова (Москва)   |
| 93            | Артём Сокол           | Флаг России | 11 июня 1997     | Академия им. Черенкова (Москва)   |
| 65            | Олег Красильниченко   | Флаг России | 21 января 1997   | Академия им. Черенкова (Москва)   |
| 65            | Андрей Шигорев        | Флаг России | 25 сентября 1997 | Академия им. Черенкова (Москва)   |
| 64            | Денис Кутин           | Флаг России | 5 октября 1993   | Академия им. Черенкова (Москва)   |
| Полузащитники |                       |             |                  |                                   |
| 83            | Владислав Пантелеев   | Флаг России | 15 августа 1996  | Академия им. Черенкова (Москва)   |
| 73            | Аяз Гулиев            | Флаг России | 27 ноября 1996   | Академия им. Черенкова (Москва)   |
| 78            | Зелимхан Бакаев       | Флаг России | 1 июля 1996      | Академия им. Черенкова (Москва)   |
| 66            | Максим Ермаков        | Флаг России | 21 апреля 1995   | Краснодар (Краснодар)             |
| 86            | Данила Буранов        | Флаг России | 11 февраля 1996  | ФШМ-Торпедо (Москва)              |
| 87            | Александр Зуев        | Флаг России | 26 июня 1996     | Чертаново (Москва)                |
| 79            | Владислав Мастерной   | Флаг России | 17 ноября 1995   | Чертаново (Москва)                |
| 76            | Павел Глоба           | Флаг России | 31 мая 1995      | Шинник (Ярославль)                |
| 89            | Владлен Бабаев        | Флаг России | 16 октября 1996  | Академия им. Черенкова (Москва)   |
| 97            | Данил Полубояринов    | Флаг России | 4 февраля 1997   | Академия им. Черенкова (Москва)   |
| 63            | Шамсиддин Шанбиев     | Флаг России | 18 февраля 1997  | Академия им. Черенкова (Москва)   |
| 37            | Георгий Мелкадзе      | Флаг России | 4 апреля 1997    | Академия им. Черенкова (Москва)   |
| 58            | Даниил Горовых        | Флаг России | 3 января 1997    | Академия им. Черенкова (Москва)   |
| 7             | Жано Ананидзе         | Флаг Грузии | 10 октября 1992  | Ростов (Ростов-на-Дону)           |
| 53            | Артём Самсонов        | Флаг России | 5 января 1994    | Академия им. Черенкова (Москва)   |
| 50            | Александр Манюков     | Флаг России | 27 января 1993   | Академия им. Черенкова (Москва)   |
| 59            | Назар Гордеочук       | Флаг России | 11 апреля 1997   | Академия им. Черенкова (Москва)   |
| 40            | Артём Тимофеев        | Флаг России | 12 января 1994   | Чертаново (Москва)                |
| 42            | Егор Сидорук          | Флаг России | 30 марта 1997    | Академия им. Черенкова (Москва)   |
| Нападающие    |                       |             |                  |                                   |
| 67            | Артём Федчук          | Флаг России | 20 декабря 1994  | Академия им. Черенкова (Москва)   |
| 71            | Саид-Али Ахмаев       | Флаг России | 30 мая 1996      | Академия им. Черенкова (Москва)   |
| 84            | Александр Юрьев       | Флаг России | 31 октября 1996  | Академия им. Черенкова (Москва)   |
| 71            | Максимилиано Лялюшкин | Флаг России | 6 февраля 1997   | Академия им. Черенкова (Москва)   |
| 41            | Владимир Обухов       | Флаг России | 8 февраля 1992   | Уралец (Нижний Тагил)             |
| 70            | Александр Козлов      | Флаг России | 19 марта 1993    | Академия им. Черенкова (Москва)   |
| 39            | Иппэй Синодзука       | Флаг России | 20 марта 1995    | Чертаново (Москва)                |
| 69            | Денис Давыдов         | Флаг России | 22 марта 1995    | Академия им. Черенкова (Москва)   |
| 36            | Дмитрий Маликов       | Флаг России | 14 февраля 1997  | Академия им. Черенкова (Москва)   |

| Владимир Бесчастных | Флаг России | 1 апреля 1974 | Главный тренер |

#### Второй состав
- Список игроков, второго состава футбольного клуба «Спартак» Москва в сезоне 2014/2015 годов[16].

| 85            | Владислав Терёшкин  | Флаг России | 15 июля 1995    | Академия им. Черенкова (Москва) |
| 30            | Сергей Песьяков     | Флаг России | 16 декабря 1988 | Шинник (Ярославль)              |
| 47            | Михаил Филиппов     | Флаг России | 10 июня 1992    | Томь (Томск)                    |
| 1             | Антон Митрюшкин     | Флаг России | 8 февраля 1996  | Спартак-мол. (Москва)           |
| 43            | Юрий Шлеев          | Флаг России | 26 июня 1995    | Спартак-мол. (Москва)           |
| Защитники     |                     |             |                 |                                 |
| 64            | Денис Кутин         | Флаг России | 5 октября 1993  | Академия им. Черенкова (Москва) |
| 45            | Александр Пуцко     | Флаг России | 24 февраля 1993 | Академия им. Черенкова (Москва) |
| 26            | Антон Ходырев       | Флаг России | 26 января 1992  | Академия им. Черенкова (Москва) |
| 88            | Илья Кутепов        | Флаг России | 29 июля 1993    | Академия (Тольятти)             |
| 80            | Иван Хомуха         | Флаг России | 14 июля 1994    | Академия им. Черенкова (Москва) |
| 80            | Николай Фадеев      | Флаг России | 9 мая 1993      | Академия им. Черенкова (Москва) |
| 62            | Айдар Лисинков      | Флаг России | 2 января 1994   | Чертаново (Москва)              |
| 3             | Сергей Брызгалов    | Флаг России | 15 ноября 1992  | Сатурн (Раменское)              |
| 34            | Евгений Макеев      | Флаг России | 24 июля 1989    | Шексна (Череповец)              |
| Полузащитники |                     |             |                 |                                 |
| 60            | Константин Савичев  | Флаг России | 6 марта 1994    | Сатурн-мол. (Раменское)         |
| 52            | Игорь Леонтьев      | Флаг России | 18 марта 1994   | Академия им. Черенкова (Москва) |
| 53            | Артём Самсонов      | Флаг России | 5 января 1994   | Академия им. Черенкова (Москва) |
| 61            | Владимир Зубарев    | Флаг России | 5 января 1993   | Академия им. Черенкова (Москва) |
| 40            | Артём Тимофеев      | Флаг России | 12 января 1994  | Чертаново (Москва)              |
| 50            | Александр Манюков   | Флаг России | 27 января 1993  | Зенит-мол. (Санкт-Петербург)    |
| 51            | Дмитрий Каюмов      | Флаг России | 11 мая 1992     | Академия им. Черенкова (Москва) |
| 13            | Дмитрий Кудряшов    | Флаг России | 13 мая 1983     | Луч-Энергия (Владивосток)       |
| 79            | Владислав Мастерной | Флаг России | 17 ноября 1995  | Чертаново (Москва)              |
| 37            | Георгий Мелкадзе    | Флаг России | 4 апреля 1997   | Спартак-мол. (Москва)           |
| 73            | Аяз Гулиев          | Флаг России | 27 ноября 1996  | Академия им. Черенкова (Москва) |
| 83            | Владислав Пантелеев | Флаг России | 15 августа 1996 | Академия им. Черенкова (Москва) |
| Нападающие    |                     |             |                 |                                 |
| 41            | Владимир Обухов     | Флаг России | 8 февраля 1992  | Уралец (Нижний Тагил)           |
| 57            | Вячеслав Кротов     | Флаг России | 14 февраля 1993 | Волгарь (Астрахань)             |
| 70            | Александр Козлов    | Флаг России | 19 марта 1993   | Академия им. Черенкова (Москва) |
| 69            | Денис Давыдов       | Флаг России | 22 марта 1995   | Академия им. Черенкова (Москва) |
| 39            | Иппэй Синодзука     | Флаг России | 20 марта 1995   | Чертаново (Москва)              |
| 87            | Александр Зуев      | Флаг России | 26 июня 1996    | Чертаново (Москва)              |
| 14            | Павел Яковлев       | Флаг России | 7 апреля 1991   | Крылья Советов (Самара)         |

| Евгений Бушманов  | Флаг России | 2 января 1971    | Главный тренер |
| Андрей Коновалов  | Флаг России | 13 сентября 1974 | Тренер         |
| Виталий Прокофьев | Флаг России | 5 марта 1975     | Массажист      |

#### Академия
Команда 1998 года рождения: Вратари: Айдаров Сергей (29.05.1998), Гнездилов Илья (25.09.1998), Максименко Александр (19.03.1998), Защитники: Калошин Павел (13.03.1998), Клочков Антон (15.05.1998), Ларин Максим (13.05.1998), Миронов Леонид (14.09.1998), Патрашко Виктор (26.09.1998), Рассказов Николай (04.01.1998), Феофилактов Кирилл (10.04.1998), Полузащитники: Евгеньев Евгений (16.05.1998), Киселёв Никита (15.03.1998), Лелюхин Павел (23.04.1998), Ломовицкий Александр (27.01.1998), Дмитрюк Александр (22.06.1998), Разделкин Владислав (13.04.1998), Ходаковский Роман (18.12.1998), Цыганков Борис (17.04.1998), Нападающие: Рубцов Илья (25.12.1998), Макеев Даниил (30.07.1998).
Команда 1999 года рождения: Вратари: Арсентьев Фёдор (17.02.1999), Баринов Даниил (01.02.1999), Мищенко Артём (19.03.1999), Защитники: Иванов Илья (09.01.1999), Ким Николай (01.03.1999), Кукушкин Максим (31.03.1999), Петрунин Даниил (10.06.1999), Сурков Вадим (20.03.1999), Полузащитники: Бакаев Солтмурад (05.08.1999), Володкин Пётр (04.03.1999), Замышляев Семён (09.02.1999), Ларионов Максим (04.08.1999), Лобызов Семён (24.08.1999), Мазуров Илья (07.06.1999), Мнацаканян Альберт (09.09.1999), Орехов Кирилл (27.01.1999), Пацев Денис (11.04.1999), Руденко Александр (15.03.1999), Нападающие: Беляков Семён (19.01.1999).
Команда 2000 года рождения: Вратари: Елеференко Влад (20.12.2000), Поплевченков Артём (09.06.2000), Защитники: Актисов Максим (28.01.2000), Андямов Валентин (неизвестно), Волков Антон (23.02.2000), Ильин Егор (13.04.2000), Мелёшин Алексей (05.08.2000), Мохбалиев Тургай (18.01.2000), Полузащитники: Водянов Егор (12.01.2000), Лопатин Даниил (20.12.2000), Митрога Дмитрий (02.12.2000), Передерий Станислав (19.02.2000), Пушкин Никита (21.01.2000), Соловьёв Александр (21.01.2000), Тюрин Владислав (18.04.2000), Фольмер Кирилл (25.02.2000), Нападающие: Прошляков Данила (08.03.2000), Сазонов Максим (02.04.2000), Яворский Даниил (04.04.2000).
Команда 2001 года рождения: Вратари: Марков Даниил (11.01.2001), Черных Константин (15.06.2001), Ярусов Даниил (25.01.2001), Защитники: Босенков Никита (25.12.2001), Быковский Илья (16.02.2001), Левшук Арсений (21.06.2001), Маркитесов Дмитрий (22.03.2001), Сенин Богдан (17.01.2001), Тетерин Михаил (04.01.2001), Полузащитники: Букреев Артём (24.07.2001), Абдурахманов Тимур (02.01.2001), Данилин Максим (13.09.2001), Ибрагимов Эльнур (26.02.2001), Иосифов Никита (11.04.2001), Николаев Дмитрий (05.01.2001), Сергеев Алексей (13.04.2001), Сунгатулин Фаниль (24.12.2001), Нападающие: Предеус Илья (17.03.2001), Судариков Никита (06.04.2001).
| Руководство и тренерский состав академии «Спартак» по футболу им. Ф. Ф. Черенкова: |
| --- |
| Руководство и Тренерский состав: Родионов Сергей Юрьевич (Президент Академии), Климко Валентин Сергеевич (Директор), Сидоров Дмитрий Евгеньевич (Заместитель директора), Бодров Владимир Васильевич (01.04.1958, Главный тренер), Мелёшин Алексей Владиславович (30.01.1976, Старший тренер команды 1998 г. р., Тренер команды 2005 г. р.), Джубанов Владимир Вячеславович (03.12.1975, Старший тренер команды 1999 г. р., Тренер команды 2003 г. р.), Романцев Вадим Олегович (20.08.1977, Старший тренер команды 2000 г. р., Тренер команды 2007 г. р.), Лунин Алексей Леонидович (24.03.1968, Старший тренер команды 2001 г. р., Тренер команды 2008 г. р.), Сидоров Евгений Васильевич (03.05.1956, Старший тренер команды 2002 г. р., Тренер команды 2007 г. р.), Вашкевич Вячеслав Андреевич (09.05.1983, Старший тренер команды 2003 г. р., Тренер команды 1998 г. р.), Хурманец Юрий Викторович (12.05.1957, Старший тренер команды 2004 г. р., Тренер команды 2006 г. р.), Ратников Дмитрий Владимирович (25.02.1980, Старший тренер команды 2005 г. р., Тренер команды 1999 г. р.), Зотов Владимир Юрьевич (08.06.1960, Старший тренер команды 2006 г. р., Тренер команды 2004 г. р.), Семёнов Александр Юрьевич (19.08.1975, Старший тренер команды 2007 г. р., Тренер команды 2002 г. р.), Иванов Андрей Иванович (26.01.1974, Старший тренер команды 2008 г. р., Тренер команды 2001 г. р.), Кужлев Олег Олегович (21.03.1990, Тренер команд 2000 и 2008 гг. р.), Романов Вадим Юрьевич (03.05.1978, Тренер команд 2001, 2006 гг. р.), Дарвин Юрий Иванович (17.05.1946, Тренер вратарей 15-17 лет), Енгуразов Ахмед Адипович (10.08.1965, Тренер вратарей 12-14 лет), Евтеев Алексей Борисович (04.08.1975, Тренер вратарей 8-11 лет), Яцко Виталий Владимирович (28.01.1967, Тренер по физ. подготовке), Цыняка Дмитрий Юрьевич (26.06.1990, Помощник тренера по физ. подготовке), Гетманская Ирина Викторовна (01.06.1969, Тренер по фитнесу), Кульков Василий Сергеевич (11.06.1966, Куратор возрастных групп 16-17 лет, Куратор партнёрских программ), Шупляков Александр Васильевич (23.08.1959, Куратор возрастных групп 13-15 лет, Куратор партнёрских программ), Самохин Виктор Сергеевич (24.01.1956, Куратор возрастных групп 9-12 лет, Куратор партнёрских программ), Поздняков Борис Александрович (31.05.1962, Куратор индивидуальной программы подготовки юных футболистов, Куратор партнёрских программ), Чеботарёв Андрей Сергеевич (04.11.1975, Администратор), Федотов Николай Николаевич (31.01.1983, Администратор). |

### Трансферы
Перед сезоном, в летнее трансферное окно, в клуб из аренде вернулись Артём Дзюба и Джано Ананидзе. Так же клуб интересовался швейцарским полузащитником мюнхенской «Баварии» Джерданом Шакири, однако сделка тогда так и не состоялась.
Список игроков пришедших в клуб в ходе сезона 2014/2015:
| Поз. | Игрок               | ДР         | Прежний клуб            | Трансф. сумма   | Дата прихода | *             |
| ---- | ------------------- | ---------- | ----------------------- | --------------- | ------------ | ------------- |
| Нп   | Артём Дзюба         | 22.08.1988 | Ростов (Ростов-на-Дону) | из аренды       | июнь 2014    | [ 18 ] [ 19 ] |
| Пз   | Джано Ананидзе      | 10.10.1992 | Ростов (Ростов-на-Дону) | из аренды       | июнь 2014    | [ 18 ]        |
| Зщ   | Марек Сухи          | 22.08.1988 | Базель (Базель)         | из аренды       | июнь 2014    |               |
| Зщ   | Хуан Инсаурральде   | 03.10.1984 | ПАОК (Салоники)         | из аренды       | июнь 2014    | [ 20 ] [ 21 ] |
| Нп   | Веллитон            | 22.10.1986 | Сельта (Виго)           | из аренды       | июнь 2014    |               |
| Нп   | Маджид Уорис        | 19.09.1991 | Валансьен (Валансьен)   | из аренды       | июнь 2014    |               |
| Пз   | Динияр Билялетдинов | 27.02.1985 | Анжи (Махачкала)        | из аренды       | июнь 2014    |               |
| Пз   | Ким Чельстрём       | 24.08.1982 | Арсенал (Лондон)        | из аренды       | июнь 2014    | [ 22 ]        |
| Пз   | Александр Зотов     | 27.08.1990 | Шинник (Ярославль)      | из аренды       | июнь 2014    |               |
| Пз   | Дмитрий Каюмов      | 01.05.1992 | Амкар (Пермь)           | из аренды       | июнь 2014    |               |
| Пз   | Николас Пареха      | 19.01.1984 | Севилья (Севилья)       | из аренды       | июнь 2014    |               |
| Пз   | Роман Широков       | 06.07.1981 | Краснодар (Краснодар)   | свободный агент | 18 июл. 2014 | [ 23 ]        |
| Пз   | Квинси Промес       | 04.01.1992 | Твенте (Энсхеде)        | 13 000 000 $    | 8 авг. 2014  | [ 24 ]        |

Список игроков ушедших из клуба в ходе сезона 2014/2015:
| Поз. | Игрок               | ДР         | Новый клуб                       | Трансф. сумма   | Дата ухода   | *             |
| ---- | ------------------- | ---------- | -------------------------------- | --------------- | ------------ | ------------- |
| Нп   | Марек Сухи          | 22.08.1988 | Базель (Базель)                  | 2 000 000 €     | 27 мая 2014  | [ 25 ] [ 26 ] |
| Зщ   | Сослан Гатагов      | 29.09.1992 | прервал карьеру                  | свободный агент | июнь 2014    | [ 27 ]        |
| Вр   | Андрей Дикань       | 16.07.1977 | Краснодар (Краснодар)            | свободный агент | июнь 2014    | [ 28 ] [ 29 ] |
| Пз   | Рафаэл Кариока      | 18.06.1989 | Атлетико Минейро (Белу-Оризонти) | в аренду        | 8 авг. 2014  | [ 30 ] [ 31 ] |
| Нп   | Лукас Барриос       | 13.11.1984 | Монпелье (Монпелье)              | в аренду        | 12 авг. 2014 | [ 32 ] [ 33 ] |
| Пз   | Александр Зотов     | 27.08.1990 | Арсенал (Тула)                   | в аренду        | 18 июл. 2014 | [ 34 ] [ 35 ] |
| Нп   | Веллитон            | 22.10.1986 | Идманюрду (Мерсин)               | неизвестно      | 20 авг. 2014 | [ 36 ] [ 37 ] |
| Пз   | Кирилл Комбаров     | 22.01.1987 | Торпедо (Москва)                 | в аренду        | 27 авг. 2014 | [ 38 ]        |
| Пз   | Николас Пареха      | 19.01.1984 | Севилья (Севилья)                | 2 500 000 €     |              | [ 39 ]        |
| Нп   | Маджид Уорис        | 19.09.1991 | Трабзонспор (Трабзон)            | 7 000 000 €     | 1 сент. 2014 | [ 40 ] [ 41 ] |
| Пз   | Динияр Билялетдинов | 27.02.1985 | Торпедо (Москва)                 | в аренду        | 1 сент. 2014 | [ 42 ] [ 43 ] |
| Пз   | Альберто Коста      | 09.01.1985 | Дженоа (Генуя)                   | в аренду        | 22 дек. 2014 | [ 44 ] [ 45 ] |
| Пз   | Роман Широков       | 06.07.1981 | Краснодар (Краснодар)            | в аренду        | 13 янв. 2015 | [ 46 ] [ 47 ] |
| Зщ   | Сальваторе Боккетти | 30.11.1986 | Милан (Милан)                    | в аренду        | 28 янв. 2015 | [ 48 ] [ 49 ] |
| Нп   | Артём Дзюба         | 22.08.1988 | Ростов (Ростов-на-Дону)          | в аренду        | 27 фев. 2015 | [ 50 ]        |

- Информация по игрокам пришедшим и покинувшим клуб неполная

## Чемпионат России 2014/15
Основная статья: Чемпионат России по футболу 2014/2015

### Результаты матчей
| 1 августа 2014 1 тур | Рубин (Казань) | 0:4 (0:1)                        | Спартак (Москва) | Казань                                                             |
| 20:00 MSK |                | Протокол 1 Протокол 2 Протокол 3 | Дзюба (Д. Комбаров, Тино Коста) 28′ · Дзюба (Глушаков, Д. Комбаров) 53′ · Инсаурральде (срыв атаки) 63` · Глушаков (штрафной, Чельстрём) 74′ · Паршивлюк (грубая игра) 83` · Барриос (Ананидзе, Яковлев) 88′ · Барриос (неспорт. поведение) 88` | Стадион: «Центральный» Зрителей: 20 624 Судья: В. Мешков (Дмитров) |
| Рубин: Рыжиков, Кузьмин, Бурлак, Квирквелия, Набиуллин, Кисляк, Карадениз, Могилевец (Девич, 73), Дядюн (Канунников, 46), Ливайя (Оздоев, 54), Азмун. Запасные: Фильцов, Вакасо, Гетигежев, Муллин, Соболев, Насав, Бибилов, Нестеренко. Главный тренер: Ринат Саярович Билялетдинов. Спартак: Ребров (к), Паршивлюк, Жоао Карлос, Инсаурральде, Макеев, Д. Комбаров (Рафаэл Кариока, 83) Глушаков (Яковлев, 88), Чельстрём, Тино Коста, Ананидзе, Дзюба (Барриос, 81). Запасные: Песьяков, Митрюшкин, Боккетти, К. Комбаров, Хурадо, Уорис. Главный тренер: Мурат Якин. |                |                                  | |                                                                    |

| 10 августа 2014 2 тур | Динамо (Москва)                                                                     | 1:2 (1:1)                        | Спартак (Москва) | Химки                                                             |
| 13:30 MSK | Александр Кокорин 3′ · Ванкёр (неспорт. поведение) 26` · Дуглас (грубая игра) 90+2` | Протокол 1 Протокол 2 Протокол 3 | Дзюба (Тино Коста) 17′ · Тино Коста (неспорт. поведение) 26` · Дзюба (неспорт. поведение) 45+1` · Дзюба (Макеев, Д. Комбаров) 52′ · Чельстрём (срыв атаки) 73` · Ребров (неспорт. поведение) 86` | Стадион: «Арена Химки» Зрителей: 15 351 Судья: А. Еськов (Москва) |
| Динамо: Березовский, Манолев (Вальбуэна, 67), Гранат, Самба, Бюттнер (Дуглас, 62), Ванкер, Денисов, Джуджак (Жирков, 63), Ионов, Кокорин, Кураньи. Запасные: Шунин, Габулов, Юсупов, Смолов, Нобоа, Ротенберг, Катрич, Прудников. Главный тренер: Станислав Саламович Черчесов. Спартак: Ребров (к), Паршивлюк, Инсаурральде, Боккетти (Таски, 67), Макеев, Д. Комбаров, Глушаков, Чельстрём, Тино Коста, Ананидзе (Ромуло, 70. Уорис, 75), Дзюба. Запасные: Песьяков, Митрюшкин, Кутин, К. Комбаров, Хурадо, Яковлев, Давыдов. Главный тренер: Мурат Якин. |                                                                                     |                                  | |                                                                   |

| 14 августа 2014 3 тур | Краснодар (Краснодар) | 4:0 (1:0)                        | Спартак (Москва)                                                                                 | Краснодар                                                            |
| 21:00 MSK | Измайлов (Газинский) 27′ · Ари (Жоаозиньо) 56′ · Ари (неспорт. поведение) 56` · Петров (срыв атаки) 60` · Быстров (Ари) 62′ · Жоаозиньо 67′ (пен.) | Протокол 1 Протокол 2 Протокол 3 | Макеев (неспорт. поведение) 58` · Боккетти (срыв атаки) 73` · Паршивлюк (неспорт. поведение) 84` | Стадион: «Кубань» Зрителей: 23 600 Судья: С. Иванов (Ростов-на-Дону) |
| Краснодар: Дикань, Енджейчик, Гранквист, Сигурдссон, Петров, Газинский, Ахмедов, Перейра (Лаборде, 46), Измайлов (Быстров, 55), Жоаозиньо, Ари (Вандерсон, 69). Запасные: Синицын, Мартынович, Шипицин, Марков, Померко, Конате, Бурмистров. Главный тренер: Олег Георгиевич Кононов. Спартак: Ребров (к), Паршивлюк, Инсаурральде, Боккетти, Макеев (Давыдов, 63), Чельстрём, Глушаков, Ананидзе, Коста (Д. Комбаров, 12), Промес, Дзюба (Уорис, 28). Запасные: Песьяков, Митрюшкин, К. Комбаров, Брызгалов, Таски, Кутин, Яковлев. Главный тренер: Мурат Якин. | |                                  |                                                                                                  |                                                                      |

| 17 августа 2014 4 тур | ЦСКА (Москва) | 0:1 (0:0)                        | Спартак (Москва) | Химки                                                              |
| 13:30 MSK | Вернблум (грубая игра) 5` · В. Березуцкий (несп. поведение) 31` · Миланов (грубая игра) 80` · Набабкин (грубая игра) 90+2` · Набабкин (несп. поведение) 90+3` | Протокол 1 Протокол 2 Протокол 3 | Таски (неспорт. поведение) 32` · Инсаурральде (срыв атаки) 43` · Макеев (срыв атаки) 55` · Чельстрём (срыв атаки) 57` · Дмитрий Комбаров 61′ (пен.) · Давыдов (грубая игра) 73` · Паршивлюк (срыв атаки) 87` · Д. Комбаров (неспорт. поведение) 90` · Паршивлюк (несп. поведение) 90+3` | Стадион: «Арена Химки» Зрителей: 18 000 Судья: В. Безбородов (СпБ) |
| ЦСКА: Акинфеев, Набабкин, Игнашевич, В. Березуцкий, Фернандес, Вернблум (Витиньо, 69), Миланов, Тошич, Панченко (Натхо, 63), Дзагоев, Муса (Базелюк, 82). Запасные: Чепчугов, А. Березуцкий, Чернов, Цауня, Ефремов. Главный тренер: Леонид Викторович Слуцкий. Спартак: Ребров (к), Паршивлюк, Инсаурральде, Таски, Макеев, Глушаков, Чельстрём, Д. Комбаров, Промес (Ананидзе, 90+3), Яковлев (Брызгалов, 82), Уорис (Давыдов, 68). Запасные: Митрюшкин, Песьяков, Боккетти, К. Комбаров, Кутин, Хурадо. Главный тренер: Мурат Якин. | |                                  | |                                                                    |

| 23 августа 2014 5 тур | Уфа (Уфа)                                                   | 1:2 (0:2)                        | Спартак (Москва) | Уфа                                                                 |
| 14:00 MSK | Браун Форбс (грубая игра) 50` · Диего Карлос (Марсиньо) 74′ | Протокол 1 Протокол 2 Протокол 3 | Дзюба (Д. Комбаров (угл.), Хурадо) 27′ · Дзюба (Глушаков, Промес) 34′ · Яковлев (срыв атаки) 90+1` · Д. Комбаров (срыв атаки) 90+3` | Стадион: «Звезда» Зрителей: 5000 Судья: И. Низовцев (Ниж. Новгород) |
| Уфа: Веремко, Браун Форбс, Степанец, Аликин, Тишкин (Сухов, 46), Марсиньо, Пауревич, Семакин (Голубов, 67), Засеев, Диего Карлос, Ханджич (Галиулин, 53). Запасные: Юрченко, Тумасян, Килин, Вильям, Васильев, Сафрониди, Безлихотнов, Акахоси. Главный тренер: Игорь Владимирович Колыванов. Спартак: Ребров (к), Макеев, Инсаурральде, Таски, Д. Комбаров, Чельстрём, Глушаков (Брызгалов, 83), Яковлев, Хурадо, Промес (Жоао Карлос, 88), Дзюба (Давыдов, 90+2). Запасные: Митрюшкин, Песьяков, Боккетти, Кутин. Главный тренер: Мурат Якин. |                                                             |                                  | |                                                                     |

| 30 августа 2014 6 тур | Амкар (Пермь)                                                                                              | 2:0 (1:0)                        | Спартак (Москва)                                                                           | Пермь                                                               |
| 17:00 MSK | Игорь Киреев 45′ · Белоруков (грубая игра) 53` · Герус (неспорт. поведение) 68` · Георги Пеев (Киреев) 83′ | Протокол 1 Протокол 2 Протокол 3 | Макеев (грубая игра) 29` · Паршивлюк (грубая игра) 58` · Глушаков (неспорт. поведение) 86` | Стадион: «Звезда» Зрителей: 12 600 Судья: М. Вилков (Ниж. Новгород) |
| Амкар: Герус, Сираков (Гол, 71), Черенчиков, Белоруков, Занев (Вавжиняк, 11), Фибель, Коломейцев, Киреев, Дзахов, Баланович, Соломатин (Пеев, 76). Запасные: Нарубин, Никитин, Идову, Таказов, Збозень, Шаваев, Пикущак, Симоновски. Главный тренер: Славолюб Муслин. Спартак: Ребров (к), Паршивлюк, Макеев, Таски (Уорис, 64), Инсаурральде, Д. Комбаров, Чельстрём, Глушаков (Яковлев, 90), Промес (Ананидзе, 33), Хурадо, Дзюба. Запасные: Песьяков, Митрюшкин, Брызгалов, Кутин. Главный тренер: Мурат Якин. | |                                  |                                                                                            |                                                                     |

| 14 сентября 2014 7 тур | Спартак (Москва)                                                     | 3:1 (1:0)                        | Торпедо (Москва)                                                                                             | Москва                                                                |
| 13:30 MSK | Промес (Дзюба, Таски) 34′ · Промес (Хурадо) 70′ · Хурадо (Дзюба) 72′ | Протокол 1 Протокол 2 Протокол 3 | Фомин (грубая игра) 25` · Стеванович (срыв атаки) 44` · Кацалапов (грубая игра) 62` · Угу Виера (Путило) 89′ | Стадион: «Открытие Арена» Зрителей: 36 000 Судья: С. Карасёв (Москва) |
| Спартак: Ребров (к), Паршивлюк, Таски, Инсаурральде, Макеев, Глушаков, Чельстрём, Промес (Яковлев, 75), Д. Комбаров (Ананидзе, 68), Хурадо (Д. Давыдов, 85), Дзюба. Запасные: Песьяков, Митрюшкин, Брызгалов, Кутин, Самсонов. Главный тренер: Мурат Якин. Торпедо: Жевнов, Кацалапов, Рыков, Кокошка, Новосельцев, Стеванович, Фомин (Салугин, 78), К. Комбаров (Виейра, 60), Билялетдинов (Путило, 56), Мирзов, Шевченко. Запасные: Будаков, Блажевич, Франжич, Багаев, Тараканов, Стеклов, С. Давыдов. Главный тренер: Николай Николаевич Савичев. |                                                                      |                                  | |                                                                       |

| 20 сентября 2014 8 тур | Спартак (Москва)                                                                            | 1:1 (0:1)                        | Терек (Грозный) | Москва                                                                |
| 19:00 MSK | Инсаурральде (грубая игра) 87` · Хурадо (штрафной) 90+1′ · Таски (неспорт. поведение) 90+3` | Протокол 1 Протокол 2 Протокол 3 | Жозе Маурисио 14′ · Лебеденко (грубая игра) 15` · Иванов (неспорт. поведение) 26` · Кудряшов (неспорт. поведение) 53` · Жозе Маурисио (грубая игра) 89` | Стадион: «Открытие Арена» Зрителей: 25 620 Судья: А. Егоров (Саранск) |
| Спартак: Ребров (к), Паршивлюк, Таски, Инсаурральде, Макеев, Брызгалов (Джано, 46), Чельстрём (Ромуло, 72), Глушаков (Давыдов, 73), Промес, Хурадо, Дзюба. Запасные: Песьяков, Митрюшкин, Д. Комбаров, Боккетти, Кутин, Яковлев, Эберт, Самсонов, Зуев. Главный тренер: Мурат Якин. Терек: Годзюр, Варкен (Пирис, 77), Маурисио, Алмейда, Ф. Кудряшов (Ояла, 56), Семёнов, Иванов, Коморовски, Рыбус (Айссати, 84), Уциев, Лебеденко. Запасные: Городов, Феррейра, Х. Кадыров, Кану, Бокила, Кузяев, Ахъядов. Главный тренер: Рашид Маматкулович Рахимов. |                                                                                             |                                  | |                                                                       |

| 27 сентября 2014 9 тур | Зенит (Санкт-Петербург)                                                                         | 0:0 (0:0)                        | Спартак (Москва)                                                                                   | Санкт-Петербург                                                           |
| 17:30 MSK | Рондон (неспорт. поведение) 42` · Файзулин (грубая игра) 71` · Кришито (неспорт. поведение) 85` | Протокол 1 Протокол 2 Протокол 3 | Дзюба (несп. поведение) 42` · Макеев (неспорт. поведение) 71` · Чельстрём (неспорт. поведение) 87` | Стадион: «Петровский» Зрителей: 15 229 Судья: И. Низовцев (Ниж. Новгород) |
| Зенит: Лодыгин, Смольников, Гарай, Ломбертс, Кришито, Файзулин (Могилевец, 79), Хави Гарсиа, Халк, Данни (Витсель, 74), Шатов (Аршавин, 87), Рондон. Запасные: Малафеев, Рудаков, Анюков, Нету, Родич, Соловьёв, Рязанцев. Главный тренер: Андре Виллаш-Боаш. Спартак: Ребров (к), Паршивлюк, Таски (Жоао Карлос, 65), Инсаурральде, Макеев, Чельстрём, Ромуло (Тино Коста, 82), Хурадо, Д. Комбаров, Промес (Эберт, 90+4), Дзюба. Запасные: Песьяков, Митрюшкин, Боккетти, Кутин, Жоао Карлос, Самсонов, Яковлев, Давыдов. Главный тренер: Мурат Якин. |                                                                                                 |                                  | |                                                                           |

| 19 октября 2014 10 тур | Урал (Екатеринбург)                                | 2:0 (2:0)                        | Спартак (Москва)       | Екатеринбург                                                     |
| 13:30 MSK | Ерохин (Манучарян) 36′ · Фонтанелло (Ярошенко) 65′ | Протокол 1 Протокол 2 Протокол 3 | Таски (срыв атаки) 35` | Стадион: «Центральный» Зрителей: 9600 Судья: В. Мешков (Дмитров) |
| Урал: Заболотный, Фонтанелло, Хозин, Оттесен, Фидлер, Данцев (Новиков, 79), Ярошенко, Ставпец (Гогниев, 73), Ерохин, Манучарян, Смолов (Лунгу, 61). Запасные: Арапов, Кот, Белозёров, Сапета, Щаницин, Подберёзкин, Чудин, Асеведо, Емельянов. Главный тренер: Александр Фёдорович Тарханов. Спартак: Паршивлюк, Таски, Инсаурральде, Яковлев, Чельстрём (Глушаков, 56), Ромуло (Зуев, 85), Хурадо, Тино Коста (Жоао Карлос, 64), Промес, Дзюба. Запасные: Песьяков, Митрюшкин, Боккетти, Кутин, Брызгалов. Главный тренер: Мурат Якин. |                                                    |                                  |                        |                                                                  |

| 26 октября 2014 11 тур | Спартак (Москва)            | 1:1 (0:0)                        | Локомотив (Москва)                                                                | Москва                                                                |
| 13:30 MSK | Широков (Дзюба, Промес) 87′ | Протокол 1 Протокол 2 Протокол 3 | Чорлука (грубая игра) 45` · Майкон (грубая игра) 73` · Фернандеш (Павлюченко) 84′ | Стадион: «Открытие Арена» Зрителей: 39 074 Судья: И. Федотов (Москва) |
| Спартак: Ребров (к), Паршивлюк, Боккетти (Мовсисян, 71), Инсаурральде, Жоао Карлос, Макеев, Чельстрём (Широков, 55), Ромуло, Глушаков (Дзюба, 86), Промес, Хурадо. Запасные: Песьяков, Митрюшкин, Коста, Яковлев, Эберт. Главный тренер: Мурат Якин. Локомотив: Абаев, Чорлука, Дюрица, Янбаев, Денисов, Шешуков (Фернандеш, 71), Михалик, Буссуфа, Самедов (к), Майкон (Касаев, 85), Ниасс (Павлюченко, 68). Запасные: Гильерме, Лантратов, Пейчимович, Ал. Миранчук, Ткачёв, Н'Дойе, Шишкин, Серасхов. Главный тренер: Миодраг Божович. |                             |                                  |                                                                                   |                                                                       |

| 2 ноября 2014 12 тур | Кубань (Краснодар) | 3:3 (0:1)                        | Спартак (Москва) | Краснодар                                                           |
| 19:00 MSK | Рабиу (неспорт. поведение) 25` · Попов (грубая игра) 28` · Олисе (Соснин) 48′ · Олисе (Рабиу) 56′ · Ивелин Попов 68′ (пен.) · Хубулов (неспорт. поведение) 90+2` | Протокол 1 Протокол 2 Протокол 3 | 'Таски (Жоао Карлос) 11′ · Яковлев (грубая игра) 14` · Таски (грубая игра) 32` · Чельстрём (Д. Комбаров, Мовсисян) 61′ · Чельстрём (Эберт, Жоао Карлос) 65′ | Стадион: «Кубань» Зрителей: 16 111 Судья: М. Вилков (Ниж. Новгород) |
| Кубань: Беленов, Ещенко, Шандал, Шунич, Соснин, Игнатьев (Хубулов, 84), Олисе (Данило, 75), Попов, Каборе, Рабиу (Кулик, 71), Бальде. Запасные: Карюкин, Помазан, Армаш, Мельгарехо, Тлисов, Бугаев, Букур. Главный тренер: Виктор Михайлович Гончаренко. Спартак: Ребров (к), Паршивлюк, Жоао Карлос, Таски, Д. Комбаров, Чельстрём, Ромуло (Глушаков, 35), Широков (Промес, 59), Эберт, Яковлев (Хурадо, 88), Мовсисян. Запасные: Песьяков, Боккетти, Инсаурральде, Кутин, Тино Коста, Зуев, Самсонов, Давыдов, Дзюба. Главный тренер: Мурат Якин. | |                                  | |                                                                     |

| 9 ноября 2014 13 тур | Спартак (Москва)                                                        | 2:0 (2:0)                        | Арсенал (Тула)               | Москва                                                                  |
| 18:00 MSK | Мовсисян (Промес) 8′ · Промес (Чельстрём) 22′ · Эберт (грубая игра) 61` | Протокол 1 Протокол 2 Протокол 3 | Лозенков (грубая игра) 90+3` | Стадион: «Открытие Арена» Зрителей: 22 142 Судья: В. Москалёв (Воронеж) |
| Спартак: Ребров (к), Паршивлюк, Макеев, Жоао Карлос, Д. Комбаров, Чельстрём, Глушаков, Эберт (Зуев, 74), Широков (Тино Коста, 61), Промес, Мовсисян (Давыдов, 84). Запасные: Песьяков, Митрюшкин, Инсаурральде, Брызгалов, Боккетти, Кутин, Самсонов, Яковлев, Дзюба. Главный тренер: Мурат Якин. Арсенал: Филимонов, Сухарев, Васильев, Лозенков, Тесак, Калешин, Зотов, Рыжков (Вотинов, 68), Кашчелян, Кузнецов (Лях, 53), Кутьин (Малоян, 31). Запасные: Кликин, Котов, Ершов, Маслов, Макаренко, Смирнов, Осипов, Базанов, Игнатьев. Главный тренер: Дмитрий Анатольевич Аленичев. |                                                                         |                                  |                              |                                                                         |

| 23 ноября 2014 14 тур | Спартак (Москва) | 4:2 (3:1)                        | Мордовия (Саранск)                                     | Москва                                                                |
| 18:30 MSK | Промес (Эберт, Мовсисян) 9′ · Квинси Промес 18′ · Жоао Карлос (Эберт, угловой) 27′ · Паршивлюк (срыв атаки) 45+1` · Дзюба (Д. Комбаров, Промес) 90+3′ | Протокол 1 Протокол 2 Протокол 3 | Марко Ломич 45′ (пен.) · Русл. Мухаметшин (Сысуев) 58′ | Стадион: «Открытие Арена» Зрителей: 20 000 Судья: В. Безбородов (СПб) |
| Спартак: Ребров (к), Паршивлюк (Таски, 46), Жоао Карлос, Макеев, Д. Комбаров, Чельстрём, Глушаков, Ромуло (Широков, 69), Эберт, Промес, Мовсисян (Дзюба, 88). Запасные: Песьяков, Митрюшкин, Брызгалов, Яковлев, Хурадо, Ананидзе, Зуев, Давыдов. Главный тренер: Мурат Якин. Мордовия: Коченков, Нахушев (Бобёр, 71), Васин, Ниассе, Ломич (Шитов, 46), Божович, Ле Таллек (Данило, 37), Дудиев, Власов, Сысуев, Русл. Мухаметшин. Запасные: Чебану, Шебанов, Маркин, Руст. Мухаметшин, Игнатович, Иванов, Перендиа, Луценко. Главный тренер: Юрий Павлович Сёмин. | |                                  |                                                        |                                                                       |

| 30 ноября 2014 15 тур | Локомотив (Москва)                                                                                                   | 1:0 (0:0)                        | Спартак (Москва) | Москва                                                                 |
| 13:30 MSK | Шишкин (неспорт. поведение) 59` · Михалик (неспорт. поведение) 69` · Касаев (Буссуфа) 77′ · Н'Дойе (грубая игра) 86` | Протокол 1 Протокол 2 Протокол 3 | Эберт (неспорт. поведение) 40` · Макеев (неспорт. поведение) 73` · Глушаков (неспорт. поведение) 73` · Д. Комбаров (неспорт. поведение) 86` | Стадион: «Локомотив» Зрителей: 13 760 Судья: М. Вилков (Ниж. Новгород) |
| Локомотив (Москва): Абаев, Шишкин, Чорлука, Дюрица, Янбаев (Пейчимович, 32), Михалик, Фернандеш (Шешуков, 74), Самедов, Бусуффа, Касаев (Майкон, 79), Н'Дойе. Запасные: Гильерме, Лантратов, Сарсахов, Тигорев, Ан. Миранчук, Ал. Миранчук, Ткачёв, Павлюченко, Ниасс. Главный тренер: Миодраг Божович. Спартак: Ребров (к), Кутин, Макеев, Жоао Карлос, Д. Комбаров, Чельстрём (Яковлев, 84), Глушаков, Ромуло, Промес, Эберт, Мовсисян (Дзюба, 70). Запасные: Песьяков, Митрюшкин, Брызгалов, Боккетти, Таски, Тино Коста, Широков, Ананидзе, Хурадо, Самсонов. Главный тренер: Мурат Якин. | |                                  | |                                                                        |

| 4 декабря 2014 16 тур | Спартак (Москва)                                       | 1:1 (0:0)                        | Ростов (Ростов-на-Дону)                              | Москва                                                                 |
| 19:45 MSK | Глушаков (Широков, Эберт) 75′ · Эберт (срыв атаки) 76` | Протокол 1 Протокол 2 Протокол 3 | Канга Каку (срыв атаки) 34` · Торбинский (Полоз) 71′ | Стадион: «Открытие Арена» Зрителей: 13 378 Судья: С. Куликов (Саранск) |
| Спартак: Ребров (к), Паршивлюк, Макеев, Таски, Д. Комбаров, Глушаков, Промес, Широков (Тино Коста, 80), Хурадо (Давыдов, 89), Мовсисян (Эберт, 63), Дзюба. Запасные: Митрюшкин, Брызгалов, Жоао Карлос, Кутин, Яковлев, Ромуло, Чельстрём, Ананидзе. Главный тренер: Мурат Якин. Ростов: Плетикоса, Горо, Баштуш, Дьяков, Бордачёв, Гацкан, Калачёв, Торбинский, Канга (Чхапелия, 90+3), Григорьев (Фатуллаев, 82), Бухаров (Полоз, 27). Запасные: Джанаев, Ксулу, Милич, Трошечкин, Ребко, Думбия, Николич, Лазуткин. Главный тренер: Игорь Васильевич Гамула. |                                                        |                                  |                                                      |                                                                        |

| 8 декабря 2014 17 тур | Спартак (Москва)                                                                | 2:0 (0:0)                        | Урал (Екатеринбург)                                      | Москва                                                                  |
| 20:00 MSK | Давыдов (грубая игра) 58` · Хурадо (Промес, Глушаков) 63′ · Ромуло (Хурадо) 85′ | Протокол 1 Протокол 2 Протокол 3 | Смолов (грубая игра) 55` · Подберёзкин (грубая игра) 80` | Стадион: «Открытие Арена» Зрителей: 12 214 Судья: В. Москалёв (Воронеж) |
| Спартак: Ребров (к), Паршивлюк, Макеев, Таски, Д. Комбаров (Жоао Карлос, 78), Глушаков, Чельстрём, Ромуло, Промес, Эберт (Хурадо, 56), Мовсисян (Давыдов, 56). Запасные: Песьяков, Митрюшкин, Брызгалов, Кутин, Самсонов, Яковлев, Кротов, Дзюба. Главный тренер: Мурат Якин. Урал: Заболотный, Хозин, Фонтанелло, Оттесен, Данцев, Фидлер, Асеведо (Гогниев, 68), Ставпец (Подберёзкин, 73), Ерохин, Ярошенко (Щаницин, 80), Смолов. Запасные: Кот, Белозёров, Сапета, Дорожкин, Арапов. Главный тренер: Александр Фёдорович Тарханов. |                                                                                 |                                  |                                                          |                                                                         |

| 8 марта 2015 18 тур | Спартак (Москва)                                 | 1:3 (0:0)                        | Краснодар (Краснодар)                                                                         | Москва                                                                       |
| 13:30 MSK | Чельстрём (срыв атаки) 8` · Промес (Давыдов) 87′ | Протокол 1 Протокол 2 Протокол 3 | Маурисио Перейра 61′ · Ахмедов (срыв атаки) 66` · Ари (Жоаозиньо) 67′ · Ахмедов (Калешин) 72′ | Стадион: «Открытие Арена» Зрителей: 28 037 Судья: С. Иванов (Ростов-на-Дону) |
| Спартак: Ребров (к), Паршивлюк, Таски, Макеев, Д. Комбаров, Промес, Глушаков (Давыдов, 68), Чельстрём, Ромуло, Хурадо (Ананидзе, 80), Мовсисян (Кротов, 68). Запасные: Песьяков, Митрюшкин, Инсаурральде, Жоао Карлос, Брызгалов, Тимофеев, Самсонов, Эберт, Зуев. Главный тренер: Мурат Якин. Краснодар: Дикань, Калешин, Гранквист, Сигурдссон, Жоаозиньо, Газинский, Ахмедов (Вандерсон, 78), Широков, Перейра (Измайлов, 76), Мамаев, Ари (Быстров, 84). Запасные: Синицын, Кавлинов, Мартынович, Петров, Ланин, Батютин, Аджинджал. Главный тренер: Олег Георгиевич Кононов. |                                                  |                                  |                                                                                               |                                                                              |

| 15 марта 2015 19 тур | Спартак (Москва) | 1:0 (0:0)                        | Динамо (Москва)                                           | Москва                                                                 |
| 13:30 MSK | Паршивлюк (грубая игра) 11` · Глушаков (грубая игра) 44` · Франко Тейшейра Дуглас 59′ (авт.) · Тимофеев (грубая игра) 78` · Комбаров (несп. поведение) 90+1` | Протокол 1 Протокол 2 Протокол 3 | Козлов (срыв атаки) 51` · Жирков (неспорт. поведение) 86` | Стадион: «Открытие Арена» Зрителей: 36 592 Судья: А. Николаев (Москва) |
| Спартак: Ребров (к), Паршивлюк, Таски, Жоао Карлос, Инсаурральде, Комбаров, Глушаков, Промес, Эберт (Кротов, 84), Ананидзе (Тимофеев, 73), Давыдов (Мовсисян, 63). Запасные: Песьяков, Макеев, Брызгалов, Кутин, Самсонов, Хурадо. Главный тренер: Мурат Якин. Динамо: Габулов, Самба, Бюттнер, Козлов, Дуглас, Ионов (Кокорин, 57), Ванкер (Джуджак, 65), Жирков, Юсупов (Зобнин, 85), Вальбуэна, Кураньи. Запасные: Березовский, Шунин, Губочан, Ротенберг, Катрич, Ташаев, Данилкин. Главный тренер: Станислав Саламович Черчесов. | |                                  |                                                           |                                                                        |

| 21 марта 2015 20 тур | Торпедо (Москва) | 0:1 (0:1)                        | Спартак (Москва)                                                                                               | Москва                                                              |
| 19:00 MSK | Рыков (грубая игра) 42` · Кацалапов (неспорт. поведение) 78` · Билялетдинов (грубая игра) 79` · Билялетдинов (несп. повед.) 90+2` | Протокол 1 Протокол 2 Протокол 3 | Промес (Давыдов) 21′ · Чельстрём (грубая игра) 43` · Жоао Карлос (грубая игра) 88` · Давыдов (грубая игра) 89` | Стадион: «Открытие Арена» Зрителей: 25 000 Судья: С. Лапочкин (СпБ) |
| Торпедо: Жевнов, Рыков, Кацалапов, Кокошка (Микуцкис, 20), К. Комбаров, Стефанович, Стеклов (Билялетдинов, 57), Мирзов, Путило, Смарассон (Пугин, 63), Виейра. Запасные: Шафинский, Будаков, Франжич, Князев, Фомин, Зенёв, Салугин, Базелюк. Главный тренер: Валерий Юрьевич Петраков. Спартак: Ребров (к), Паршивлюк (Макеев, 60), Таски, Жоао Карлос, Инсаурральде, Эберт, Глушаков (Тимофеев, 46), Чельстрём, Промес, Ананидзе (Ромуло, 86), Давыдов. Запасные: Песьяков, Брызгалов, Кутин, Самсонов, Хурадо, Кротов, Мовсисян. Главный тренер: Мурат Якин. | |                                  | |                                                                     |

| 4 апреля 2015 21 тур | Спартак (Москва)            | 1:1 (1:0)                        | Кубань (Краснодар) | Москва                                                                |
| 19:00 MSK | Дмитрий Комбаров 22′ (пен.) | Протокол 1 Протокол 2 Протокол 3 | Армаш (срыв атаки) 21` · Каборе (неспорт. поведение) 25` · Ткачёв (Игнатьев) 61′ · Соснин (срыв атаки) 63` · Шандао (грубая игра) 67` · Игнатьев (грубая игра) 89` | Стадион: «Открытие Арена» Зрителей: 18 573 Судья: В. Мешков (Дмитров) |
| Спартак: Ребров (к), Комбаров, Инсаурральде, Жоао Карлос, Брызгалов, Макеев, Чельстрём (Глушаков, 74), Ромуло, Эберт (Ананидзе, 87), Промес, Мовсисян (Давыдов, 81). Запасные: Песьяков, Митрюшкин, Кутин, Самсонов, Тимофеев, Хурадо, Зуев, Кротов. Главный тренер: Мурат Якин. Кубань: Беленов, Ещенко, Шандао, Армаш, Соснин, Кулик (Рабиу, 81), Каборе, Ткачёв (Букур, 62), Игнатьев, Попов, Бальде (Алмейда, 53). Запасные: Помазун, Байчора, Шунич, Каретник, Хубулов, Манолев, Бугаев, Мельгарехо. Главный тренер: Леонид Станиславович Кучук. |                             |                                  | |                                                                       |

| 9 апреля 2015 22 тур | Арсенал (Тула)                                                                     | 1:0 (0:0)                        | Спартак (Москва)                                           | Тула                                                                 |
| 17:30 MSK | Кашчелян (грубая игра) 14` · Лях (неспорт. поведение) 70` · Смирнов (Малоян) 90+1′ | Протокол 1 Протокол 2 Протокол 3 | Макеев (грубая игра) 41` · Промес (неспорт. поведение) 85` | Стадион: «Арсенал» Зрителей: 19 000 Судья: М. Вилков (Ниж. Новгород) |
| Арсенал: Муха, Калешин, Хагуш, Сухарев, Осипов, Тесак, Кузнецов (Рыжков, 46), Зотов (Лях, 68. Малоян, 78), Кашчелян, Смирнов, Костя. Запасные: Котов, Лозенков, Ершов, Васильев, Алфёров, Корытько, Лепский, Крючков, Кутьин. Главный тренер: Дмитрий Анатольевич Аленичев. Спартак: Ребров (к), Паршивлюк, Брызгалов, Таски (Инсаурральде, 46), Макеев, Д. Комбаров, Глушаков, Эберт, Промес, Ананидзе (Чельстрём, 84), Давыдов (Мовсисян, 63). Запасные: Песьяков, Митрюшкин, Жоао Карлос, Кутин, Тимофеев, Ромуло, Хурадо, Кротов. Главный тренер: Мурат Якин. |                                                                                    |                                  |                                                            |                                                                      |

| 13 апреля 2015 23 тур | Ростов (Ростов-на-Дону)                                                     | 2:1 (1:1)                        | Спартак (Москва) | Ростов-на-Дону                                                 |
| 19:30 MSK | Канга (грубая игра) 15` · Григорьев (Калачёв) 35′ · Григорьев (Калачёв) 82′ | Протокол 1 Протокол 2 Протокол 3 | Хуан Инсаурральде 37′ · Промес (неспорт. поведение) 51` · Чельстрём (грубая игра) 54` · Д. Комбаров (неспорт. поведение) 84` · Брызгалов (срыв атаки) 90` · Глушаков (неспорт. поведение) 90+2` | Стадион: «Олимп-2» Зрителей: 15 710 Судья: В. Безбородов (СпБ) |
| Ростов: Плетикоса, Баштуш, Дьяков, Новосельцев, Бордачёв, Гацкан, Торбинский, Калачёв, Григорьев (Полоз, 85), Канга (Ребко, 90+2), Азмун (М. Думбия, 88). Запасные: Гошев, Суслов, Кулу, Милич, Плэтикэ, Трошечкин, Ю Бен Су. Главный тренер: Курбан Бекиевич Бердыев. Спартак: Ребров (к), Паршивлюк, Брызгалов, Таски, Инсаурральде (Кротов, 86), Д. Комбаров, Глушаков, Чельстрём (Хурадо, 61), Ромуло, Промес, Мовсисян (Давыдов, 78). Запасные: Песьяков, Митрюшкин, Кутин, Макеев, Тимофеев, Эберт, Ананидзе. Главный тренер: Мурат Якин. |                                                                             |                                  | |                                                                |

| 18 апреля 2015 24 тур | Мордовия (Саранск)                                | 1:3 (0:0)                        | Спартак (Москва) | Саранск                                                             |
| 16:00 MSK | Гапон (грубая игра) 23' · Ньяссе (Эбесилио) 90+2′ | Протокол 1 Протокол 2 Протокол 3 | Промес (Кротов, Давыдов) 46′ · Давыдов (грубая игра) 60' · Промес (неспорт. поведение) 70' · Промес (Эберт, угловой) 78′ · Мовсисян (неспорт. поведение) 86' · Мовсисян (Хурадо) 90+3′ | Стадион: «Старт» Зрителей: 11 613 Судья: С. Иванов (Ростов-на-Дону) |
| Мордовия: Коченков, Гапон, Васин, Шитов, Перендийя, Власов (Эбесилио, 59), Ньяссе, Данило, Джалу, Луценко (Самодин, 79), Яковлев (Дудиев, 56). Запасные: Чебану, Ломич, Нахушев, Иванов, Бобёр, Митчелл, Руст. Мухаметшин, Игнатович, Русл. Мухаметшин. Главный тренер: Юрий Павлович Сёмин Спартак: Ребров (к), Паршивлюк, Брызгалов, Макеев, Комбаров, Промес (Инсаурральде, 83), Чельстрём, Ромуло, Эберт, Давыдов (Хурадо, 74), Кротов (Мовсисян, 73). Запасные: Митрюшкин, Таски, Тимофеев, Ананидзе. Главный тренер: Мурат Якин. |                                                   |                                  | |                                                                     |

| 26 апреля 2015 25 тур | Спартак (Москва)                                                                | 1:0 (0:0)                        | Рубин (Казань)                                                                                       | Москва                                                                |
| 13:30 MSK | Таски (срыв атаки) 3' · Инсаурральде (срыв атаки) 75' · Промес (Мовсисян) 90+1′ | Протокол 1 Протокол 2 Протокол 3 | Оздоев (срыв атаки) 4' · Кузьмин (грубая игра) 5' · Навас (срыв атаки) 53' · Дядюн (грубая игра) 80' | Стадион: «Открытие Арена» Зрителей: 20 777 Судья: В. Безбородов (СПб) |
| Спартак: Ребров (к), Паршивлюк, Макеев (Инсаурральде, 59), Таски, Комбаров, Чельстрём, Глушаков, Эберт (Мовсисян, 72), Ромуло, Промес, Кротов (Хурадо, 79). Запасные: Митрюшкин, Песьяков, Ананидзе, Тимофеев. Главный тренер: Мурат Якин. Рубин: Рыжиков, Кузьмин, Набиуллин, Коутиньо (Канунников, 46), Кверквелия, Навас, Оздоев, Георгиев, Дядюн, Карлос Эдуардо, Портнягин (Карадениз, 65). Запасные: Акмурзин, Нестеренко, Кислян, Кобахидзе, Отставнов, Устинов. Главный тренер: Ринат Саярович Билялетдинов. |                                                                                 |                                  | |                                                                       |

| 2 мая 2015 26 тур | Спартак (Москва)                                                      | 1:1 (0:0)                        | Зенит (Санкт-Петербург)                          | Москва                                                                      |
| 13:30 MSK | Таски (срыв атаки) 20' · Ромуло (Эберт) 48′ · Эберт (грубая игра) 52' | Протокол 1 Протокол 2 Протокол 3 | Кришито (грубая игра) 17' · Халк (Кришито) 90+1′ | Стадион: «Открытие Арена» Зрителей: 38 704 Судья: М. Вилков (Ниж. Новгород) |
| Спартак: Ребров (к), Паршивлюк, Макеев, Таски, Комбаров, Чельстрём, Глушаков (Хурадо, 87), Ромуло, Промес (Жоао Карлос, 89), Эберт, Кротов (Мовсисян, 70). Запасные: Митрюшкин, Песьяков, Кутин, Тимофеев, Ананидзе, Давыдов. Главный тренер: Мурат Якин. Зенит: Лодыгин, Смольников, Гарай, Ломбертс, Кришито, Хави Гарсия, Витсель (Рондон, 77), Рязанцев (Аршавин, 57), Шатов, Халк, Данни (Кержаков, 85). Запасные: Малафеев, Бабурин, Анюков, Нету, Родич, Тимощук, Евсеев, Шейдаев, Ящук. Главный тренер: Андре-Виллаш Боаш. |                                                                       |                                  |                                                  |                                                                             |

| 11 мая 2015 27 тур | Терек (Грозный) | 4:2 (0:1)                        | Спартак (Москва) | Грозный                                                          |
| 13:30 MSK | Родолфо (грубая игра) 29' · Кудряшов (срыв атаки) 29' · Иванов (неспортивное поведение) 40' · Семёнов (грубая игра) 45+1' · Мбенге (Лебеденко) 49′ · Мбенге (Маурисио) 53′ · Аилтон (Семёнов) 90′ · Аилтон (Айссати) 90+2′ | Протокол 1 Протокол 2 Протокол 3 | Таски (грубая игра) 2' · Кротов (Глушаков, Паршивлюк) 27′ · Чельстрём (срыв атаки) 31' · Давыдов (срыв атаки) 39' · Промес (Кротов, Комбаров) 75′ | Стадион: Ахмат-Арена Зрителей: 15 000 Судья: В. Мешков (Дмитров) |
| Терек: Годзюр, Кузяев, Родолфо, Семёнов, Кудряшов, Варкен (Пирис, 65), Иванов, Маурисио, Лебеденко (Аилтон, 79), Кану (Айссати, 44), Мбенге. Запасные: Городов, Уциев, Коморовски, Тейку, Шахтиев, Х. Кадыров. Главный тренер: Рашид Маматкулович Рахимов. Спартак: Запасные: Ребров (к), Паршивлюк, Макеев, Таски, Комбаров, Чельстрём (Мовсисян, 60), Ромуло, Глушаков, Промес, Давыдов (Хурадо, 46), Кротов (Ананидзе, 85). Запасные: Митрюшкин, Песьяков, Брызгалов, Инсаурральде, Тимофеев. Главный тренер: Мурат Якин. | |                                  | |                                                                  |

| 17 мая 2015 28 тур | Спартак (Москва)                                                                         | 0:4 (0:3)                        | ЦСКА (Москва) | Москва                                                                 |
| 13:30 MSK | Эберт (грубая игра) 21' · Брызгалов (грубая игра) 52' · Глушаков (несп. поведение) 90+1' | Протокол 1 Протокол 2 Протокол 3 | Ерёменко (Муса) 11′ · Ерёменко (Дзагоев) 22′ · Тошич (Муса) 30′ · Муса (Березуцкий) 63′ · Миланов (грубая игра) 90+1' | Стадион: «Открытие Арена» Зрителей: 40 455 Судья: А. Николаев (Москва) |
| Спартак: Ребров (к), Паршивлюк (Макеев, 76), Брызгалов, Таски, Д. Комбаров, Чельстрём (Мелкадзе, 59), Ромуло, Глушаков, Промес, Эберт (Давыдов, 53), Кротов. Запасные: Митрюшкин, Песьяков, Инсаурральде, Жоао Карлос, Ананидзе, Хурадо, Тимофеев. Главный тренер: Мурат Якин. ЦСКА: Акинфеев, Фернандес, Вернблум, Игнашевич, Тошич (Головин, 84), Дзагоев (Миланов, 62), Набабкин, Муса, В. Березуцкий, Ерёменко (Панченко, 78), Натхо. Запасные: Чепчугов, А. Березуцкий, Щенников, Чернов, Страндберг. Главный тренер: Леонид Викторович Слуцкий. |                                                                                          |                                  | |                                                                        |

| 23 мая 2015 29 тур | Спартак (Москва) | 1:2 (1:2)                        | Уфа (Уфа) | Москва                                                                        |
| 18:00 MSK | Кротов (срыв атаки) 21' · Кротов (Глушаков, Комбаров) 27′ · Ромуло (грубая игра) 46' · Ромуло (грубая игра) 67` · Эберт (грубая игра) 70' · Таски (грубая игра) 88' | Протокол 1 Протокол 2 Протокол 3 | Сухов (грубая игра) 7' · Пауревич (Верховцов) 22′ · Аликин (грубая игра) 34' · Стоцкий (Ханджич) 40′ · Пауревич (грубая игра) 74' | Стадион: «Открытие Арена» Зрителей: 12 326 Судья: И. Низовцев (Ниж. Новгород) |
| Спартак: Митрюшкин, Паршивлюк, Таски, Инсаурральде (Чельстрём, 88), Комбаров (к), Глушаков (Хурадо, 64), Ромуло, Промес, Эберт, Давыдов (Ананидзе, 71), Кротов. Запасные: Ребров, Макеев, Жоао Карлос, Озбилиз. Главный тренер: Мурат Якин. Уфа: Юрченко, Сафрониди (Степанец, 84), Аликин, Верховцов, Сухов, Засеев, Пауревич, Де Оливейра, Стоцкий (Зинченко, 61), Марсиньо, Галиулин (Ханджич, 38). Запасные: Веремко, Голубов, Шевченко, Килин. Главный тренер: Игорь Владимирович Колыванов. | |                                  | |                                                                               |

| 30 мая 2015 30 тур | Спартак (Москва)                                                                                  | 3:3 (0:2)                        | Амкар (Пермь)                                                                    | Москва                                                                       |
| 13:30 MSK | Промес (Чельстрём) 64′ · Кротов (Ананидзе, Тимофеев) 72′ · Промес (Чельстрём, Инсаурральде) 90+1′ | Протокол 1 Протокол 2 Протокол 3 | Прудников (Пеев) 16′ · Черенчиков (грубая игра) 40' · Пеев 44′ · Бутко (Гол) 86′ | Стадион: «Открытие Арена» Зрителей: 11 527 Судья: С. Иванов (Ростов-на-Дону) |
| Спартак: Песьяков (к), Инсаурральде, Жоао Карлос, Макеев, Ананидзе, Чельстрём, Промес, Эберт (Тимофеев, 58), Хурадо (Озбилиз, 73), Давыдов (Мелкадзе, 57), Кротов. Запасные: Митрюшкин, Ребров, Брызгалов, Паршивлюк, Кутепов, Комбаров, Глушаков. Главный тренер: Мурат Якин. Амкар (Пермь): Хомич, Бутко, Арзуманян, Черенчиков, Занев, Пеев (Сираков, 60), Гол, Йовичич, Коломейцев, Идову (Батов, 85), Прудников (Пикущак, 48). Запасные: Герус, Селихов, Белоруков, Никитин, Шаваев, Баланович, Дзахов, Якубко, Курзенёв. Главный тренер: Гаджи Муслимович Гаджиев. |                                                                                                   |                                  |                                                                                  |                                                                              |

### Турнирная таблица
| М  | Клуб                    | И  | В  | Н  | П  | М     | О  |
| -- | ----------------------- | -- | -- | -- | -- | ----- | -- |
| 1  | Зенит (Санкт-Петербург) | 30 | 20 | 7  | 3  | 58—17 | 67 |
| 2  | ЦСКА (Москва)           | 30 | 19 | 3  | 8  | 67—27 | 60 |
| 3  | Краснодар (Краснодар)   | 30 | 17 | 9  | 4  | 52—27 | 60 |
| 4  | Динамо (Москва)         | 30 | 14 | 8  | 8  | 53—36 | 50 |
| 5  | Рубин (Казань)          | 30 | 13 | 9  | 8  | 39—33 | 48 |
| 6  | Спартак (Москва)        | 30 | 12 | 8  | 10 | 42—42 | 44 |
| 7  | Локомотив (Москва)      | 30 | 11 | 10 | 9  | 31—25 | 43 |
| 8  | Мордовия (Саранск)      | 30 | 11 | 5  | 14 | 22—43 | 38 |
| 9  | Терек (Грозный)         | 30 | 10 | 7  | 13 | 30—30 | 37 |
| 10 | Кубань (Краснодар)      | 30 | 8  | 12 | 10 | 32—36 | 36 |
| 11 | Амкар (Пермь)           | 30 | 8  | 8  | 14 | 25—42 | 32 |
| 12 | Уфа (Уфа)               | 30 | 7  | 10 | 13 | 26—39 | 31 |
| 13 | Урал (Екатеринбург)     | 30 | 9  | 3  | 18 | 31—44 | 30 |
| 14 | Ростов (Ростов-на-Дону) | 30 | 7  | 8  | 15 | 27—51 | 29 |
| 15 | Торпедо (Москва)        | 30 | 6  | 11 | 13 | 28—45 | 29 |
| 16 | Арсенал (Тула)          | 30 | 7  | 4  | 19 | 20—46 | 25 |

- Результаты выступлений команды Спартак Москва в домашних и гостевых матчах:

| Итого | Итого | Итого | Итого | Итого | Итого | Итого | Итого | Дома | Дома | Дома | Дома | Дома | Дома | На выезде | На выезде | На выезде | На выезде | На выезде | На выезде |
| И     | О     | В     | Н     | П     | МЗ    | МП    | РМ    | В    | Н    | П    | МЗ   | МП   | РМ   | В         | Н         | П         | МЗ        | МП        | РМ        |
| ----- | ----- | ----- | ----- | ----- | ----- | ----- | ----- | ---- | ---- | ---- | ---- | ---- | ---- | --------- | --------- | --------- | --------- | --------- | --------- |
| 30    | 44    | 12    | 8     | 10    | 42    | 42    | 0     | 6    | 6    | 3    | 23   | 20   | +3   | 6         | 2         | 7         | 19        | 22        | −3        |

- Результаты выступлений команды Спартак Москва по турам:

| Тур   | 01 | 02 | 03 | 04 | 05 | 06 | 07 | 08 | 09 | 10 | 11 | 12 | 13 | 14 | 15 | 16 | 17 | 18 | 19 | 20 | 21 | 22 | 23 | 24 | 25 | 26 | 27 | 28 | 29 | 30 |
| ----- | -- | -- | -- | -- | -- | -- | -- | -- | -- | -- | -- | -- | -- | -- | -- | -- | -- | -- | -- | -- | -- | -- | -- | -- | -- | -- | -- | -- | -- | -- |
| Поле  | В  | В  | В  | В  | В  | В  | Д  | Д  | В  | В  | Д  | В  | Д  | Д  | В  | Д  | Д  | Д  | Д  | В  | Д  | В  | В  | В  | Д  | Д  | В  | Д  | Д  | Д  |
| Итог  | В  | В  | П  | В  | В  | П  | В  | Н  | Н  | П  | Н  | Н  | В  | В  | П  | Н  | В  | П  | В  | В  | Н  | П  | П  | В  | В  | Н  | П  | П  | П  | Н  |
| Место | 3  | 2  | 4  | 2  | 2  | 5  | 2  | 5  | 7  | 7  | 8  | 9  | 8  | 5  | 6  | 6  | 6  | 7  | 7  | 6  | 6  | 6  | 6  | 6  | 6  | 6  | 6  | 6  | 6  | 6  |

Последнее обновление: 31 мая 2015.
Источник: Российская Футбольная Премьер-Лига

Поле: Д = дома; В = на выезде. Итог: Н = ничья; П = команда проиграла; В = команда выиграла; О = матч отложен.

### Статистика
| N  | Страна | Игрок               | Игры | Мин  | Ст | БЗ | ВЗ | Зап | Г (П) | ПМ | П | Г+П | ЖК | 2ЖК | КК |
| -- | ------ | ------------------- | ---- | ---- | -- | -- | -- | --- | ----- | -- | - | --- | -- | --- | -- |
| 32 | RUS    | Артём Ребров        | 28   | 2520 | 28 | 0  | 0  | 2   | 0     | 37 | 0 | 0   | 1  | 0   | 0  |
| 24 | NED    | Квинси Промес       | 28   | 2379 | 27 | 7  | 1  | 0   | 13    | 0  | 3 | 16  | 3  | 0   | 0  |
| 4  | RUS    | Сергей Паршивлюк    | 26   | 2252 | 26 | 3  | 0  | 1   | 0     | 0  | 1 | 1   | 6  | 1   | 0  |
| 23 | RUS    | Дмитрий Комбаров    | 25   | 2197 | 24 | 3  | 1  | 2   | 2     | 0  | 3 | 5   | 5  | 0   | 0  |
| 21 | SWE    | Ким Чельстрём       | 28   | 2150 | 26 | 8  | 2  | 1   | 2     | 0  | 2 | 4   | 7  | 0   | 0  |
| 8  | RUS    | Денис Глушаков      | 27   | 2140 | 24 | 9  | 3  | 1   | 2     | 0  | 0 | 2   | 5  | 0   | 0  |
| 34 | RUS    | Евгений Макеев      | 25   | 2056 | 23 | 2  | 2  | 3   | 0     | 0  | 0 | 0   | 6  | 0   | 0  |
| 35 | GER    | Сердар Таски        | 22   | 1777 | 20 | 3  | 2  | 3   | 1     | 0  | 1 | 2   | 8  | 0   | 0  |
| 2  | ARG    | Хуан Инсаурральде   | 20   | 1605 | 17 | 2  | 3  | 5   | 1     | 0  | 1 | 2   | 4  | 0   | 0  |
| 15 | BRA    | Ромуло              | 19   | 1354 | 16 | 5  | 3  | 3   | 2     | 0  | 0 | 2   | 1  | 1   | 0  |
| 20 | GER    | Патрик Эберт        | 17   | 1230 | 15 | 7  | 2  | 4   | 0     | 0  | 4 | 4   | 6  | 0   | 0  |
| 19 | ESP    | Хосе Хурадо         | 18   | 1032 | 10 | 4  | 8  | 10  | 3     | 0  | 3 | 6   | 0  | 0   | 0  |
| 55 | BRA    | Жоао Карлос         | 15   | 963  | 10 | 0  | 5  | 5   | 1     | 0  | 1 | 2   | 1  | 0   | 0  |
| 22 | RUS    | Артём Дзюба         | 13   | 857  | 10 | 3  | 3  | 3   | 7     | 0  | 2 | 9   | 2  | 0   | 0  |
| 10 | ARM    | Юра Мовсисян        | 16   | 837  | 9  | 8  | 7  | 1   | 2     | 0  | 3 | 5   | 1  | 0   | 0  |
| 7  | GEO    | Джано Ананидзе      | 15   | 743  | 7  | 4  | 8  | 8   | 0     | 0  | 0 | 0   | 0  | 0   | 0  |
| 69 | RUS    | Денис Давыдов       | 19   | 653  | 7  | 6  | 12 | 5   | 0     | 0  | 3 | 3   | 5  | 0   | 0  |
| 57 | RUS    | Вячеслав Кротов     | 10   | 610  | 7  | 4  | 3  | 4   | 3     | 0  | 0 | 3   | 1  | 0   | 0  |
| 3  | RUS    | Сергей Брызгалов    | 8    | 512  | 6  | 1  | 2  | 14  | 0     | 0  | 0 | 0   | 2  | 0   | 0  |
| 14 | RUS    | Павел Яковлев       | 8    | 372  | 4  | 2  | 4  | 9   | 0     | 0  | 0 | 0   | 2  | 0   | 0  |
| 5  | ARG    | Тино Коста          | 7    | 304  | 4  | 2  | 3  | 3   | 0     | 0  | 2 | 2   | 1  | 0   | 0  |
| 9  | RUS    | Роман Широков       | 5    | 255  | 3  | 3  | 2  | 1   | 1     | 0  | 0 | 1   | 0  | 0   | 0  |
| 33 | ITA    | Сальваторе Боккетти | 3    | 227  | 3  | 2  | 0  | 9   | 0     | 0  | 0 | 0   | 1  | 0   | 0  |
| 28 | GHA    | Маджид Уорис        | 4    | 171  | 1  | 1  | 3  | 1   | 0     | 0  | 0 | 0   | 0  | 0   | 0  |
| 40 | RUS    | Артём Тимофеев      | 3    | 94   | 0  | 0  | 3  | 9   | 0     | 0  | 1 | 1   | 1  | 0   | 0  |
| 64 | RUS    | Денис Кутин         | 1    | 90   | 1  | 0  | 0  | 19  | 0     | 0  | 0 | 0   | 0  | 0   | 0  |
| 1  | RUS    | Антон Митрюшкин     | 1    | 90   | 1  | 0  | 0  | 26  | 0     | 2  | 0 | 0   | 0  | 0   | 0  |
| 30 | RUS    | Сергей Песьяков     | 1    | 90   | 1  | 0  | 0  | 26  | 0     | 3  | 0 | 0   | 0  | 0   | 0  |
| 37 | RUS    | Георгий Мелкадзе    | 2    | 64   | 0  | 0  | 2  | 0   | 0     | 0  | 0 | 0   | 0  | 0   | 0  |
| 87 | RUS    | Александр Зуев      | 2    | 21   | 0  | 0  | 2  | 5   | 0     | 0  | 0 | 0   | 0  | 0   | 0  |
| 11 | ARM    | Араз Озбилиз        | 1    | 17   | 0  | 0  | 1  | 1   | 0     | 0  | 0 | 0   | 0  | 0   | 0  |
| 18 | PAR    | Лукас Барриос       | 1    | 8    | 0  | 0  | 1  | 0   | 1     | 0  | 0 | 1   | 1  | 0   | 0  |
| 6  | BRA    | Рафаэл Кариока      | 1    | 7    | 0  | 0  | 1  | 0   | 0     | 0  | 0 | 0   | 0  | 0   | 0  |
| 53 | RUS    | Артём Самсонов      | 0    | 0    | 0  | 0  | 0  | 11  | 0     | 0  | 0 | 0   | 0  | 0   | 0  |
| 7  | RUS    | Кирилл Комбаров     | 0    | 0    | 0  | 0  | 0  | 5   | 0     | 0  | 0 | 0   | 0  | 0   | 0  |
| 88 | RUS    | Илья Кутепов        | 0    | 0    | 0  | 0  | 0  | 1   | 0     | 0  | 0 | 0   | 0  | 0   | 0  |

## Кубок России 2014/15
Основная статья: Кубок России по футболу 2014/2015

### Результаты матчей
| 23 сентября 2014 1/16 финала | Смена (Комсомольск-на-Амуре)                                 | 0:1 (0:1)             | Спартак (Москва)           | Комсомольск-на-Амуре                                                |
| 9:00 MSK | Кирилл Эйдельнант 31` · Алан Алборов 43` · Роман Малахов 86` | Протокол 1 Протокол 2 | Яковлев (Хурадо, Зуев) 22′ | Стадион: «Авангард» Зрителей: 10 000 Судья: А. Анопа (Благовещенск) |
| Смена: Бегеза, Таказов, Кибизов (Соколов, 44), Малахов, Мануйлов, Супрун, Эйдельнант, Яшан, Бузняков, Алборов (Немцов, 46), Шаповалов (Пузан, 82). Запасные: Владислав Соромытько, Юрий Громов, Николай Агеев. Главный тренер: Михаил Николаевич Семёнов. Спартак: Песьяков, Паршивлюк (к), Таски (Боккетти, 39), Макеев (Эберт, 69), Кутин, Самсонов, Ромуло, Зуев (Кутепов, 84), Яковлев, Хурадо, Давыдов. Запасной: Митрюшкин. Главный тренер: Мурат Якин. |                                                              |                       |                            |                                                                     |

| 31 октября 2014 1/8 финала | Рубин (Казань) | 2:0 (0:0, 0:0)        | Спартак (Москва)                                                                       | Казань                                                            |
| 19:00 MSK | Эльмир Набиуллин 31` · Карлос Эдуардо 76` · Ливайя (Канунников) 108′ · Марко Ливайя 109` · Олег Кузьмин 112` · Сердар Азмун 120+5′ (пен.) | Протокол 1 Протокол 2 | Коста (срыв атаки) 26` · Жоао Карлос (грубая игра) 72` · Тино Коста (грубая игра) 112` | Стадион: «Казань-Арена» Зрителей: 27 229 Судья: К. Левников (СпБ) |
| Рубин: Рыжиков, Кузьмин, Камболов, Кверквелия, Набиуллин, Оздоев, Георгиев, Карлос Эдуардо (Ливайя, 91), Карадениз (Кисляк, 120), Канунников, Дядюн (Азмун, 64). Запасные: Фильцов, Кобахидзе, Сорокин, Гетигежев, Галиакберов. Главный тренер: Ринат Саярович Билялетдинов. Спартак: Ребров (к), Боккетти, Инсаурральде, Жоао Карлос, Макеев (Паршивлюк, 46), Коста, Глушаков (Ромуло, 53), Широков, Хурадо (Мовсисян, 106), Промес, Дзюба. Запасные: Песьяков, Чельстрём, Эберт, Яковлев. Главный тренер: Мурат Якин. | |                       |                                                                                        |                                                                   |

### Статистика
| N  | Страна | Игрок               | Игры | Мин | Ст | БЗ | ВЗ | Зап | Г (П) | ПМ | ЖК | 2ЖК | КК |
| -- | ------ | ------------------- | ---- | --- | -- | -- | -- | --- | ----- | -- | -- | --- | -- |
| 19 | ESP    | Хосе Хурадо         | 2    | 196 | 2  | 1  | 0  | 0   | 0     | 0  | 0  | 0   | 0  |
| 33 | ITA    | Сальваторе Боккетти | 2    | 171 | 1  | 0  | 1  | 0   | 0     | 0  | 0  | 0   | 0  |
| 4  | RUS    | Сергей Паршивлюк    | 2    | 164 | 1  | 0  | 1  | 0   | 0     | 0  | 0  | 0   | 0  |
| 15 | BRA    | Ромуло              | 2    | 157 | 1  | 0  | 1  | 0   | 0     | 0  | 0  | 0   | 0  |
| 22 | RUS    | Артём Дзюба         | 1    | 120 | 1  | 0  | 0  | 0   | 0     | 0  | 0  | 0   | 0  |
| 2  | ARG    | Хуан Инсаурральде   | 1    | 120 | 1  | 0  | 0  | 0   | 0     | 0  | 0  | 0   | 0  |
| 55 | BRA    | Жоао Карлос         | 1    | 120 | 1  | 0  | 0  | 0   | 0     | 0  | 1  | 0   | 0  |
| 24 | NED    | Квинси Промес       | 1    | 120 | 1  | 0  | 0  | 0   | 0     | 0  | 0  | 0   | 0  |
| 32 | RUS    | Артём Ребров        | 1    | 120 | 1  | 0  | 0  | 0   | 0     | 2  | 0  | 0   | 0  |
| 9  | RUS    | Роман Широков       | 1    | 120 | 1  | 0  | 0  | 0   | 0     | 0  | 0  | 0   | 0  |
| 34 | RUS    | Евгений Макеев      | 2    | 115 | 2  | 2  | 0  | 0   | 0     | 0  | 0  | 0   | 0  |
| 5  | ARG    | Тино Коста          | 1    | 112 | 1  | 0  | 0  | 0   | 0     | 0  | 1  | 1   | 0  |
| 69 | RUS    | Денис Давыдов       | 1    | 90  | 1  | 0  | 0  | 0   | 0     | 0  | 0  | 0   | 0  |
| 64 | RUS    | Денис Кутин         | 1    | 90  | 1  | 0  | 0  | 0   | 0     | 0  | 0  | 0   | 0  |
| 30 | RUS    | Сергей Песьяков     | 1    | 90  | 1  | 0  | 0  | 1   | 0     | 0  | 0  | 0   | 0  |
| 53 | RUS    | Артём Самсонов      | 1    | 90  | 1  | 0  | 0  | 0   | 0     | 0  | 0  | 0   | 0  |
| 14 | RUS    | Павел Яковлев       | 1    | 90  | 1  | 0  | 0  | 1   | 1     | 0  | 0  | 0   | 0  |
| 87 | ESP    | Александр Зуев      | 1    | 84  | 1  | 1  | 0  | 0   | 0     | 0  | 0  | 0   | 0  |
| 8  | RUS    | Денис Глушаков      | 1    | 53  | 1  | 1  | 0  | 0   | 0     | 0  | 0  | 0   | 0  |
| 35 | GER    | Сердар Таски        | 1    | 39  | 1  | 1  | 0  | 0   | 0     | 0  | 0  | 0   | 0  |
| 20 | GER    | Патрик Эберт        | 1    | 21  | 0  | 0  | 1  | 1   | 0     | 0  | 0  | 0   | 0  |
| 10 | ARM    | Юра Мовсисян        | 1    | 14  | 0  | 0  | 1  | 0   | 0     | 0  | 0  | 0   | 0  |
| 88 | RUS    | Илья Кутепов        | 1    | 6   | 0  | 0  | 1  | 0   | 0     | 0  | 0  | 0   | 0  |
| 1  | RUS    | Антон Митрюшкин     | 0    | 0   | 0  | 0  | 0  | 1   | 0     | 0  | 0  | 0   | 0  |
| 21 | SWE    | Ким Чельстрём       | 0    | 0   | 0  | 0  | 0  | 1   | 0     | 0  | 0  | 0   | 0  |

## Чемпионат России 2014/15 (молодёжный состав)
Как и в предыдущие годы, параллельно с чемпионатом проходит турнир молодёжных команд.

### Результаты матчей
| 31 июля 2014 1 тур | Рубин-мол. (Казань)                            | 1:2 (0:0)                        | Спартак-мол. (Москва)                                                                                 | Казань                                                                        |
| 14:30 MSK | Сорокин (грубая игра) 75` · Ильзат Ахметов 90′ | Протокол 1 Протокол 2 Протокол 3 | Владислав Пантелеев 55′ · Лихачёв (Буранов) 76′ · Винниченко (грубая игра) 81` · Лисинков ( ФПН ) 85` | Стадион: «Рубин» (основное поле) Зрителей: 500 Судья: М. Небогатиков (Казань) |
| Рубин-мол.: Малашенко, Кибардин (Балабанов, 72), Сорокин, Хабибуллин, Кузнецов, Петролай, Миронов (Коблов, 70), Арутюнян, Насыбуллин (Михайлов, 63), Карлос Эдуардо (Ахметов, 46), Портнягин (Бочаров, 46). Запасные: Акмурзин, Балабанов, Доронин. Главный тренер: Олег Михайлович Нечаев. Спартак-мол.: Митрюшкин, К. Щербаков, Мамин, Лисинков (к), Винниченко, Шанбиев (Буранов, 67), Горовых (Лихачёв, 46), Мелкадзе (Бакаев, 74), Бабаев (Евтеев, 63), Пантелеев, Федчук. Запасные: Аверкиев, Ю. Щербаков, Глоба, Ахмаев. Главный тренер: Владимир Евгеньевич Бесчастных. |                                                |                                  | |                                                                               |

| 9 августа 2014 2 тур | Динамо-мол. (Москва)                                                                       | 3:3 (1:2)                        | Спартак-мол. (Москва) | Химки                                                    |
| 16:00 MSK | Артём Каташевский 17′ · Антон Иванов 66′ · Анатолий Катрич 72′ · Зобнин (срыв атаки) 90+3` | Протокол 1 Протокол 2 Протокол 3 | Федчук (Бакаев) 10′ · Бакаев (Мелкадзе) 22′ · Степанов (срыв атаки) 25` · Гулиев (грубая игра) 69` · Артём Федчук 90+3′ (пен.) | Стадион: «Родина» Зрителей: 150 Судья: С. Чебан (Москва) |
| Динамо-мол.: Филиппов, Степанов (К. Щербаков, 46), Лихачёв, Мамин, Винниченко (к), Мелкадзе (Евтеев, 73), Гулиев, Шанбиев, Бакаев (Ахмаев, 82), Пантелеев, Федчук. Запасные: Ю. Щербаков, Ежов, Горовых, Полубояринов, Глоба, Юрьев. Главный тренер: Владимир Евгеньевич Бесчастных. Спартак-мол.: Ребриков, Морозов, Каташевский (Максименко, 56), Ярмолинский, Зобнин, Иванов, Катрич, Аджоев (Горбунов, 56), Ташаев, Живоглядов, Кузьмин (Левин, 63). Запасные: Зириков, Алтунин, Сиднев, Каляшин, Моргунов, Сарамутин, А. Степанов. Главный тренер: Дмитрий Валерьевич Хохлов. |                                                                                            |                                  | |                                                          |

| 13 августа 2014 3 тур | Краснодар-мол. (Краснодар)                                              | 1:2 (0:1)                        | Спартак-мол. (Москва)                                                        | Краснодар                                                                |
| 19:30 MSK | Морозов (срыв атаки) 63` · Никита Акимов 68′ · Стежко (грубая игра) 63` | Протокол 1 Протокол 2 Протокол 3 | Пантелеев (Бакаев) 18′ · Мелкадзе (грубая игра) 54` · Федчук (Пантелеев) 61′ | Стадион: ЦПР ФК «Краснодар» Зрителей: 1100 Судья: Ю. Кошко (Белореченск) |
| Краснодар-мол.: Кавлинов, Старков (Шляхов, 84), Стежко, Морозов, Лузин (Огурцов, 80), Крыжевских (Черчесов, 66), Агеев (Акимов, 46), Фомин, Воробьёв (Бакай, 52), Белоус (Альшанский, 46), Марков (Черов, 66). Запасные: Горячкин, Нестеренко, Зябиров, Мальцев, Андриенко. Главный тренер: Максим Николаевич Пряников. Спартак-мол.: Митрюшкин, Лихачёв, Лисинков (к), Мамин, Винниченко, Мелкадзе (Евтеев, 57. Ахмаев, 89), Гулиев, Шанбиев, Бакаев (Красильниченко, 64. Полубояринов, 81), Пантелеев, Федчук. Запасные: Аверкиев, Щербаков Ю., Щербаков К., Горовых. Главный тренер: Владимир Евгеньевич Бесчастных. |                                                                         |                                  |                                                                              |                                                                          |

| 16 августа 2014 4 тур | ЦСКА-мол. (Москва)                                                                             | 0:1 (0:1)                        | Спартак-мол. (Москва)                                             | Москва                                                     |
| 12:00 MSK | Титов (неспорт. поведение) 58` · Дергачёв (симуляция) 83` · Макаров (неспорт. поведение) 90+3` | Протокол 1 Протокол 2 Протокол 3 | Мелкадзе (Пантелеев, Федчук) 11′ · Гулиев (систем. нарушения) 36` | Стадион: «Октябрь» Зрителей: 500 Судья: А. Фролов (Москва) |
| ЦСКА-мол.: Помазун, Масютин, Макаров, Дергачёв, Котов, Николаеш, Головин, Ондуа, Чернов, Георгиевский (Титов, 46), Мартусевич (Дрыков, 67). Запасные: Злобин, Сорокин, Ларионов. Главный тренер: Александр Сергеевич Гришин. Спартак-мол.: Митрюшкин, Мамин, Винниченко, Лисинков, Лихачёв, Шанбиев, Мелкадзе (Полубояринов, 66), Гулиев, Бакаев (Евтеев, 76), Пантелеев, Федчук (Юрьев, 90+1). Запасные: Аверкиев, Ю. Щербаков, К. Щербаков, Горовых, Красильниченко, Ахмаев, Глоба, Ежов, Бабаев. Главный тренер: Владимир Евгеньевич Бесчастных. |                                                                                                |                                  |                                                                   |                                                            |

| 23 августа 2014 5 тур | Уфа-мол. (Уфа)                                                    | 0:0 (0:0)                        | Спартак-мол. (Москва)                                                              | Пермь                                                                        |
| 10:00 MSK | Хаернасов (неспорт. поведение) 12` · Шайхутдинов (срыв атаки) 69` | Протокол 1 Протокол 2 Протокол 3 | Полубояринов (грубая игра) 27` · Лисинков (грубая игра) 74` · Георгий Мелкадзе 87` | Стадион: «Звезда» (запасное поле) Зрителей: 500 Судья: К. Силантьев (Самара) |
| Уфа-мол.: Леонов, Купряков, Шайхутдинов, Тумасян (Салихов, 46), Бугаев, Севастьянов, Безденежных, Виллиам (Васильев, 46), Хаернасов (Шайбеков, 90), Гильманов, Якупов (Кречетов, 55). Запасные: Янбарисов, Тамразов, Бенифанд, Морозов. Главный тренер: Сергей Александрович Томаров. Спартак-мол.: Митрюшкин, Степанов (Буранов, 46), Мамин, Лисинков (к), Винниченко, Шанбиев (Лихачёв, 62), Манюков (Евтеев, 79), Мелкадзе, Полубояринов, Бакаев (Глоба, 46), Ахмаев (Юрьев, 46). Запасные: Аверкиев, Ю. Щербаков, Красильниченко, Горовых, Буранов, Глоба, Юрьев. Главный тренер: Владимир Евгеньевич Бесчастных. |                                                                   |                                  |                                                                                    |                                                                              |

| 29 августа 2014 6 тур | Амкар-мол. (Пермь) | 2:2 (1:0)                        | Спартак-мол. (Москва)                                                       | Пермь                                                                     |
| 13:00 MSK | Артём Мамин 5′ (авт.) · Пермяков (грубая игра) 11` · Огуде (срыв атаки) 30` · Чухланцев (неспорт. поведение) 31` · Александр Субботин 48′ · Субботин (грубая игра) 76` | Протокол 1 Протокол 2 Протокол 3 | Полубояринов (грубая игра) 38` · Александр Лихачёв 54′ · Владлен Бабаев 83′ | Стадион: «Звезда» (запасное поле) Зрителей: 250 Судья: А. Чулкин (Ижевск) |
| Амкар-мол.: Селихов, Пермяков (к), Урхов, Трошев, Идову (Тюкалов, 46), Шаваев (Гусейнов, 46), Огуде (Е. Парамонов, 90), Анфёров (Шпитальный, 69), Чухланцев (Субботин, 46), Курзенёв, Голдобин (Алейников, 46). Запасные: Средняков, И. Парамонов, Вазитдинов, Кузнецов. Главный тренер: Константин Валентинович Парамонов. Спартак-мол.: Ю. Щербаков, Лихачёв, Мамин, Лисинков (к), Винниченко, Мелкадзе, Буранов (Горовых, 46), Полубояринов, Шанбиев (К. Щербаков, 84), Бакаев, Ахмаев (Бабаев, 46). Запасные: Аверкиев, Красильниченко, Глоба, Юрьев. Главный тренер: Владимир Евгеньевич Бесчастных. | |                                  |                                                                             |                                                                           |

| 13 сентября 2014 7 тур | Спартак-мол. (Москва)                                                                           | 2:0 (0:0)                        | Торпедо-мол. (Москва)                                        | Москва                                                                |
| 15:00 MSK | Горовых (Мелкадзе, угловой) 49′ · Степанов (неспорт. поведение) 54` · Евтеев (Полубояринов) 85′ | Протокол 1 Протокол 2 Протокол 3 | Кулешов (грубая игра) 32` · Мурачёв (неспорт. поведение) 72` | Стадион: академии «Спартак» Зрителей: 1000 Судья: С. Зеленев (Тамбов) |
| Спартак-мол.: Митрюшкин, Степанов (Лихачёв, 58), Мамин, Лисинков (к), Винниченко, Шанбиев, Горовых (Буранов, 77), Бабаев (Евтеев, 58), Бакаев (Глоба, 85), Полубояринов, Мелкадзе. Запасные: Аверкиев, Ю. Щербаков, К. Щербаков, Ежов, Красильниченко, Ермаков, Ахмаев, Юрьев. Главный тренер: Владимир Евгеньевич Бесчастных. Торпедо-мол.: Шафинский, Цыбиков (Савичев, 56), Мирачёв, Никонов (Ромащенко, 46), Тигиев, Кулешов (Калинкин, 71), Семёнов (Бехбудов, 80), Кертанов (Аджиев, 86), Юрчик, Фомичёв (Кирсанов, 72), Мельников (Литвинов, 59). Запасные: Игнатов, Погонин, Пугиев. Главный тренер: Денис Константинович Бояринцев. |                                                                                                 |                                  |                                                              |                                                                       |

| 19 сентября 2014 8 тур | Спартак-мол. (Москва) | 3:1 (1:1)                        | Терек-мол. (Грозный) | Москва                                                                     |
| 17:00 MSK | Пантелеев (штрафной) 31′ · Мелкадзе (неспорт. поведение) 49` · Пантелеев (Мелкадзе) 62′ · Бакаев (Пантелеев, штрафной) 71′ | Протокол 1 Протокол 2 Протокол 3 | Муслуев (Кадыров) 6′ · Абухажиев (неспорт. поведение) 29` · Барзукаев (грубая игра) 30` · Акаев (неспорт. поведение) 70` | Стадион: академии «Спартак» Зрителей: 500 Судья: А. Смолин (Великий Устюг) |
| Спартак-мол.: Митрюшкин (Ю. Щербаков, 90+2), Степанов (Лихачёв, 61), Мамин, Лисинков (к), Винниченко, Шанбиев (Горовых, 78), Полубояринов, Евтеев (Бабаев, 51), Бакаев (Ахмаев, 74), Пантелеев, Мелкадзе. Запасные: Аверкиев, Красильниченко, Ежов, Ермаков, Глоба, Буранов. Главный тренер: Владимир Евгеньевич Бесчастных. Терек-мол.: Гудиев (Газалиев, 46), Тагиров, Муслуев, Шахтиев (Шаипов, 26), Барзукаев, Абухаджиев, Акаев, Кузяев (Шапиев, 46. Матаев, 86), Х. Кадыров, Адамов, Ахъядов (А. Кадыров, 46. Асаков, 79). Запасные: Давлитгереев, Салихов, Дидигов, Исмаилов, Газиев. Главный тренер: Ваит Абдул-Хамидович Талгаев. | |                                  | |                                                                            |

| 26 сентября 2014 9 тур | Зенит-мол. (Санкт-Петербург)                                                                    | 0:2 (0:0)                        | Спартак-мол. (Москва) | Санкт-Петербург                                                           |
| 12:00 MSK | Ходжаниязов (грубая игра) 52` · Серенков (неспорт. поведение) 67` · Давиденко (грубая игра) 86` | Протокол 1 Протокол 2 Протокол 3 | Федчук (вратарь) 4` (пен.) · Лисинков (грубая игра) 13` · Бакаев (неспорт. поведение) 43` · Шанбиев (срыв атаки) 48` · Федчук (Полубояринов) 65′ · Полубояринов (неспорт. повед-е) 72` · Джано Ананидзе 82′ (пен.) | Стадион: «Петровский» ( МСА ) Зрителей: 300 Судья: И. Дорогостайский (ЛО) |
| Зенит-мол.: Рудаков, Кубышкин, Ходжаниязов, Давиденко (Яковлев, 89), Скопинцев, Серенков, Иваниди (Симонян, 67), Осипов, Гасилин, Назимов, Проничев (Долгов, 85). Запасные: Цветков, Ребенко, Жалобков, Барбашов, Ярошенко, Ходаковский, Зуев, Диланян, Егоров. Главный тренер: Александр Николаевич Селенков. Спартак-мол.: Ю. Щербаков, Лихачёв (Евтеев, 90), Мамин, Лисинков (к), Винниченко (Красильниченко, 90+1), Шанбиев (Буранов, 62), Полубояринов, Мелкадзе, Бакаев (Бабаев, 53), Ананидзе (Горовых, 86), Федчук. Запасные: Аверкиев, Ахмаев. Главный тренер: Владимир Евгеньевич Бесчастных. |                                                                                                 |                                  | |                                                                           |

| 18 октября 2014 10 тур | Урал-мол. Екатеринбург | 1:3 (1:0)                        | Спартак-мол. (Москва) | Екатеринбург                                                           |
| 10:00 MSK | Соболев (Серченков) 41′ · Дорожинский (грубая игра) 59` · Кашкаров (грубая игра) 75` · Помогаев ( неспорт. поведение ) 83` | Протокол 1 Протокол 2 Протокол 3 | Мелкадзе (грубая игра) 29` · Лисенков (грубая игра) 47` · Джано Ананидзе 78′ · Бабаев (Ананидзе) 80′ · Мелкадзе ( неспорт. поведение ) 83` · Владлен Бабаев 90+2′ | Стадион: «Урал» ( ФМ ) Зрителей: 500 Судья: М. Сутормин (Нижний Тагил) |
| Урал-мол.: Арапов (к), Дорожинский, Белозёров (Кашкаров, 46), Новиков (Вакурин, 46), Сабирзянов (Мамонов, 76), Серченков (Ламбарский, 46), Филиппов, Тихонов, Оганесян (Омарбеков, 46), Давлетшин (Помогаев, 46), Соболев (Гошоков, 46). Запасные: Тимофеев, Гулиев, Киреев, Шумихин, Валиахметов. Главный тренер: Игорь Владимирович Бахтин. Спартак-мол.: Митрюшкин, Лихачёв (Евтеев, 68), Мамин, Лисинков (к), Винниченко, Шанбиев, Полубояринов, Мелкадзе, Ананидзе (Глоба, 90+3), Пантелеев (Бабаев, 71), Федчук (Горовых, 84). Запасные: Ю. Щербаков, Ежов, Ахмаев. Главный тренер: Владимир Евгеньевич Бесчастных. | |                                  | |                                                                        |

| 23 октября 2014 11 тур | Спартак-мол. (Москва) | 2:4 (0:3)                        | Локомотив-мол. (Москва) | Москва                                                                        |
| 14:30 MSK | Лисенков (грубая игра) 13` · Мастерной (срыв атаки) 44` · Артём Федчук 67′ (пен.) · Винниченко (срыв атаки) 67` · Артём Федчук 81′ (пен.) | Протокол 1 Протокол 2 Протокол 3 | Герасимов (Макаров) 24′ · Герасимов (Жемалетдинов) 36′ · Аршак Корян 45′ (пен.) · Григорий Герасимов 48′ · Логунов (срыв атаки) 63` · Довбня (неспорт. поведение) 80` | Стадион: академии «Спартак» Зрителей: 200 Судья: М. Наседин (Железнодорожный) |
| Спартак-мол.: Ю. Щербаков (Аверкиев, 46), Мамин, Мастерной, Лисинков (К), Винниченко, Шанбиев (Горовых, 70), Бабаев (Юрьев, 77), Пантелеев, Ананидзе (Глоба, 46), Федчук, Полубояринов. Запасные: Лихачёв, Красильниченко, Евтеев, Ахмаев, К. Щербаков. Главный тренер: Владимир Евгеньевич Бесчастных. Локомотив-мол.: Лантратов (Лобанцев, 46), Соловьёв (Рукас, 83), Логунов, Довбня, Серхасов, Макаров, Ан. Миранчук, Чуканов, Жемалетдинов (Бабаджанов, 90), Герасимов (Кипиани, 75), Корян. Запасные: Ковалёв, Вяткин, Рахмонов, Анисимов. Главный тренер: Денис Викторович Клюев. | |                                  | |                                                                               |

| 1 ноября 2014 12 тур | Кубань-мол. (Краснодар) | 1:3 (0:0)                        | Спартак-мол. (Москва) | Краснодар                                               |
| 12:00 MSK | Александр Клещенко 83′  | Протокол 1 Протокол 2 Протокол 3 | Мастерной (грубая игра) 38` · Гулиев (неспорт. поведение) 45` · Владлен Бабаев (Гулиев) 58′ · Джано (Полубояринов, Федчук) 65′ · Владлен Бабаев (Гулиев) 84′ | Стадион: «Труд» Зрителей: 100 Судья: Н. Лушин (Воронеж) |
| Кубань-мол.: Байчора, Чувилов (к) (Пономарёв, 86), Закиров, Журавлёв (Джамалутдинов, 77), Клещенко, Завезён (Цаниев, 90+2), Якуба, Карентник (Коновалов, 68), Секрет (Запорожцев, 86), Тюфяков (Нурисов, 46), Майрович (Волчков, 80). Запасной: Шевченко. Главный тренер: Игорь Витальевич Осинькин. Спартак-мол.: Митрюшкин, Мастерной, Мамин, Лисинков (к), Винниченко, Шанбиев (Лихачёв, 68), Гулиев, Полубояринов (Глоба, 84), Ананидзе, Пантелеев (Бабаев, 46), Федчук. Запасные: Аверкиев, Евтеев, Ежов, Ахмаев. Главный тренер: Владимир Евгеньевич Бесчастных. |                         |                                  | |                                                         |

| 8 ноября 2014 13 тур | Спартак-мол. (Москва)                                            | 2:0 (1:0)                        | Арсенал-мол. (Тула)                                        | Москва                                                               |
| 15:00 MSK | Пантелеев (Полубояринов, Федчук) 33′ · Федчук (Полубояринов) 84′ | Протокол 1 Протокол 2 Протокол 3 | Налётов (срыв атаки) 66` · Изотов (неспорт. поведение) 78` | Стадион: академии «Спартак» Зрителей: 500 Судья: И. Вертков (Москва) |
| Спартак-мол.: Митрюшкин, Мастерной, Мамин, Лисинков (к), Винниченко, Шанбиев, Гулиев, Бабаев (Глоба, 64), Пантелеев (Горовых, 77), Полубояринов, Федчук. Запасные: Аверкиев, Ю. Щербаков, К. Щербаков, Евтеев, Ежов, Лихачёв, Горовых, Красильниченко, Бакаев, Ахмаев, Юрьев. Главный тренер: Владимир Евгеньевич Бесчастных. Арсенал-мол.: Лейкин, Налётов, Орлов, Изотов, В. Зотов (Карасёв, 68), Салимов, Закарлюка, Алфёров, Золотой (Мингазов, 46), Стародуб (Юрчак, 90+1), Гагиты. Запасные: Ильин, Борисов, Цуканов, Шмаров, Бабушкин. Главный тренер: Виктор Геннадьевич Булатов. |                                                                  |                                  |                                                            |                                                                      |

| 22 ноября 2014 14 тур | Спартак-мол. (Москва)                                                                                      | 3:0 (0:0)                        | Мордовия-мол. (Саранск)                                                                                             | Москва                                                             |
| 13:00 MSK | Никита Усов 50′ (авт.) · Мелкадзе (грубая игра) 56` · Мамин (Мелкадзе, угловой) 75′ · Глоба (Мелкадзе) 83′ | Протокол 1 Протокол 2 Протокол 3 | Шинкаренко (срыв атаки) 38` · Гуйганов (грубая игра) 45+1` · Теняев (грубая игра) 87` · Суворов (грубая игра) 90+1` | Стадион: академии «Спартак» Зрителей: 300 Судья: С. Чебан (Москва) |
| Спартак-мол.: Митрюшкин (Аверкиев, 89), Кутин, Мамин, Лисинков (к), Винниченко, Шанбиев, Самсонов (Лихачёв, 89), Мелкадзе, Полубояринов (Ахмаев, 86), Зуев (Глоба, 82), Федчук (Бабаев, 72). Запасные: Ю. Щербаков, Ежов, Евтеев, Бакаев, Буранов, Юрьев. Главный тренер: Владимир Евгеньевич Бесчастных. Мордовия-мол.: Зимин, Навлётов, Усов, Теняев (Чубукин, 90+2), Озманов (Алборов, 82), Шинкаренко (Гуйганов, 45), Аббакумов (Ларин, 73), Аскеров (Раимов, 53), Суворов, Крутов (Игошев, 70), Маланьин (Адаев, 73). Запасные: Калюжный. Главный тренер: Игорь Владимирович Шинкаренко. | |                                  | |                                                                    |

| 29 ноября 2014 15 тур | Локомотив-мол. (Москва)   | 0:2 (0:1)                        | Спартак-мол. (Москва)                         | Москва                                                                     |
| 13:00 MSK | Макаров (грубая игра) 30` | Протокол 1 Протокол 2 Протокол 3 | Аяз Гулиев 32′ (пен.) · Мелкадзе (Бабаев) 87′ | Стадион: «Локомотив-Перово» Зрителей: 300 Судья: В. Фаустов (Старый Оскол) |
| Локомотив-мол.: Лантратов, Соловьёв (Рукас, 88), Довбня, Логунов, Серасхов, Макаров, Ан. Миранчук, Чуканов (Махтарадзе, 74), Жамалетдинов (Герасимов, 82), Бабаджанов (Галаджан, 61), Галанин. Запасные: Лобанцев, Анисимов, Данильянц, Вяткин, Рахмонов. Главный тренер: Денис Викторович Клюев. Спартак-мол.: Митрюшкин, Лихачёв, Мамин, Лисинков (к), Винниченко, Шанбиев (Бакаев, 61), Гулиев, Мелкадзе, Полубояринов, Зуев (Пантелеев, 55), Давыдов (Бабаев, 33. Глоба, 90). Запасные: Аверкиев, Ю. Щербаков, Евтеев, Ежов, Красильниченко, Горовых, Ахмаев, Юрьев. Главный тренер: Владимир Евгеньевич Бесчастных. |                           |                                  |                                               |                                                                            |

| 3 декабря 2014 16 тур | Спартак-мол. (Москва)                                 | 0:2 (0:1)                        | Ростов-мол. (Ростов-на-Дону)                                                 | Москва                                                                  |
| 13:15 MSK | Лихачёв (грубая игра) 32` · Мелкадзе (срыв атаки) 59` | Протокол 1 Протокол 2 Протокол 3 | Степанов (Николич) 37′ · Николич (Трошечкин) 79′ · Христис (грубая игра) 86` | Стадион: академии «Спартак» Зрителей: 100 Судья: Р. Зияков (Наб. Челны) |
| Спартак-мол.: Аверкиев, Лихачёв, Мамин, Лисинков (к), Винниченко, Шанбиев, Гулиев, Мелкадзе, Самсонов (Бабаев, 46), Полубояринов, Давыдов (Бакаев, 46). Запасные: Ю. Щербаков, Евтеев, Ежов, Красильниченко, Горовых, Глоба, Пантелеев, Ахмаев, Юрьев. Главный тренер: Владимир Евгеньевич Бесчастных. Ростов-мол.: Чагров, Демченко, Мартынов, Лазуткин, Христис, Остапенко, Козлов, Сиденко, Степанов (Шаповалов, 89), Трошечкин, Николич. Запасные: Суслов, Машкин, Кулабухов, Карташов, Смирнов. Главный тренер: Иван Васильевич Лях. |                                                       |                                  |                                                                              |                                                                         |

| 7 декабря 2014 17 тур | Спартак-мол. (Москва) | 3:3 (1:1)                        | Урал-мол. (Екатеринбург) | Москва                                                                   |
| 13:00 MSK | Мелкадзе (Бакаев, Винниченко) 16′ · Мелкадзе (Ананидзе) 49′ · Гулиев (Полубояринов) 53′ · Мелкадзе (срыв атаки) 70` · Полубояринов (срыв атаки) 72` · Шанбиев (срыв атаки) 86` · Бакаев (неспорт. поведение) 90+4` | Протокол 1 Протокол 2 Протокол 3 | Маркус Бергер 2′ · Валентин Винниченко 47′ (авт.) · Артемий Дорожинский 56′ · Бергер (грубая игра) 61` · Чудин (срыв атаки) 81` · Давлетшин (срыв атаки) 90+1` | Стадион: академии «Спартак» Зрителей: 200 Судья: С. Исаев (Великие Луки) |
| Спартак-мол.: Митрюшкин, Лихачёв (К. Щербаков, 46), Мамин, Лисинков (к), Винниченко, Шанбиев, Гулиев, Полубояринов, Ананидзе, Бакаев, Мелкадзе. Запасные: Аверкиев, Ю. Щербаков, Евтеев, Ежов, Красильниченко, Горовых, Глоба, Бабаев, Пантелеев, Ахмаев, Юрьев. Главный тренер: Владимир Евгеньевич Бесчастных. Урал-мол.: Тимофеев, Бергер, Чудин, Кашкаров, Дорожинский, Серченков, Филиппов (Омарбеков, 71), Помогаев (Давлетшин, 85), Шумихин (Сабирзянов, 90+2), Гавтадзе (Бабушкин, 73), Э. Гулиев. Запасные: Шубин, Паршин, Нисафутдинов. Главный тренер: Игорь Владимирович Бахтин. | |                                  | |                                                                          |

| 7 марта 2015 18 тур | Спартак-мол. (Москва)                               | 0:1 (0:0)                        | Краснодар-мол. (Краснодар)                                                 | Москва                                                               |
| 12:00 MSK | Мамин (срыв атаки) 24` · Тимофеев (грубая игра) 25` | Протокол 1 Протокол 2 Протокол 3 | Воробьёв (грубая игра) 38` · Нурик Гаджиев 47′ · Батютин (грубая игра) 58` | Стадион: академии «Спартак» Зрителей: 500 Судья: С. Тихонов (Москва) |
| Спартак-мол.: Митрюшкин, Кутин, Лисинков (к), Степанов, Винниченко, Мамин (К. Щербаков, 62), Тимофеев (Лихачёв, 62), Бабаев, Зуев, Пантелеев, Лялюшкин (Глоба, 62). Запасные: Аверкиев, Ю. Щербаков, Красильниченко, Шигорев, Буранов, Гордеочук, Горовых, Ермаков, Маликов. Главный тренер: Владимир Евгеньевич Бесчастных. Краснодар-мол.: Горячкин, Старков, Нестеренко, Стежко, Ланин (Агеев, 64), Жигулёв, Батютин (Брагин, 90+2), Гаджиев (Шишкин, 90+1), Черчесов (Мальцев, 79), Черов, Воробьёв. Запасные: Федюшкин, Гоголичидзе, Борисов. Главный тренер: Максим Николаевич Пряников. |                                                     |                                  |                                                                            |                                                                      |

| 14 марта 2015 19 тур | Спартак-мол. (Москва)                                                                       | 1:3 (1:1)                        | Динамо-мол. (Москва) | Москва                                                                    |
| 16:00 MSK | К. Щербаков (неспорт. поведение) 10` · Бабаев (Лисинков) 25′ · К. Щербаков (срыв атаки) 51` | Протокол 1 Протокол 2 Протокол 3 | Сарамутин (неспорт. поведение) 10` · Данилкин (Горбунов) 13′ · Данилкин (неспорт. поведение) 52` · Левин (Морозов) 77′ · Морозов (неспорт. поведение) 87` · Андрюс Рукас 90′ | Стадион: академии «Спартак» Зрителей: 500 Судья: А. Ксенафонтов (Ступино) |
| Спартак-мол.: Аверкиев, А. В. Степанов (Сокол, 86), Лисинков (к), Мамин, Винниченко, К. Щербаков, Полубояринов, Бабаев, Глоба (Красильниченко, 77), Пантелеев, Обухов. Запасные: Ю. Щербаков, Шигорев, Ермаков, Гордеочук, Сидорук, Лялюшкин, Маликов. Главный тренер: Владимир Евгеньевич Бесчастных. Динамо-мол.: Лещук, Морозов, Каташевский, Горбунов (Алтунин, 66), Могулкин (Фарафонов, 59), Иванов (Рукас, 74), Моргунов (Максименко, 66), Левин, Данилкин, Сарамутин (Каляшин, 83), Живоглядов. Запасные: Черчесов, Ребриков, Ямщиков, Майорский, А. С. Степанов. Главный тренер: Дмитрий Валерьевич Хохлов. |                                                                                             |                                  | |                                                                           |

| 20 марта 2015 20 тур | Торпедо-мол. (Москва)                                                           | 2:2 (1:2)                        | Спартак-мол. (Москва) | Москва                                                              |
| 13:00 MSK | Сергей Давыдов 18′ · Кертанов (неспорт. поведение) 36` · Валентин Фомичёв 90+2′ | Протокол 1 Протокол 2 Протокол 3 | Владислав Пантелеев 12′ · Самсонов (неспорт. поведение) 31` · Обухов (Пантелеев, Бакаев) 45+2′ · Винниченко (неспорт. поведение) 52` · Винниченко (неспорт. поведение) 64` · Сокол (срыв атаки) 76` | Стадион: академии «Спартак» Зрителей: 300 Судья: А. Фролов (Москва) |
| Торпедо-мол.: Шафинский (Игнатов, 46), Тигиев, Черепанов, Юрчик, Бехбудов (Дроздов, 82), Дворецков, Кертанов, Кирсанов (Фомичёв, 77), Мельников, Погонин, Давыдов. Запасные: Ромащенко, Калинкин. Главный тренер: Михаил Владимирович Белов. Спартак-мол.: Аверкиев, Шигорев (Сокол, 61), Степанов, Лисинков (к), Винниченко, Самсонов, Полубояринов, Бакаев (Бабаев, 85), Глоба (Красильниченко, 67), Пантелеев (Маликов, 90+2), Обухов. Запасные: Сухорученко, Ю. Щербаков, Ермаков, Гордеочук, Сидорук, Лялюшкин. Главный тренер: Владимир Евгеньевич Бесчастных. |                                                                                 |                                  | |                                                                     |

| 3 апреля 2015 21 тур | Спартак-мол. (Москва)                                                                          | 2:0 (0:0)                        | Кубань-мол. (Краснодар) | Москва                                                              |
| 14:00 MSK | Полубояринов (неспорт. поведение) 23' · Пантелеев (Бакаев) 56′ · Пантелеев (Бакаев) 60′ (пен.) | Протокол 1 Протокол 2 Протокол 3 | Якуба (грубая игра) 58' | Стадион: академии «Спартак» Зрителей: 300 Судья: В. Тихонов (Псков) |
| Спартак-мол.: Митрюшкин, Степанов, Мамин, Лисинков (к), Красильниченко, Лихачёв (Ермаков, 46), Бабаев (Глоба, 46), Полубояринов, Бакаев, Пантелеев (Горовых, 89), Обухов (Лялюшкин, 69). Запасные: Аверкиев, Ю. Щербаков, К. Щербаков, Сокол, Шигорев, Буранов, Сидорук, Маликов. Главный тренер: Владимир Евгеньевич Бесчастных. Кубань-мол.: Шевченко, Кагермазов (Пономарёв, 74), Джамалутдинов (Закиров, 85), Журавлёв, Клещенко, Завезён, Коновалов, Якуба, Погосян (Лаук, 58), Тюфяков (Волчков, 81), Майорович (Запорожцев, 82). Запасные: Костенко, Нурисов. Главный тренер: Игорь Витальевич Осинькин. |                                                                                                |                                  |                         |                                                                     |

| 8 апреля 2015 22 тур | Арсенал-мол. (Тула) | 4:2 (1:0)                        | Спартак-мол. (Москва)                                                            | Тула                                                             |
| 13:30 MSK | Стародуб (Салимов) 29′ · Фарион (грубая игра) 34' · Салимов (симуляция) 37' · Александр Крючков 56′ · Артур Фарион 68′ · Роман Салимов 77′ | Протокол 1 Протокол 2 Протокол 3 | Полубояринов (грубая игра) 57' · Обухов (Бакаев) 64′ · Бабаев (Полубояринов) 87′ | Стадион: ДЮСШ «Арсенал» Зрителей: 500 Судья: Е. Кукуляк (Калуга) |
| Арсенал-мол.: Скорняков (Ильин, 86), Налётов, Фарион, Ежов, Чибиров (Изотов, 79), Р. Гагиты (Шагинян, 89), Закарлюка (Полин, 77), Крючков (Альшанский, 85), Стародуб, Алфёров (Э. Гагиты, 85), Салимов (Котлов, 89). Запасные: Юрчак, Матренов, Скоропупов, Мингазов, Карасёв. Главный тренер: Виктор Геннадьевич Булатов. Спартак-мол.: Митрюшкин, Степанов (Сокол, 53), Мамин, Лихачёв, Красильниченко (Винниченко, 32), Ермаков (Горовых, 84), Полубояринов, Глоба (Бабаев, 56), Бакаев, Пантелеев (к), Обухов. Запасные: Аверкиев, Сухорученко, К. Щербаков, Лялюшкин. Главный тренер: Владимир Евгеньевич Бесчастных. | |                                  |                                                                                  |                                                                  |

| 12 апреля 2015 23 тур | Ростов-мол. (Ростов-на-Дону)                           | 0:2 (0:1)                        | Спартак-мол. (Москва)                                                             | Ростов-на-Дону                                            |
| 14:00 MSK | Гречкин (срыв атаки) 23' · Кондрюков (грубая игра) 76' | Протокол 1 Протокол 2 Протокол 3 | Обухов (штрафной) 24′ · Винниченко (неспорт. поведение) 58' · Бабаев (Бакаев) 87′ | Стадион: СДЮСШОР-9 Зрителей: 500 Судья: В. Певчев (Курск) |
| Ростов-мол.: Суслов, Смирнов, Мартынов, Лазуткин, Гречкин (Юрьев, 88), Демченко, Остапенко (Машкин, 41), Кондрюков, Степанов (Козлов, 55), Трошечкин (Ахмаев, 67), Николич. Запасные: Чагров, Христис, Сиденко. Главный тренер: Игорь Васильевич Гамула. Спартак-мол.: Митрюшкин, Степанов, Мамин, Лихачёв, Винниченко, Ермаков (Сокол, 62), Полубояринов, Глоба (Лялюшкин, 67), Бакаев, Пантелеев (к), Обухов (Бабаев, 74). Запасные: Аверкиев, Сухорученко, Красильниченко, К. Щербаков, Буранов. Главный тренер: Владимир Евгеньевич Бесчастных. |                                                        |                                  |                                                                                   |                                                           |

| 17 апреля 2015 24 тур | Мордовия-мол. (Саранск)                                         | 0:1 (0:0)                        | Спартак-мол. (Москва)                        | Саранск                                                      |
| 14:00 MSK | Шинкаренко (грубая игра) 67' · Ларин (неспорт. поведение) 90+1' | Протокол 1 Протокол 2 Протокол 3 | Ермаков (срыв атаки) 3' · Мамин (Бакаев) 76′ | Стадион: «Старт» Зрителей: 500 Судья: Р. Зияков (Наб. Челны) |
| Мордовия-мол.: Чебану (Хайкин, 46), Озманов, Гуйганов, Усов, Теняев (Абрамов, 84), Шинкаренко (Чубукин, 75), Аббакумов (Ларин, 65), Аскеров (Алборов, 87), Адаев, Маланьин (Чураков, 70), Крутов (Игошев, 79). Запасные: Ермошкин, Раимов, Котков, Калюжный, Зимин. Главный тренер: Игорь Владимирович Шинкаренко. Спартак-мол.: Митрюшкин, Степанов (Сокол, 67), Мамин, Лихачёв, Винниченко, Ермаков, Полубояринов, Глоба (Бабаев, 46), Бакаев, Пантелеев (к), Обухов (Лялюшкин, 80). Запасные: Аверкиев, Ю. Щербаков, Красильниченко, Шигорев, Буранов. Главный тренер: Владимир Евгеньевич Бесчастных. |                                                                 |                                  |                                              |                                                              |

| 25 апреля 2015 25 тур | Спартак-мол. (Москва) | 4:1 (1:0)                        | Рубин-мол. (Казань)                             | Москва                                                                |
| 14:00 MSK | Синодзука (Бабаев) 24′ · Владислав Пантелеев 56′ · Владислав Пантелеев 58′ · Бакаев (Бабаев) 62′ · Бакаев (грубая игра) 79' | Протокол 1 Протокол 2 Протокол 3 | Аскаров (срыв атаки) 55' · Алексей Котляров 77′ | Стадион: академии «Спартак» Зрителей: 300 Судья: Д. Савин (Лен. обл.) |
| Спартак-мол.: Митрюшкин (Аверкиев, 88), Манюков (Сокол, 72), Лихачёв, Лисинков, Винниченко (Красильниченко, 86) Гулиев (Шанбиев, 64), Ермаков (К. Щербаков, 87), Бабаев, Бакаев, Пантелеев (к), Синодзука (Лялюшкин, 64). Запасные: Шигорев, Буранов, Гордеочук, Сидорук, Маликов. Главный тренер: Владимир Евгеньевич Бесчастных. Рубин-мол.: Щетинин, Сафеев (Михайлов, 46), Сорокин (Аскаров, 46. Доронин, 62), Кузнецов, Хабибуллин, Салахетдинов (Насыбуллин, 76), Давлатов, Каусаров, Ворона, Коблов (Котляров, 46), Отставнов (Вшивцев, 46). Запасной: Малашенко. Главный тренер: Олег Михайлович Нечаев. | |                                  |                                                 |                                                                       |

| 1 мая 2015 26 тур | Спартак-мол. (Москва)                                                                                   | 2:3 (2:1)                        | Зенит-мол. (Санкт-Петербург) | Москва                                                                     |
| 12:00 MSK | Александр Козлов 10′ · Козлов (Бакаев) 16′ · Лихачёв (грубая игра) 50' · Полубояринов (грубая игра) 78' | Протокол 1 Протокол 2 Протокол 3 | Чистяков (Осипов) 21′ · Чистяков (грубая игра) 34' · Кубышкин (срыв атаки) 46' · Назимов (Гасилин) 53′ · Руслан Саунов 61′ · Ходаковский (срыв атаки) 62' | Стадион: академии «Спартак» Зрителей: 700 Судья: А. Смолин (Великий Устюг) |
| Спартак-мол.: Митрюшкин, Степанов (Лихачёв, 46), Мамин, Лисинков, Винниченко, Гулиев (Шанбиев, 57), Полубояринов, Синодзука (Бабаев, 60), Бакаев, Пантелеев (к), Козлов. Запасные: Аверкиев, Сухорученко, Красильниченко, Сокол, Шигорев, К. Щербаков, Глоба, Ермаков, Маликов. Главный тренер: Владимир Евгеньевич Бесчастных. Зенит-мол.: Рудаков, Майков, Чистяков, Ходаковский, Скопинцев, Кубышкин (Серенков, 80), Проничев (Жалобков, 89), Осипов (Иваниди, 90+3), Назимов (Андреев, 90+1), Гасилин, Суанов (Романов, 76). Запасные: Васютин, Никитин. Главный тренер: Александр Николаевич Селенков. | |                                  | |                                                                            |

| 10 мая 2015 27 тур | Терек-мол. (Грозный) | 0:1 (0:1)                        | Спартак-мол. (Москва)                    | Грозный                                                                        |
| 15:00 MSK |                      | Протокол 1 Протокол 2 Протокол 3 | Козлов (Пантелеев - угловой, Бакаев) 15′ | Стадион: им. С. Г. Билимханова Зрителей: 300 Судья: В. Шамара (Ростов-на-Дону) |
| Терек-мол.: Гудиев (Газиев, 46), Абухажиев, Сайтхаджиев, Шахтиев, Тагиров (Шаипов, 84), Акаев (Магамаев, 88), Матаев, Мальсагов (Титаев, 58), Адамов (М. Исмаилов, 82), Бацуев, Кадыров (Асаков, 72). Запасные: Газалиев, Яхьяев, Асхабов, Х. Исмаилов, Салихов, Исаев. Главный тренер: Ваит Абдул-Хамидович Талгаев. Спартак-мол.: Митрюшкин, Мастерной, К. Щербаков, Лихачёв, Винниченко, Бакаев (Бабаев, 35), Полубояринов, Шанбиев, Гулиев, Пантелеев (к), Козлов (Лялюшкин, 77). Запасные: Аверкиев, Сухорученко, Шигорев, Сокол, Буранов. Главный тренер: Владимир Евгеньевич Бесчастных. |                      |                                  |                                          |                                                                                |

| 16 мая 2015 28 тур | Спартак-мол. (Москва)                              | 2:1 (1:1)                        | ЦСКА-мол. (Москва)                                             | Москва                                                              |
| 16:00 MSK | Полубояринов (Шанбиев) 9′ · Пантелеев (Гулиев) 62′ | Протокол 1 Протокол 2 Протокол 3 | Алиев 34′ · Князев (грубая игра) 64' · Чернов (срыв атаки) 74' | Стадион: академии «Спартак» Зрителей: 500 Судья: А. Рекеть (Москва) |
| Спартак-мол.: Митрюшкин, Мастерной, Лихачёв, Лисинков, Винниченко, Шанбиев, Полубояринов, Бабаев (Шигорев, 71), Гулиев (Лялюшкин, 63), Пантелеев (к), Козлов. Запасные: Аверкиев, Сухорученко, Красильниченко, Сокол, К. Щербаков, Гордеочук, Ермаков, Сидорук, Маликов. Главный тренер: Владимир Евгеньевич Бесчастных. ЦСКА-мол.: Помазун, Алиев (Касаткин, 63), Масютин, Котов, Алибеков (Сараев, 79), Соловьёв, Князев (Глухов, 77), Жамалетдинов, Ферапонтов, Черной, Мартусевич. Запасной: Овчинников. Главный тренер: Александр Сергеевич Гришин. |                                                    |                                  |                                                                |                                                                     |

| 22 мая 2015 29 тур | Спартак-мол. (Москва)                                                                              | 0:2 (0:1)                        | Уфа-мол. (Уфа)                                                 | Москва                                                                    |
| 13:00 MSK | Полубояринов (срыв атаки) 8' · К. Щербаков (неспортивное поведение) 43' · Гулиев (грубая игра) 76` | Протокол 1 Протокол 2 Протокол 3 | Тамразов 34′ · Килин (неспортивное поведение) 53' · Якупов 87′ | Стадион: академии «Спартак» Зрителей: 300 Судья: М. Чембулатов (Кострома) |
| Спартак-мол.: Аверкиев, Мастерной (Лялюшкин, 79), К. Щербаков (Сокол, 46), Лихачёв, Винниченко, Гулиев, Шанбиев, Полубояринов (Ермаков, 68), Пантелеев (к), Козлов, Синодзука. Запасные: Сухорученко, Красильниченко, Шигорев, Сидорук, Гордеочук, Бабаев, Глоба, Маликов. Главный тренер: Владимир Евгеньевич Бесчастных. Уфа-мол.: Леонов, Павлов, Салихов, Купряков, Хазиев, Морозов, Бенифанд, Килин (Блинников, 53. Сальманов, 67. Пономарёв, 89), Кречетов (Зарипов, 41), Тамразов (Гайсин, 70), Якупов (Панчихин, 89). Запасной: Агаев. Главный тренер: Сергей Александрович Томаров. | |                                  |                                                                |                                                                           |

| 29 мая 2015 30 тур | Спартак-мол. (Москва)  | 1:0 (1:0)                        | Амкар-мол. (Пермь)                                                                                   | Москва                                                                           |
| 16:30 MSK | Пантелеев (Бабаев) 23′ | Протокол 1 Протокол 2 Протокол 3 | Борчашвили (грубая игра) 40' · Таказов (неспортивное поведение) 57' · Е. Тюкалов (грубая игра) 90+1' | Стадион: академии «Спартак» Зрителей: 300 Судья: А. Добролюбов (Санкт-Петербург) |
| Спартак-мол.: Митрюшкин, Степанов (Шигорев, 80), Сокол, Лихачёв, Винниченко, Шанбиев, Ермаков (К. Щербаков, 76), Бабаев (Глоба, 70), Бакаев (Гордеочук, 88), Патнелеев, Козлов (Лялюшкин, 30). Запасные: Аверкиев, Сухорученко, Иванушкин, Красильниченко, Буранов, Сидорук, Маликов. Главный тренер: Владимир Евгеньевич Бесчастных. Амкар-мол.: Селихов, Пермяков, Таказов, Мосунов, Мурашов, Алейников, Дзахов (Шаваев, 46. Е. Парамонов, 63), Борчашвили (Шпитальный, 46), Е. Тюкалов, Кузнецов (Гооге, 46), Курзенёв (Иванченко, 75). Запасные: Отмахов, Зилабян, Гасымов, Д. Тюкалов. Главный тренер: Константин Валентинович Парамонов |                        |                                  | |                                                                                  |

### Турнирная таблица
| М  | Клуб                         | И  | В  | Н | П  | М     | О  |
| -- | ---------------------------- | -- | -- | - | -- | ----- | -- |
| 1  | Динамо-мол. (Москва)         | 30 | 21 | 4 | 5  | 74-29 | 67 |
| 2  | Спартак-мол. (Москва)        | 30 | 18 | 5 | 7  | 55-36 | 59 |
| 3  | Рубин-мол. (Казань)          | 30 | 15 | 6 | 9  | 54-36 | 51 |
| 4  | Арсенал-мол. (Тула)          | 30 | 14 | 8 | 8  | 49-37 | 50 |
| 5  | Мордовия-мол. (Саранск)      | 30 | 14 | 6 | 10 | 34-31 | 48 |
| 6  | Локомотив-мол. (Москва)      | 30 | 14 | 5 | 11 | 65-50 | 47 |
| 7  | Кубань-мол. (Краснодар)      | 30 | 14 | 5 | 11 | 42-34 | 47 |
| 8  | Ростов-мол. (Ростов-на-Дону) | 30 | 14 | 4 | 12 | 42-37 | 46 |
| 9  | Зенит-мол. (Санкт-Петербург) | 30 | 13 | 5 | 12 | 45-42 | 44 |
| 10 | Амкар-мол. (Пермь)           | 30 | 12 | 5 | 13 | 39-45 | 41 |
| 11 | ЦСКА-мол. (Москва)           | 30 | 11 | 8 | 11 | 49-34 | 41 |
| 12 | Урал-мол. (Екатеринбург)     | 30 | 10 | 6 | 14 | 35-52 | 36 |
| 13 | Краснодар-мол. (Краснодар)   | 30 | 10 | 4 | 16 | 37-57 | 34 |
| 14 | Торпедо-мол. (Москва)        | 30 | 7  | 5 | 18 | 30-63 | 26 |
| 15 | Уфа-мол. (Уфа)               | 30 | 5  | 9 | 16 | 28-50 | 24 |
| 16 | Терек-мол. (Грозный)         | 30 | 3  | 5 | 22 | 18-63 | 14 |

- Результаты выступлений команды Спартак Москва в домашних и гостевых матчах:

| Итого | Итого | Итого | Итого | Итого | Итого | Итого | Итого | Дома | Дома | Дома | Дома | Дома | Дома | На выезде | На выезде | На выезде | На выезде | На выезде | На выезде |
| И     | О     | В     | Н     | П     | МЗ    | МП    | РМ    | В    | Н    | П    | МЗ   | МП   | РМ   | В         | Н         | П         | МЗ        | МП        | РМ        |
| ----- | ----- | ----- | ----- | ----- | ----- | ----- | ----- | ---- | ---- | ---- | ---- | ---- | ---- | --------- | --------- | --------- | --------- | --------- | --------- |
| 30    | 59    | 18    | 5     | 7     | 55    | 36    | +19   | 8    | 1    | 6    | 27   | 21   | +6   | 10        | 4         | 1         | 28        | 15        | +13       |

- Результаты выступлений команды Спартак Москва по турам:

| Тур   | 01 | 02 | 03 | 04 | 05 | 06 | 07 | 08 | 09 | 10 | 11 | 12 | 13 | 14 | 15 | 16 | 17 | 18 | 19 | 20 | 21 | 22 | 23 | 24 | 25 | 26 | 27 | 28 | 29 | 30 |
| ----- | -- | -- | -- | -- | -- | -- | -- | -- | -- | -- | -- | -- | -- | -- | -- | -- | -- | -- | -- | -- | -- | -- | -- | -- | -- | -- | -- | -- | -- | -- |
| Поле  | В  | В  | В  | В  | В  | В  | Д  | Д  | В  | В  | Д  | В  | Д  | Д  | В  | Д  | Д  | Д  | Д  | В  | Д  | В  | В  | В  | Д  | Д  | В  | Д  | Д  | Д  |
| Итог  | В  | Н  | В  | В  | Н  | Н  | В  | В  | В  | В  | П  | В  | В  | В  | В  | П  | Н  | П  | П  | Н  | В  | П  | В  | В  | В  | П  | В  | В  | П  | В  |
| Место | 4  | 3  | 3  | 2  | 2  | 4  | 2  | 1  | 1  | 1  | 1  | 1  | 1  | 1  | 1  | 1  | 2  | 2  | 2  | 2  | 2  | 2  | 2  | 2  | 2  | 2  | 2  | 2  | 2  | 2  |

Последнее обновление: 31 мая 2015.
Источник: Российская Футбольная Премьер-Лига

Поле: Д = дома; В = на выезде. Итог: Н = ничья; П = команда проиграла; В = команда выиграла; О = матч отложен.

### Статистика
| N  | Страна | Игрок                 | Игры | Мин  | Ст | БЗ | ВЗ | Зап | Г (П) | ПМ | ЖК | 2ЖК | КК |
| -- | ------ | --------------------- | ---- | ---- | -- | -- | -- | --- | ----- | -- | -- | --- | -- |
| 74 | RUS    | Валентин Винниченко   | 29   | 2548 | 28 | 2  | 1  | 0   | 0     | 0  | 4  | 1   | 0  |
| 46 | RUS    | Артём Мамин           | 24   | 2132 | 24 | 1  | 0  | 0   | 2     | 0  | 1  | 0   | 0  |
| 62 | RUS    | Айдар Лисинков        | 23   | 2065 | 23 | 0  | 0  | 0   | 0     | 0  | 2  | 0   | 1  |
| 97 | RUS    | Данил Полубояринов    | 24   | 2062 | 23 | 3  | 1  | 1   | 1     | 0  | 8  | 0   | 0  |
| 1  | RUS    | Антон Митрюшкин       | 22   | 1978 | 22 | 3  | 0  | 0   | 0     | 18 | 0  | 0   | 0  |
| 83 | RUS    | Владислав Пантелеев   | 23   | 1939 | 22 | 5  | 1  | 2   | 12    | 0  | 0  | 0   | 0  |
| 63 | RUS    | Шамсиддин Шанбиев     | 23   | 1825 | 21 | 6  | 2  | 0   | 0     | 0  | 2  | 0   | 0  |
| 96 | RUS    | Александр Лихачёв     | 26   | 1736 | 18 | 4  | 8  | 2   | 2     | 0  | 2  | 0   | 0  |
| 78 | RUS    | Зелимхан Бакаев       | 20   | 1462 | 18 | 10 | 2  | 3   | 3     | 0  | 3  | 0   | 1  |
| 89 | RUS    | Владлен Бабаев        | 24   | 1211 | 10 | 8  | 14 | 3   | 8     | 0  | 0  | 0   | 0  |
| 37 | RUS    | Георгий Мелкадзе      | 14   | 1163 | 14 | 4  | 0  | 0   | 4     | 0  | 5  | 0   | 1  |
| 73 | RUS    | Аяз Гулиев            | 13   | 1072 | 13 | 3  | 0  | 0   | 2     | 0  | 2  | 0   | 1  |
| 48 | RUS    | Александр Степанов    | 13   | 911  | 13 | 8  | 0  | 0   | 0     | 0  | 2  | 0   | 0  |
| 67 | RUS    | Артём Федчук          | 10   | 863  | 10 | 3  | 0  | 0   | 7     | 0  | 0  | 0   | 0  |
| 76 | RUS    | Павел Глоба           | 16   | 538  | 5  | 5  | 11 | 9   | 1     | 0  | 0  | 0   | 0  |
| 79 | RUS    | Владислав Мастерной   | 6    | 529  | 6  | 1  | 0  | 0   | 0     | 0  | 2  | 0   | 0  |
| 41 | RUS    | Владимир Обухов       | 6    | 492  | 6  | 3  | 0  | 0   | 3     | 0  | 0  | 0   | 0  |
| 66 | RUS    | Максим Ермаков        | 7    | 465  | 5  | 4  | 2  | 7   | 0     | 0  | 1  | 0   | 0  |
| 38 | RUS    | Константин Щербаков   | 10   | 416  | 4  | 1  | 6  | 10  | 0     | 0  | 2  | 1   | 0  |
| 56 | RUS    | Вадим Аверкиев        | 7    | 406  | 4  | 0  | 3  | 21  | 0     | 10 | 0  | 0   | 0  |
| 7  | GEO    | Джано Ананидзе        | 5    | 402  | 5  | 3  | 0  | 0   | 3     | 0  | 0  | 0   | 0  |
| 70 | RUS    | Александр Козлов      | 5    | 376  | 5  | 2  | 0  | 0   | 3     | 0  | 0  | 0   | 0  |
| 93 | RUS    | Артём Сокол           | 8    | 274  | 1  | 0  | 7  | 4   | 0     | 0  | 1  | 0   | 0  |
| 71 | RUS    | Максимилиано Лялюшкин | 9    | 254  | 1  | 1  | 8  | 3   | 0     | 0  | 0  | 0   | 0  |
| 58 | RUS    | Даниил Горовых        | 9    | 228  | 2  | 2  | 7  | 9   | 1     | 0  | 0  | 0   | 0  |
| 87 | RUS    | Александр Зуев        | 3    | 226  | 3  | 2  | 0  | 0   | 0     | 0  | 0  | 0   | 0  |
| 53 | RUS    | Артём Самсонов        | 3    | 226  | 3  | 2  | 0  | 0   | 0     | 0  | 0  | 0   | 0  |
| 81 | RUS    | Юрий Щербаков         | 4    | 226  | 3  | 1  | 1  | 17  | 0     | 5  | 0  | 0   | 0  |
| 39 | RUS    | Иппэй Синодзука       | 3    | 215  | 3  | 2  | 0  | 0   | 1     | 0  | 0  | 0   | 0  |
| 54 | RUS    | Егор Евтеев           | 9    | 206  | 1  | 2  | 8  | 7   | 1     | 0  | 0  | 0   | 0  |
| 65 | RUS    | Олег Красильниченко   | 7    | 187  | 2  | 1  | 5  | 17  | 0     | 0  | 0  | 0   | 0  |
| 64 | RUS    | Денис Кутин           | 2    | 180  | 2  | 0  | 0  | 0   | 0     | 0  | 0  | 0   | 0  |
| 86 | RUS    | Данила Буранов        | 5    | 155  | 1  | 1  | 4  | 9   | 0     | 0  | 0  | 0   | 0  |
| 50 | RUS    | Александр Манюков     | 2    | 150  | 2  | 2  | 0  | 0   | 0     | 0  | 1  | 0   | 0  |
| 71 | RUS    | Саид-Али Ахмаев       | 6    | 123  | 2  | 2  | 4  | 11  | 0     | 0  | 0  | 0   | 0  |
| 47 | RUS    | Михаил Филиппов       | 1    | 90   | 1  | 0  | 0  | 0   | 0     | 3  | 0  | 0   | 0  |
| 94 | RUS    | Андрей Шигорев        | 2    | 80   | 1  | 1  | 1  | 9   | 0     | 0  | 0  | 0   | 0  |
| 69 | RUS    | Денис Давыдов         | 2    | 79   | 2  | 2  | 0  | 0   | 0     | 0  | 0  | 0   | 0  |
| 40 | RUS    | Артём Тимофеев        | 1    | 62   | 1  | 1  | 0  | 0   | 0     | 0  | 1  | 0   | 0  |
| 84 | RUS    | Александр Юрьев       | 3    | 57   | 0  | 0  | 3  | 8   | 0     | 0  | 0  | 0   | 0  |
| 59 | RUS    | Назар Гордеочук       | 1    | 1    | 0  | 0  | 1  | 6   | 0     | 0  | 0  | 0   | 0  |
| 82 | RUS    | Евгений Ежов          | 0    | 0    | 0  | 0  | 0  | 11  | 0     | 0  | 0  | 0   | 0  |
| 68 | RUS    | Алексей Иванушкин     | 0    | 0    | 0  | 0  | 0  | 1   | 0     | 0  | 0  | 0   | 0  |
| 36 | RUS    | Дмитрий Маликов       | 1    | 0    | 0  | 0  | 1  | 8   | 0     | 0  | 0  | 0   | 0  |
| 42 | RUS    | Егор Сидорук          | 0    | 0    | 0  | 0  | 0  | 7   | 0     | 0  | 0  | 0   | 0  |
| 98 | RUS    | Илья Сухорученко      | 0    | 0    | 0  | 0  | 0  | 8   | 0     | 0  | 0  | 0   | 0  |

## Чемпионат России 2014/15 (вторая команда)
Основная статья: Первенство ПФЛ 2014/2015

### Результаты матчей
| 12 июля 2014 1 тур | Спартак-2 (Москва) | 4:3 (3:2)                        | Домодедово (Домодедово)                                                 | Москва                                                           |
| 18:00 MSK | Дмитрий Каюмов 1′ · Денис Давыдов 5′ · Обухов (Савичев) 10′ · Терёшкин (ФПН) 43` · Мастерной (грубая игра) 83' · Давыдов (Кудряшов) 86′ | Протокол 1 Протокол 2 Протокол 3 | Максим Казанков 41′ · Денис Большаков 45+1′ (пен.) · Руслан Мурадов 47′ | Стадион: академии «Спартак» Зрителей: 700 Судья: Н. Аношин (СПб) |
| Спартак-2: Терёшкин, Фадеев, Пуцко, Кутепов, Мастерной, Савичев (Филиппов, 45), Зубарев (Самсонов, 56), Каюмов (Кудряшов, 55), Зуев, Обухов (Синодзука, 61), Давыдов (Хомуха, 90+4). Запасные: Манюков, Пантелеев. Главный тренер: Евгений Александрович Бушманов. Домодедово: Волкотруб, Н. Самохвалов, В. Самохвалов, Куделин, Зиновьев (Мурадов, 8), Большаков, Заикин (Матаев, 71), Чижиков, Казанков, Кроха (Алборов, 31), Кирисов. Запасные: Сергеев, Васильев. Главный тренер: Артём Сергеевич Горлов. | |                                  |                                                                         |                                                                  |

| 18 июля 2014 2 тур | Спартак (Кострома)                              | 1:2 (1:1)                        | Спартак-2 (Москва)                                                                                        | Кострома                                                    |
| 18:00 MSK | Денис Замятин 12′ (пен.) · Алексей Горюшкин 63' | Протокол 1 Протокол 2 Протокол 3 | Денис Давыдов 2′ · Кутепов (срыв атаки) 45+1' · Синодзука (Обухов, Кудряшов) 62′ · Кутин (срыв атаки) 69' | Стадион: «Урожай» Зрителей: 2000 Судья: А. Добролюбов (СПб) |
| Спартак: А. Коновалов, Голубев, Жильцов (Сахаров, 90+1), Самойлов (Советкин, 79), Худобко, Дзодзиев (Привалов, 90), Костылев (Власов, 82), Рыжов, Замятин, Шаповалов, Горюшкин. Запасные: Глазков, П. Яковлев, М. Яковлев, Власов. Главный тренер: Александр Петрович Саитов. Спартак-2: Песьяков, Кутин, Пуцко, Кутепов, Фадеев, Савичев (Кудряшов, 57), Зубарев (Синодзука, 57), Каюмов (Самсонов, 46), Зуев (Ходырев, 90+2), Обухов (к) (Мастерной, 76), Давыдов. Запасные: Филиппов, Хомуха. Главный тренер: Евгений Александрович Бушманов. |                                                 |                                  | |                                                             |

| 25 июля 2014 3 тур | Спартак-2 (Москва) | 0:2 (0:2)                        | Текстильщик (Иваново)                                                                                    | Москва                                                                         |
| 19:00 MSK |                    | Протокол 1 Протокол 2 Протокол 3 | Фомин (грубая игра) 5' · Тюргашкин 20′ · Сагиров (с пенальти) 43′ · Рыжиков (неспортивное поведение) 80' | Стадион: академии «Спартак» Зрителей: 700 Судья: В. Казарцев (Санкт-Петербург) |
| Спартак-2: Митрюшкин, Кутин (Мастерной, 88), Пуцко, Кутепов, Ходырев (Фадеев, 46), Самсонов, Каюмов (Кудряшов, 46), Савичев (Синодзука, 64), Зуев, Обухов (к) (Зубарев, 64), Давыдов. Запасные: Терёшкин, Хомуха. Главный тренер: Евгений Александрович Бушманов. Текстильщик: Рыжиков, Ершов, Морозов, Фомин, Подкорытов (Лосев, 73), Тюргашкин, Диков, Сагиров, Паклянов, Булия, Кролевец (Лукьянов, 66). Запасные: Романов, Смирнов, Янзин, Сергулёв, Орлов. Главный тренер: Дмитрий Владимирович Парфёнов. |                    |                                  | |                                                                                |

| 2 августа 2014 4 тур | Солярис (Москва)                                  | 1:6 (1:3)                        | Спартак-2 (Москва) | Москва                                                         |
| 17:00 MSK | Григорян (неспортивное поведение) 22' · Дюков 35′ | Протокол 1 Протокол 2 Протокол 3 | Зуев (Савичев, Обухов) 3′ · Кутепов (Кудряшов, угловой) 22′ · Мастерной (грубая игра) 35' · Кутин (грубая игра) 40' · Савичев (Самсонов) 44′ · Кудряшов (грубая игра) 45+1' · Давыдов (Кудряшов) 58′ · Кудряшов (с пенальти) 74′ · Каюмов (Кротов) 81′ | Стадион: "Спартаковец" Зрителей: 500 Судья: Е. Турбин (Москва) |
| Солярис: Засеев, Капков, Добролович, Аврамчук, Ягодин, Магуров, (Пенчук, 80), Анцышкин (Афанасьев, 82), Григорян (Крючков, 65), Дюков, Ляднев (10, 79) Казарян (Исхаков, 62). Запасные: Ершов, Друков. Главный тренер: Михаил Николаевич Мурашов. Спартак-2: Терёшкин, Кутин, Кутепов, Пуцко, Манюков (Леонтьев, 75) Савичев (Синодзука, 60), Самсонов, Мастерной, Зуев (Кротов, 68) Кудряшов (Каюмов, 78), Обухов (к) (Давыдов, 54). Запасные: Филиппов, Ходырев. Главный тренер: Евгений Александрович Бушманов. |                                                   |                                  | |                                                                |

| 8 августа 2014 5 тур | Спартак-2 (Москва) | 4:1 (2:0)                        | Волга (Тверь)               | Москва                                                                   |
| 17:00 MSK | Давыдов (Савичев, Кудряшов) 20′ · Давыдов (Самсонов) 45′ · Кудряшов (Давыдов) 59′ · Обухов (Давыдов) 70′ · Зубарев (грубая игра) 90' | Протокол 1 Протокол 2 Протокол 3 | Коровушкин (с пенальти) 74′ | Стадион: академии «Спартак» Зрителей: 500 Судья: С. Исаев (Великие Луки) |
| Спартак-2: Терёшкин, Кутин, Пуцко (к), Манюков, Фадеев, Савичев (Синодзука, 55), Самсонов, Мастерной (Зубарев, 46), Зуев (Кротов, 58), Кудряшов (Обухов, 66), Давыдов (Каюмов, 71). Запасные: Филиппов, Ходырев. Главный тренер: Евгений Александрович Бушманов. Волга: О. Смирнов, Королёв, Солтанов, Кабанов (Галкин, 46), Хугаев (Аверьянов, 46), Курнаев, Столяров (Зарядкин, 46), Дрягин, Хабалов (Виноградов, 56). Запасные: Устинов, Саргсян, Сорочкин. Главный тренер: Леонид Иванович Ткаченко. | |                                  |                             |                                                                          |

| 16 августа 2014 6 тур | Долгопрудный (Долгопрудный)                                                        | 2:1 (1:0)                        | Спартак-2 (Москва)                                                                   | Долгопрудный                                                 |
| 18:00 MSK | Фаустов 41′ · Шестаков (грубая игра) 50' · Пучков 61′ · Пучков (грубая игра) 90+1' | Протокол 1 Протокол 2 Протокол 3 | Манюков (грубая игра) 48' · Пуцко (Кудряшов, угловой) 67′ · Манюков (срыв атаки) 90` | Стадион: "Салют" Зрителей: 2500 Судья: Н. Волошин (Смоленск) |
| Долгопрудный: Романенко, Калягин, Житников, Бычков, Пучков, Яшин (Свижук, 82), Головской (Малания, 31), Рогов, Бойченко, Шестаков (Болдырев, 78), Фаустов. Запасные: Вяльчинов, Мараев, Фомичёв. Главный тренер: Андрей Викторович Мещанинов. Спартак-2: Терёшкин, Кутин (Зубарев, 46. Синодзука, 79), Пуцко, Манюков, Фадеев, Мастерной (Леонтьев, 69), Самсонов, Савичев, Зуев (Кротов, 62), Кудряшов, Обухов (к) (Давыдов, 46). Запасные: Филиппов, Ходырев. Главный тренер: Евгений Александрович Бушманов. |                                                                                    |                                  |                                                                                      |                                                              |

| 22 августа 2014 7 тур | Спартак-2 (Москва)            | 0:0                              | Псков-747 (Псков)          | Москва                                                                        |
| 18:30 MSK | Синодзука (грубая игра) 90+1' | Протокол 1 Протокол 2 Протокол 3 | Курбанов (грубая игра) 34' | Стадион: академии "Спартак" Зрителей: 300 Судья: А. Любимов (Санкт-Петербург) |
| Спартак-2: Филиппов, Фадеев, Пуцко (к), Хомуха, Ходырев, Савичев (Синодзука, 70), Гулиев, Самсонов (Кудряшов, 46), Леонтьев, Зуев, Кротов (Обухов, 74). Запасные: Терёшкин, Каюмов, Мастерной, Пантелеев. Главный тренер: Евгений Александрович Бушманов. Псков-747: Трункин, Курбанов, Сурин, Крупенин, Турчин, Ременчик (Орлов, 71), Дрогунов (Ягодкин, 90), Алексеев, Антипов, Поляков, Шишаев. Запасные: Смыслов, Волков, Васильев, Почипов, Сакадеев. Главный тренер: Игорь Евгеньевич Васильев. |                               |                                  |                            |                                                                               |

| 28 августа 2014 8 тур | Днепр (Смоленск)                                     | 0:3 (0:2)                        | Спартак-2 (Москва)                                                                                            | Смоленск                                                              |
| 18:30 MSK | Баннов (срыв атаки) 15' · Петрусев (грубая игра) 87' | Протокол 1 Протокол 2 Протокол 3 | Каюмов (Савичев) 9′ · Обухов (штрафной) 16′ · Обухов (Кудряшов, Зуев) 62′ · Зуев (неспортивное поведение) 87' | Стадион: СГАФКСТ Зрителей: 2000 Судья: И. Абросимов (Санкт-Петербург) |
| Днепр: Семёнов, Баннов, Рыховский, Казаков, Козырь (Прудников, 69), Цимбал, Коротаев, Давыдов, Перченок (Стёпин, 80), Сёмин, Сапронов (Петрусев, 46). Запасные: Анохин, Плотников, Жвачкин, Озеров. Главный тренер: Сергей Валентинович Гунько. Спартак-2: Песьяков, Фадеев, Пуцко, Хомуха, Ходырев, Самсонов, Леонтьев (Гулиев, 72), Савичев (Зуев, 61), Каюмов (Кротов, 75), Кудряшов (Пантелеев, 85), Обухов (к). Запасные: Филиппов, Мастерной, Синодзука. Главный тренер: Евгений Александрович Бушманов. |                                                      |                                  | |                                                                       |

| 11 сентября 2014 10 тур | Химки (Химки)                                           | 2:0 (1:0)                        | Спартак-2 (Москва) | Химки                                                              |
| 19:00 MSK | Чернышов 14′ · Чертов (грубая игра) 45' · Саломатов 54′ | Протокол 1 Протокол 2 Протокол 3 |                    | Стадион: «Родина» Зрителей: 800 Судья: Г. Аношин (Санкт-Петербург) |
| Химки: Бурдыкин, Скобляков (Недогода, 52), Закускин, Павлов (Лепский, 46), Чернышов, Бурнаш, Кириллов, Тюнин, Саламатов (Зюзин, 90+2), Липаткин, Чертов. Запасные: Дементьев, Недашковский, Родионов, Широков. Главный тренер: Владимир Александрович Маминов. Спартак-2: Песьяков, Фадеев, Пуцко, Хомуха, Ходырев, Мастерной, Леонтьев, Савичев (Синоздука, 66), Каюмов (Кротов, 46), Кудряшов (Гулиев, 66), Обухов (к). Запасные: Филиппов, Кутепов, Манюков, Пантелеев. Главный тренер: Евгений Александрович Бушманов. |                                                         |                                  |                    |                                                                    |

| 14 сентября 2014 9 тур | Спартак-2 (Москва) | 2:0 (1:0)                        | Строгино (Москва)         | Москва                                                                     |
| 17:00 MSK | Кротов (Савичев, Обухов) 25′ · Пуцко (грубая игра) 84' · Обухов (Каюмов) 85′ · Обухов (грубая игра) 90' · Гулиев (неспортивное поведение) 90+2' | Протокол 1 Протокол 2 Протокол 3 | Сергеев (грубая игра) 32' | Стадион: академии "Спартак" Зрителей: 400 Судья: А. Фёдоров (Петрозаводск) |
| Спартак-2: Филиппов, Фадеев, Пуцко, Кутепов, Мастерной, Гулиев, Леонтьев (Ходырев, 89), Савичев (Синодзука, 77), Зуев, Обухов (к), Кротов (Каюмов, 71). Запасные: Шлеев, Хомуха, Манюков, Кудряшов. Главный тренер: Евгений Александрович Бушманов. Строгино: Радионов, Котенёв, Дроздов, Куфтин, Драгунов (Овсянников, 69), Наседкин, Соколов (Засеев, 73), Заерко (Буданов, 65), Иващенко (Душин, 79), Сергеев (Середин, 73), Манзон. Запасные: Лукичёв, Абовян. Главный тренер: Владимир Анатольевич Щербак. | |                                  |                           |                                                                            |

| 17 сентября 2014 11 тур | Спартак-2 (Москва) | 2:1 (1:0)                        | Коломна (Коломна) | Москва                                                                           |
| 17:00 MSK | Кротов (Самсонов, Обухов) 26′ · Кротов (срыв атаки) 29' · Гулиев (грубая игра) 33' · Обухов (с пенальти) 62′ · Кутепов (удар соперника головой) 67` · Самсонов (срыв атаки) 87' | Протокол 1 Протокол 2 Протокол 3 | Анисимов (срыв атаки) 32' · Олифиренко (срыв атаки) 60' · Павлов (неспортивное поведение) 67' · Турченков (грубая игра) 73' · Бобылёв 80′ | Стадион: академии "Спартак" Зрителей: 400 Судья: А. Добролюбов (Санкт-Петербург) |
| Спартак-2: Песьяков, Кутин, Пуцко, Кутепов, Фадеев, Самсонов, Гулиев (Леонтьев, 53), Савичев (Ходырев, 70), Зуев, Обухов (к) (Мастерной, 88), Кротов (Синодзука, 77). Запасные: Филиппов, Кудряшов, Каюмов. Главный тренер: Евгений Александрович Бушманов. Коломна: Карпов, Левин, Аминев, Анисимов, Олиференко, Лушников, Павлов, Турченков, Бобылёв, Фолин (Савельев, 79), Белевитин (Воронков, 42). Запасные: Корольков, Ершов, Шаюнов, Ерастов, Тарасов. Главный тренер: Эдуард Викторович Дёмин. | |                                  | |                                                                                  |

| 23 сентября 2014 12 тур | Спартак-2 (Москва)    | 1:1 (0:0)                        | Знамя Труда (Орехово-Зуево) | Москва                                                                  |
| 17:00 MSK | Обухов (штрафной) 88′ | Протокол 1 Протокол 2 Протокол 3 | Пшеничников 70′             | Стадион: академии "Спартак" Зрителей: 400 Судья: Д. Романов (Дзержинск) |
| Спартак-2: Филиппов, Фадеев (Ходырев, 46), Пуцко, Хомуха, Мастерной, Гулиев, Леонтьев, Савичев (Кудряшов, 79), Кротов (Мелкадзе, 90+1), Пантелеев (Каюмов, 46), Обухов (к). Запасные: Терёшкин, Манюков, Синодзука. Главный тренер: Евгений Александрович Бушманов. Знамя Труда: Смирнов, Бортник, Сорокин, Пшеничников, Стренаков, Гердт, Полианчук (Зуев, 58), Савельев, Козлов (Мешалкин, 63), Аванесян, Сиротов (Белевский, 77). Запасные: Пыркин, Кондрашов, Резнюк, Ерохин. Главный тренер: Галимджан Михайлович Хайрулин. |                       |                                  |                             |                                                                         |

| 29 сентября 2014 13 тур | Торпедо (Владимир)       | 0:4 (0:1)                        | Спартак-2 (Москва)                                                                                                  | Владимир                                                          |
| 18:30 MSK | Втюрин (грубая игра) 51' | Протокол 1 Протокол 2 Протокол 3 | Обухов (грубая игра) 24' · Пуцко (срыв атаки) 36' · Обухов 39′ · Обухов 49′ · Обухов (с пенальти) 64′ · Яковлев 65′ | Стадион: «Торпедо» Зрителей: 1500 Судья: В. Рушаков (Архангельск) |
| Владимир: Ковешников, Шалин, Каратыгин, Зинин, Гладышев (Шастов, 67), Смирнов, Зимарев, Боллоев (Дубровин, 82), Втюрин (Малышев, 65), Усов, Земсков (Павлов, 87). Запасные: Туршаков, Лобанов, Марков. Главный тренер: Александр Евгеньевич Акимов. Спартак-2: Песьяков, Кутин, Кутепов, Пуцко, Фадеев, Савичев (Кротов, 75), Самсонов, Брызгалов (Леонтьев, 83), Яковлев, Обухов (к) (Кудряшов, 75), Давыдов. Запасные: Филиппов, Ходырев, Хомуха, Мастерной. Главный тренер: Евгений Александрович Бушманов. |                          |                                  | |                                                                   |

| 5 октября 2014 14 тур | Спартак-2 (Москва)                                                                            | 3:1 (3:1)                        | Зенит-2 (Санкт-Петербург)                                                                      | Москва                                                                  |
| 14:00 MSK | Самсонов 4′ · Яковлев (Обухов, Савичев) 16′ · Самсонов (Яковлев) 20′ · Пуцко (срыв атаки) 76' | Протокол 1 Протокол 2 Протокол 3 | Богаев 24′ · Карпов (срыв атаки) 37' · Евсеев 40` (пен.) (вратарь) · Зиньков (грубая игра) 54' | Стадион: академии "Спартак" Зрителей: 700 Судья: М. Чернецов (Смоленск) |
| Спартак-2: Песьяков, Кутин (Мастерной, 86), Кутепов, Пуцко, Фадеев, Самсонов, Леонтьев (Хомуха, 90+4), Савичев (Кротов, 72), Яковлев, В. Обухов (к) (Кудряшов, 90), Давыдов. Запасные: Филиппов, Ходырев, Манюков. Главный тренер: Евгений Александрович Бушманов. Зенит-2: И. Обухов, Зырянов, И. Зуев, Тереньтьев, Карпов, Костин, Зинков, Евсеев, Троянов (Попов, 59), Богаев (Е. Козлов, 88), Ящук (Киреенко, 81). Запасные: Мжельский, Диланян, Ярошенко, Чистяков. Главный тренер: Владислав Николаевич Радимов. |                                                                                               |                                  |                                                                                                |                                                                         |

| 11 октября 2014 15 тур | Сатурн (Раменское)                                                 | 1:0 (1:0)                        | Спартак-2 (Москва) | Раменское                                                     |
| 17:00 MSK | Медведев (с пенальти) 3′ · Убайдулаев (неспортивное поведение) 90' | Протокол 1 Протокол 2 Протокол 3 | Савичев (грубая игра) 49' · Манюков (неспортивное поведение) 52' · Пуцко (срыв атаки) 61' · Кротов (неспортивное поведение) 90' | Стадион: «Сатурн» Зрителей: 4800 Судья: А. Пчелинцев (Рязань) |
| Сатурн: Генералов, Лапин, Кудинов, Луканченков, Корнилов (Курбанов, 87), Крючков, Шестаков, Чернышов (Чернецов, 76), Шебанов (Дегтярёв, 63), Султанов, Медведев (к) (Иванников, 8. Убайдулаев, 73). Запасные: Чилюшкин, Хохлов. Главный тренер: Сергей Александрович Павлов. Спартак-2: Филиппов, Фадеев, Пуцко, Кутепов, Ходырев (Кудряшов, 23), Самсонов, Леонтьев (Каюмов, 77), Савичев (Пантелеев, 86), Манюков (Мастерной, 56), Обухов (к) (Синодзука, 46), Кротов. Запасные: Терёшкин, Хомуха. Главный тренер: Евгений Александрович Бушманов. |                                                                    |                                  | |                                                               |

| 17 октября 2014 16 тур | Спартак-2 (Москва) | 2:0 (1:0)                        | Спартак (Кострома) | Москва                                                                 |
| 16:00 MSK | Кутепов (неспортивное поведение) 19' · Брызгалов (грубая игра) 33' · Сериков (в свои ворота — Самсонов, угловой) 45′ · Савичев 57′ · Кротов (неспортивное поведение) 69' | Протокол 1 Протокол 2 Протокол 3 |                    | Стадион: академии "Спартак" Зрителей: 300 Судья: Е. Кудряшов (Вологда) |
| Спартак-2: Филиппов, Кутин (Фадеев, 46), Макеев, Кутепов (к), Ходырев, Брызгалов (Леонтьев, 46), Самсонов (Гулиев, 82), Савичев (Кудряшов, 79), Каюмов, Зуев (Синодзука, 61), Кротов. Запасные: Терёшкин, Хомуха. Главный тренер: Евгений Александрович Бушманов. Спартак: Глазков, Сериков, Шаповалов, Жильцов, Низовцев, Худобко (Калабухов, 83), Советкин (Самойлов, 58), Костылев (Сахаров, 77), Привалов (Замятин, 59), Рыжов, Горюшкин. Запасные: Коновалов, Старокожев. Главный тренер: Александр Петрович Саитов. | |                                  |                    |                                                                        |

| 23 октября 2014 17 тур | Текстильщик (Иваново)   | 0:3 (0:2)                        | Спартак-2 (Москва)                                                               | Иваново                                                             |
| 18:30 MSK | Ершов (грубая игра) 12' | Протокол 1 Протокол 2 Протокол 3 | Кротов (Зуев) 7′ · Кротов 30′ · Каюмов (Савичев) 49′ · Кутепов (грубая игра) 75' | Стадион: «Текстильщик» Зрителей: 700 Судья: В. Сельдяков (Балашиха) |
| Текстильщик: Рыжиков, Сысоев, Фомин, Морозов (Паклянов, 55), Ершов, Диков (Подкорытов, 82), Тюргашкин, Сагиров, Кролевец, Лукьянов, Орлов (Попов, 84). Запасные: Романов, Смирнов, Янзин, Лосев. Главный тренер: Дмитрий Владимирович Парфёнов. Спартак-2: Песьяков, Кутин, Кутепов, Пуцко (к), Фадеев, Самсонов, Леонтьев, Савичев (Синодзука, 81), Каюмов (Кудряшов, 87), Зуев, Кротов (Обухов, 81). Запасные: Филиппов, Ходырев, Хомуха, Гулиев. Главный тренер: Евгений Александрович Бушманов. |                         |                                  |                                                                                  |                                                                     |

| 29 октября 2014 18 тур | Спартак-2 (Москва)                                                                                          | 3:1 (2:1)                        | Солярис (Москва)                         | Москва                                                                       |
| 16:00 MSK | Кротов (Зуев, Каюмов) 14′ · Каюмов (Савичев) 35′ · Пуцко (грубая игра) 42' · Кротов (Савичев, Самсонов) 60′ | Протокол 1 Протокол 2 Протокол 3 | Нетфуллин 19′ · Солоха (грубая игра) 84' | Стадион: академии "Спартак" Зрителей: 600 Судья: И. Сараев (Санкт-Петербург) |
| Спартак-2: Филиппов, Кутин, Кутепов, Пуцко (к), Фадеев, Самсонов, Леонтьев (Кудряшов, 90+1), Савичев, Каюмов (Зубарев, 90+1), Зуев (Синодзука, 84), Кротов (Обухов, 67). Запасные: Терёшкин, Ходырев, Хомуха. Главный тренер: Евгений Александрович Бушманов. Солярис: Засеев, Капков, А. Афанасьев, Полюткин, Аврамчук, Нетфуллин (В. Афанасьев, 86), Анцышкин (Солоха, 71), Павлов (Пенчук, 64), Ляднев (Дюков, 59), Дубчак, Казарян. Запасные: Ершов, Ягодин, Друков. Главный тренер: Сергей Викторович Шустиков. | |                                  |                                          |                                                                              |

| 4 ноября 2014 19 тур | Волга (Тверь)                                  | 1:2 (1:0)                        | Спартак-2 (Москва)                                                                                            | Тверь                                                       |
| 14:00 MSK | Виноградов 25′ · Столповский (грубая игра) 84' | Протокол 1 Протокол 2 Протокол 3 | Савичев (срыв атаки) 56' · Обухов (Савичев) 57′ · Пуцко (неспортивное поведение) 70' · Фадеев (Савичев) 90+4′ | Стадион: «Химик» Зрителей: 2000 Судья: И. Тришин (Балашиха) |
| Волга: О. Смирнов, В. Смирнов, Кабанов, Королёв, Столповский, Дрягин, Столяров (Аверьянов, 81), Галкин (Солтанов, 90+6), Виноградов (Петров, 64), Мамулашвили, Коровушкин. Запасные: Устинов, Хугаев, Михеев, Зарядкин. Главный тренер: Леонид Иванович Ткаченко. Спартак-2: Песьяков, Кутин (Ходырев, 61), Брызгалов, Пуцко (к), Фадеев, Самсонов, Леонтьев (Кудряшов, 59), Савичев, Каюмов (Обухов, 46), Зуев, (Синодзука, 75), Кротов. Запасные: Филиппов, Хомуха, Зубарев. Главный тренер: Евгений Александрович Бушманов. |                                                |                                  | |                                                             |

| 10 ноября 2014 20 тур | Спартак-2 (Москва) | 0:0                              | Долгопрудный (Долгопрудный)                                                             | Москва                                                               |
| 14:30 MSK | Кутин (грубая игра) 4' · Яковлев (грубая игра) 90+1' · Обухов (неспортивное поведение) 90+4' · Обухов (толчок арбитра) 90+4` | Протокол 1 Протокол 2 Протокол 3 | Бойченко (срыв атаки) 60' · Фомичёв (грубая игра) 84' · Житников 90+4` (пен.) (вратарь) | Стадион: академии "Спартак" Зрителей: 500 Судья: Е. Кукуляк (Калуга) |
| Спартак-2: Песьяков, Фадеев, Кутин, Пуцко (к), Ходырев, Самсонов, Леонтьев (Зубарев, 80), Яковлев, Каюмов, Зуев (Кротов, 57), Обухов (к). Запасные: Филиппов, Манюков, Кудряшов, Мастерной, Гулиев. Главный тренер: Евгений Александрович Бушманов. Долгопрудный: Вяльчинов, Житников, Бычков, Малания, Бойченко, Головской (Винтов, 76), Мараев, Яшин, Свижук, Архипов (Корчагин, 40. Шестаков, 65), Фомичёв. Запасные: Романенко, Клягин, Пучков, Фаустов. Главный тренер: Андрей Викторович Мещанинов. | |                                  |                                                                                         |                                                                      |

| 10 апреля 2015 21 тур | Псков-747 (Псков)                     | 1:1 (0:1)                        | Спартак-2 (Москва)                                                                | Псков                                                            |
| 16:00 MSK | Шишаев 73′ · Турчин (грубая игра) 80' | Протокол 1 Протокол 2 Протокол 3 | Зуев (грубая игра) 24' · Леонтьев (срыв атаки) 33' · Зуев (Савичев, Самсонов) 37′ | Стадион: «747» Зрителей: 2000 Судья: И. Сараев (Санкт-Петербург) |
| Псков-747: Трункин, Курбанов, Крупенин, Турчин, Сурин, Алексеев, Поляков, Антипов (Ременчик, 69), Почипов, Орлов (Сакадеев, 72), Шишаев. Запасные: Смыслов, Ягодкин, А. И. Зуев, Васильев, Бухаров. Главный тренер: Игорь Евгеньевич Васильев. Спартак-2: Филиппов, Фадеев, Кутепов, Пуцко (к), Ходырев, Леонтьев, Самсонов, Савичев (Зубарев, 84), А. Д. Зуев, Каюмов, Кудряшов (Мелкадзе, 63). Запасные: Терёшкин, Лисинков, Манюков, Мастерной. Главный тренер: Евгений Александрович Бушманов. |                                       |                                  |                                                                                   |                                                                  |

| 17 апреля 2015 22 тур | Спартак-2 (Москва) | 3:1 (1:0)                        | Днепр (Смоленск)                            | Москва                                                                         |
| 15:00 MSK | Пуцко (с пенальти — Кутин) 6′ · Зубарев (грубая игра) 25' · Зуев (Савичев, Мелкадзе) 50′ · Мелкадзе (Кутин, Савичев) 59′ | Протокол 1 Протокол 2 Протокол 3 | Прокопенко (грубая игра) 34' · Петрусев 56′ | Стадион: академии "Спартак" Зрителей: 300 Судья: В. Казарцев (Санкт-Петербург) |
| Спартак-2: Песьяков, Кутин (Мастерной, 79; Ходырев, 86), Пуцко (к), Кутепов, Фадеев, Самсонов (Зубарев, 15), Леонтьев, Савичев (Козлов, 71), Зуев, Кудряшов (Каюмов, 39), Мелкадзе. Запасные: Филиппов, Лисинков. Главный тренер: Евгений Александрович Бушманов. Днепр: Анохин, Рыховский, Прокопенко, Панькевич, Плотников, Емельяненко (Сапронов, 63), Цимбал, Митин, Петрусев, Коляев (Стёпин, 54), Сторожук (Озеров, 81). Запасные: Березин, Жачкин, Крылов, Фёдоров. Главный тренер: Сергей Валентинович Гунько. | |                                  |                                             |                                                                                |

| 24 апреля 2015 23 тур | Строгино (Москва)                      | 1:1 (0:0)                        | Спартак-2 (Москва)                                                                                                | Москва                                                   |
| 19:00 MSK | Дроздов (срыв атаки) 49' · Сергеев 67′ | Протокол 1 Протокол 2 Протокол 3 | Давыдов (грубая игра) 19' · Обухов (штрафной) 49′ · Кутин (неспортивное поведение) 52' · Зубарев (срыв атаки) 89' | Стадион: "Янтарь" Зрителей: 750 Судья: Д. Липовой (Тула) |
| Строгино: Лукичёв, Овсянников, Семёнов (Иващенко, 10), Куфтин, Дроздов, Соколов (Поляков, 78), Хацуков (Манзон, 86), Заерко, Сергеев, Сутормин (Пронкин, 66), Буданов (Ульянов, 87). Запасные: Радионов, Котенёв. Главный тренер: Владимир Анатольевич Щербак. Спартак-2: Песьяков, Кутин, Кутепов, Пуцко, Фадеев, Тимофеев (Зубарев, 78), Леонтьев, Савичев, Зуев (Каюмов, 72), Обухов (к) (Синодзука, 81), Давыдов. Запасные: Терёшкин, Лисинков, Ходырев, Кудряшов. Главный тренер: Евгений Александрович Бушманов. |                                        |                                  | |                                                          |

| 30 апреля 2015 24 тур | Спартак-2 (Москва) | 2:1 (0:0)                        | Химки (Химки) | Москва                                                                        |
| 17:00 MSK | Фадеев (неспортивное поведение) 10' · Обухов (Зуев) 52′ · Пуцко (неспортивное поведение) 60' · Обухов (Каюмов, Фадеев) 68′ · Песьяков (неспортивное поведение) 90+2' | Протокол 1 Протокол 2 Протокол 3 | Жестков (грубая игра) 15' · Бурнаш (грубая игра) 28' · Земченков (неспортивное поведение) 60' · Шумских 65′ · Шумских (неспортивное поведение) 66' · Шумских (срыв атаки) 90+2' | Стадион: академии "Спартак" Зрителей: 500 Судья: А. Любимов (Санкт-Петербург) |
| Спартак-2: Песьяков, Фадеев, Кутепов, Пуцко, Ходырев, Леонтьев, Зубарев, Савичев (Мелкадзе, 71), Зуев (Лисинков, 90+2), Каюмов (Кудряшов, 90), Обухов (к) (Синодзука, 82). Запасные: Филиппов, Манюков, Гулиев. Главный тренер: Евгений Александрович Бушманов. Химки: Бурдыкин, Скобляков, Жестков (Липаткин, 73), Маркин (Шумских, 46), Земченков, Бурнаш, Родионов (Широков, 54), Тюнин (Саламатов, 57), Сугак, Чернышов, Кириллов. Запасные: Дементьев, Недогода, Морыганов. Главный тренер: Владимир Александрович Маминов. | |                                  | |                                                                               |

| 6 мая 2015 25 тур | Коломна (Коломна)         | 0:6 (0:2)                        | Спартак-2 (Москва) | Коломна                                                     |
| 18:00 MSK | Воронков (срыв атаки) 87' | Протокол 1 Протокол 2 Протокол 3 | Обухов (Зубарев, Савичев) 19′ · Савичев (Пуцко) 44′ · Леонтьев (Обухов, Савичев) 53′ · Зуев (Каюмов, Тимофеев) 84′ · Тимофеев (Мелкадзе, Каюмов) 85′ · Давыдов (с пенальти — Мелкадзе) 88′ | Стадион: «Труд» Зрителей: 2000 Судья: Н. Волошин (Смоленск) |
| Коломна: Корольков, Олиференко (Никитянов, 46), Шаюнов, Бушуев, Воронков, Якушев (Шакая, 76), Спирин (Ершов, 72), Садиков, Турченков (Ерастов, 76), Савельев, Бобылёв (Лацузбая, 46). Запасные: Гусейнов, Пчёлкин. Главный тренер: Владимир Владиленович Бондаренко. Спартак-2: Песьяков, Фадеев (Кутин, 46), Кутепов, Пуцко, Ходырев, Леонтьев (Кудряшов, 72), Зубарев (Тимофеев, 60), Савичев (Мелкадзе, 66), Зуев, Каюмов, Обухов (к), (Давыдов, 60). Запасные: Филиппов, Лисинков. Главный тренер: Евгений Александрович Бушманов. |                           |                                  | |                                                             |

| 12 мая 2015 26 тур | Знамя Труда (Орехово-Зуево)                           | 0:1 (0:0)                        | Спартак-2 (Москва)              | Орехово-Зуево                                                     |
| 18:00 MSK | Полианчук (грубая игра) 1' · Ерохин (грубая игра) 89' | Протокол 1 Протокол 2 Протокол 3 | Кутепов (Савичев — угловой) 75′ | Стадион: «Знамя Труда» Зрителей: 1100 Судья: О. Соколов (Воронеж) |
| Знамя Труда: Буркин, Левин, Сорокин, Кулёмин, Кулаев, Полианчук (Аванесян, 79), Савельев, Аверьянов (Мешалкин, 69), Галкин (Джамилов, 58), Белёвский (Ерохин, 69), Ёлкин. Запасные: Мякушко, Стефанович, Кириченко. Главный тренер: Александр Николаевич Аверьянов. Спартак-2: Песьяков, Фадеев (Кутин, 82), Кутепов, Пуцко, Ходырев, Леонтьев, Зубарев, Савичев (Синодзука, 84), Зуев (Мелкадзе, 65), Каюмов (Кудряшов, 90+2), Обухов (к). Запасные: Терёшкин, Кутин, Лисинков, Манюков. Главный тренер: Евгений Александрович Бушманов. |                                                       |                                  |                                 |                                                                   |

| 18 мая 2015 27 тур | Спартак-2 (Москва)                                                                                                | 4:2 (1:1)                        | Торпедо (Владимир) | Москва                                                              |
| 18:00 MSK | Обухов (Савичев) 20′ · Ходырев (срыв атаки) 32' · Савичев (Каюмов) 49′ · Обухов (58, с пенальти) 58′ · Обухов 69′ | Протокол 1 Протокол 2 Протокол 3 | Конов 35′ · Путилин (срыв атаки) 58' · Каратыгин 63′ · Боллоев (неспортивное поведение) 71' · Малышев (грубая игра) 89' | Стадион: академии "Спартак" Зрителей: 500 Судья: И. Панин (Дмитров) |
| Спартак-2: Песьяков, Кутин (Лисинков, 87), Кутепов, Пуцко, Ходырев (Фадеев, 80), Зубарев (Тимофеев, 56), Леонтьев, Савичев (Самсонов, 80), Зуев, Каюмов, Обухов (к) (Кудряшов, 85). Запасные: Терёшкин, Синодзука. Главный тренер: Евгений Александрович Бушманов. Владимир: Ковешников, Путилин, Шастов, Зинин, Шалин, Каратыгин (Гладышев, 82), Зимарев, Дубровин (Боллоев, 63), Втюрин (Малышев, 56), Конов, Земсков (Усов, 46). Запасные: Романов, Лобанов, Челидзе. Главный тренер: Александр Евгеньевич Акимов. | |                                  | |                                                                     |

| 24 мая 2015 28 тур | Зенит-2 (Санкт-Петербург)                               | 0:3 (0:3)                        | Спартак-2 (Москва) | Санкт-Петербург                                                         |
| 19:00 MSK | И. Зуев 11′ (авт.) · Савичев 16′ · Каюмов (А. Зуев) 34′ | Протокол 1 Протокол 2 Протокол 3 |                    | Стадион: ЦСА «Петровский» Зрителей: 5000 Судья: В. Сельдяков (Балашиха) |
| Зенит-2: Бабурин, Троянов (А. Иванов, 40), Костин, И. Зуев, Зинков, Лобов (Карпов, 52), Попов, Богаев (Козлов, 75), Киреенко (С. Иванов, 67), Зырянов, Шейдаев. Запасные: Мжельский, Чистяков, Диланян. Главный тренер: Владислав Николаевич Радимов. Спартак-2: Песьяков, Кутин (Лисинков, 88), Пуцко, Кутепов, Ходырев (Фадеев, 76), Леонтьев (Тимофеев, 81), Зубарев (Самсонов, 65), А. Зуев, Савичев (Мелкадзе, 65), Каюмов, Обухов (к). Запасные: Филиппов, Кудряшов. Главный тренер: Евгений Александрович Бушманов. |                                                         |                                  |                    |                                                                         |

| 30 мая 2015 29 тур | Спартак-2 (Москва)                                                                                                 | 2:1 (1:0)                        | Сатурн (Раменское)                                                        | Москва                                                                 |
| 18:30 MSK | Обухов (штрафной) 16′ · Обухов 66′ · Лисинков (неспортивное поведение) 68' · Филиппов (неспортивное поведение) 85' | Протокол 1 Протокол 2 Протокол 3 | Крючков (грубая игра) 36' · Медведев (вратарь) 55` (пен.) · Халиуллин 72′ | Стадион: академии "Спартак" Зрителей: 1500 Судья: С. Васильев (Ижевск) |
| Спартак-2: Филиппов, Кутин (Фадеев, 82), Лисинков, Пуцко, Ходырев, Зубарев (Самсонов, 64), Леонтьев (Мастерной, 90+1), К. Савичев (Синодзука, 70), Зуев, Каюмов, Обухов (к) (Кудряшов, 87). Запасные: Терёшкин, Манюков. Главный тренер: Евгений Александрович Бушманов. Сатурн: Лунёв, Луканченков, Лапин, Лебамба, Халиуллин, Мавлетдинов (Казанков, 46), Д. Савичев (Магомедов, 70), Шестаков, Шебанов (Иванников, 46), Крючков (Сарайкин, 80), Медведев (Корнилов, 84). Запасные: Генералов, Кудинов. Главный тренер: Сергей Александрович Павлов. | |                                  |                                                                           |                                                                        |

| 5 июня 2015 30 тур | Домодедово (Домодедово)               | 1:0 (1:0)                        | Спартак-2 (Москва)                                                             | Домодедово                                                    |
| 19:00 MSK | Гаврюк 5′ · Мурадов (грубая игра) 69' | Протокол 1 Протокол 2 Протокол 3 | Кутин (грубая игра) 22' · Кутепов (срыв атаки) 79' · Савичев (грубая игра) 85' | Стадион: «Авангард» Зрителей: 1000 Судья: М. Матюнин (Москва) |
| Домодедово: Волкотруб, Романович, Коротков, Самохвалов, Сапожников (Юсипов, 59), Зиновьев, Большаков, Мурадов (Сапронов, 72), Заикин, Гаврюк, Васильев (Хартияди, 40). Запасные: Сергеев, Костриков, Ахмедов, Бирюков. Главный тренер: Артём Сергеевич Горлов. Спартак-2: Филиппов, Кутин, Кутепов, Пуцко, Ходырев, Зубарев (Самсонов, 46), Леонтьев (Тимофеев, 59), Савичев, Зуев, Каюмов, Обухов (к). Запасные: Терёшкин, Лисинков, Мастерной, Гулиев, Синодзука. Главный тренер: Евгений Александрович Бушманов. |                                       |                                  |                                                                                |                                                               |

### Турнирная таблица
| М  | Клуб                        | И  | В  | Н | П  | М     | О  |
| -- | --------------------------- | -- | -- | - | -- | ----- | -- |
| 1  | Спартак-2 (Москва)          | 30 | 20 | 5 | 5  | 65—26 | 66 |
| 2  | Зенит-2 (Санкт-Петербург)   | 30 | 18 | 3 | 9  | 78—41 | 57 |
| 3  | Строгино (Москва)           | 30 | 16 | 6 | 8  | 39—29 | 54 |
| 4  | Химки (Московская область)  | 30 | 15 | 9 | 6  | 42—27 | 54 |
| 5  | Текстильщик (Иваново)       | 30 | 15 | 8 | 7  | 51—29 | 53 |
| 6  | Долгопрудный (Долгопрудный) | 30 | 14 | 9 | 7  | 46—39 | 51 |
| 7  | Сатурн (Раменское)          | 30 | 15 | 5 | 10 | 42—31 | 50 |
| 8  | Торпедо (Владимир)          | 30 | 14 | 6 | 10 | 41—36 | 48 |
| 9  | Псков-747 (Псков)           | 30 | 11 | 9 | 10 | 39—38 | 42 |
| 10 | Домодедово (Москва)         | 30 | 9  | 9 | 12 | 48—51 | 36 |
| 11 | Волга (Тверь)               | 30 | 9  | 5 | 16 | 36—54 | 32 |
| 12 | Солярис (Москва)            | 30 | 8  | 4 | 18 | 39—59 | 28 |
| 13 | Спартак (Кострома)          | 30 | 7  | 7 | 16 | 26—39 | 28 |
| 14 | Днепр (Смоленск)            | 30 | 7  | 7 | 16 | 32—49 | 28 |
| 15 | Коломна (Коломна)           | 30 | 6  | 5 | 19 | 28—67 | 23 |
| 16 | Знамя Труда (Орехово-Зуево) | 30 | 4  | 6 | 20 | 21—59 | 18 |

- Результаты выступлений команды Спартак Москва в домашних и гостевых матчах:

| Итого | Итого | Итого | Итого | Итого | Итого | Итого | Итого | Дома | Дома | Дома | Дома | Дома | Дома | На выезде | На выезде | На выезде | На выезде | На выезде | На выезде |
| И     | О     | В     | Н     | П     | МЗ    | МП    | РМ    | В    | Н    | П    | МЗ   | МП   | РМ   | В         | Н         | П         | МЗ        | МП        | РМ        |
| ----- | ----- | ----- | ----- | ----- | ----- | ----- | ----- | ---- | ---- | ---- | ---- | ---- | ---- | --------- | --------- | --------- | --------- | --------- | --------- |
| 30    | 65    | 20    | 5     | 5     | 65    | 26    | +39   | 11   | 3    | 1    | 32   | 15   | +17  | 9         | 2         | 4         | 33        | 11        | +22       |

- Результаты выступлений команды Спартак Москва по турам:

| Тур   | 01 | 02 | 03 | 04 | 05 | 06 | 07 | 08 | 09 | 10 | 11 | 12 | 13 | 14 | 15 | 16 | 17 | 18 | 19 | 20 | 21 | 22 | 23 | 24 | 25 | 26 | 27 | 28 | 29 | 30 |
| ----- | -- | -- | -- | -- | -- | -- | -- | -- | -- | -- | -- | -- | -- | -- | -- | -- | -- | -- | -- | -- | -- | -- | -- | -- | -- | -- | -- | -- | -- | -- |
| Поле  | Д  | В  | Д  | В  | Д  | В  | Д  | В  | В  | Д  | Д  | Д  | В  | Д  | В  | Д  | В  | Д  | В  | Д  | В  | Д  | В  | Д  | В  | В  | Д  | В  | Д  | В  |
| Итог  | В  | В  | П  | В  | В  | П  | Н  | В  | П  | В  | В  | Н  | В  | В  | П  | В  | В  | В  | В  | Н  | Н  | В  | Н  | В  | В  | В  | В  | В  | В  | П  |
| Место | 4  | 3  | 4  | 2  | 1  | 2  | 3  | 1  | 1  | 2  | 2  | 1  | 1  | 1  | 1  | 1  | 1  | 1  | 1  | 1  | 1  | 1  | 1  | 1  | 1  | 1  | 1  | 1  | 1  | 1  |

Последнее обновление: 31 мая 2015.
Источник: Российская Футбольная Премьер-Лига

Поле: Д = дома; В = на выезде. Итог: Н = ничья; П = команда проиграла; В = команда выиграла; О = матч отложен.

### Статистика
| N  | Страна | Игрок               | Игры | Мин  | Ст | БЗ | ВЗ | Зап | Г (П) | ПМ | ЖК | 2ЖК | КК |
| -- | ------ | ------------------- | ---- | ---- | -- | -- | -- | --- | ----- | -- | -- | --- | -- |
| 45 | RUS    | Александр Пуцко     | 29   | 2610 | 29 | 0  | 0  | 0   | 2     | 0  | 7  | 0   | 0  |
| 60 | RUS    | Константин Савичев  | 29   | 2136 | 29 | 24 | 0  | 0   | 5     | 0  | 3  | 0   | 0  |
| 44 | RUS    | Николай Фадеев      | 28   | 2094 | 23 | 3  | 5  | 0   | 1     | 0  | 1  | 0   | 0  |
| 87 | RUS    | Александр Зуев      | 25   | 1989 | 24 | 11 | 1  | 0   | 4     | 0  | 2  | 0   | 0  |
| 52 | RUS    | Игорь Леонтьев      | 26   | 1881 | 21 | 0  | 5  | 0   | 1     | 0  | 1  | 0   | 0  |
| 18 | RUS    | Илья Кутепов        | 21   | 1867 | 21 | 0  | 0  | 1   | 2     | 0  | 4  | 0   | 1  |
| 41 | RUS    | Владимир Обухов     | 27   | 1843 | 22 | 14 | 5  | 0   | 20    | 0  | 3  | 0   | 1  |
| 64 | RUS    | Денис Кутин         | 21   | 1616 | 19 | 9  | 2  | 0   | 0     | 0  | 5  | 0   | 0  |
| 53 | RUS    | Артём Самсонов      | 23   | 1587 | 17 | 3  | 6  | 0   | 2     | 0  | 1  | 0   | 0  |
| 51 | RUS    | Дмитрий Каюмов      | 25   | 1568 | 18 | 10 | 7  | 2   | 6     | 0  | 0  | 0   | 0  |
| 30 | RUS    | Сергей Песьяков     | 16   | 1440 | 16 | 0  | 0  | 0   | 0     | 11 | 1  | 0   | 0  |
| 26 | RUS    | Антон Ходырев       | 21   | 1313 | 15 | 4  | 6  | 8   | 0     | 0  | 1  | 0   | 0  |
| 57 | RUS    | Вячеслав Кротов     | 17   | 926  | 9  | 6  | 8  | 0   | 6     | 0  | 3  | 0   | 0  |
| 47 | RUS    | Михаил Филиппов     | 10   | 855  | 9  | 0  | 1  | 16  | 0     | 8  | 1  | 0   | 0  |
| 13 | RUS    | Дмитрий Кудряшов    | 24   | 797  | 7  | 6  | 17 | 5   | 2     | 0  | 1  | 0   | 0  |
| 61 | RUS    | Владимир Зубарев    | 17   | 792  | 9  | 8  | 8  | 1   | 0     | 0  | 3  | 0   | 0  |
| 69 | RUS    | Денис Давыдов       | 10   | 720  | 7  | 2  | 3  | 0   | 7     | 0  | 1  | 0   | 0  |
| 79 | RUS    | Владислав Мастерной | 14   | 626  | 7  | 3  | 7  | 6   | 0     | 0  | 2  | 0   | 0  |
| 39 | RUS    | Иппэй Синодзука     | 19   | 383  | 0  | 0  | 19 | 4   | 1     | 0  | 1  | 0   | 0  |
| 73 | RUS    | Аяз Гулиев          | 7    | 372  | 4  | 1  | 3  | 4   | 0     | 0  | 2  | 0   | 0  |
| 80 | RUS    | Иван Хомуха         | 6    | 360  | 4  | 0  | 2  | 9   | 0     | 0  | 0  | 0   | 0  |
| 85 | RUS    | Владислав Терёшкин  | 4    | 313  | 4  | 0  | 0  | 12  | 0     | 5  | 0  | 0   | 1  |
| 50 | RUS    | Александр Манюков   | 4    | 311  | 4  | 2  | 0  | 10  | 0     | 0  | 2  | 1   | 0  |
| 14 | RUS    | Павел Яковлев       | 3    | 270  | 3  | 0  | 0  | 0   | 2     | 0  | 1  | 0   | 0  |
| 3  | RUS    | Сергей Брызгалов    | 3    | 221  | 3  | 2  | 0  | 0   | 0     | 0  | 1  | 0   | 0  |
| 37 | RUS    | Георгий Мелкадзе    | 7    | 210  | 1  | 0  | 6  | 0   | 1     | 0  | 0  | 0   | 0  |
| 40 | RUS    | Артём Тимофеев      | 5    | 182  | 1  | 1  | 4  | 0   | 1     | 0  | 0  | 0   | 0  |
| 62 | RUS    | Айдар Лисинков      | 4    | 94   | 1  | 0  | 3  | 6   | 0     | 0  | 1  | 0   | 0  |
| 34 | RUS    | Евгений Макеев      | 1    | 90   | 1  | 0  | 0  | 0   | 0     | 0  | 0  | 0   | 0  |
| 1  | RUS    | Антон Митрюшкин     | 1    | 90   | 1  | 0  | 0  | 0   | 0     | 2  | 0  | 0   | 0  |
| 83 | RUS    | Владислав Пантелеев | 3    | 55   | 1  | 1  | 2  | 3   | 0     | 0  | 0  | 0   | 0  |
| 70 | RUS    | Александр Козлов    | 1    | 19   | 0  | 0  | 1  | 0   | 0     | 0  | 0  | 0   | 0  |
| 43 | RUS    | Юрий Шлеев          | 0    | 0    | 0  | 0  | 0  | 1   | 0     | 0  | 0  | 0   | 0  |

## Товарищеские матчи

### Основной состав
| 26 июня 2014 | Спартак (Москва)                                                                           | 1:1 (1:1)             | ОАЭ-олимпийская                | Файтсбронн (Германия)                                              |
| 20:15 MSK | Брызгалов (грубая игра) 28' · Давыдов (К. Комбаров) 38′ · Рафаэл Кариока (грубая игра) 73' | Протокол 2 Протокол 1 | Салим Али 44′ · неизвестно 68' | Стадион: АСВ Файтсбронн-Зигельсдорф Зрителей: 20 Судья: неизвестно |
| Спартак: Первый тайм: Песьяков, К. Комбаров (к), Таски, Инсаурральде, Кутин, Зуев, Брызгалов, Билялетдинов, Давыдов, Обухов, Яковлев. Второй тайм: Митрюшкин, Паршивлюк, Жоао Карлос, Боккетти (к), Макеев, Эберт, Коста, Рафаэл Кариока, Ромуло, Хурадо, Дзюба. Главный тренер: Мурат Якин. ОАЭ-олимпийская: ... Главный тренер: Махди Али. |                                                                                            |                       |                                |                                                                    |

| 28 июня 2014 | Спартак (Москва)                                                    | 0:0                   | Брондбю (Брённбю) | Байройт (Германия)                                                                               |
| 17:00 MSK | Тино Коста (неспортивное поведение) 38' · Савичев (грубая игра) 71' | Протокол 1 Протокол 2 |                   | Стадион: Ханс-Вальтер-Вильд-Штадион Зрителей: 350 Судья: Флориан Бадштюбнер (Виндсбах, Германия) |
| Спартак: Первый тайм: Ребров, Таски, Боккетти (к), Инсаурральде, Эберт, Ромуло, Коста, Яковлев, Давыдов, Хурадо, Дзюба. Второй тайм: Ребров, Паршивлюк, Брызгалов, Жоао Карлос, Макеев, К. Комбаров (к), Билялетдинов, Рафаэл Кариока, Савичев, Каюмов, Обухов. Запасные: Митрюшкин, Песьяков, Кутин, Зуев, Барриос. Главный тренер: Мурат Якин. Брондбю: Храдецки, Хольст, Думич, Альбрехтсен (Альмебек, 75), Дурмиси (да Сислва, 45), Орнсков (Антипас, 45), Каленберг, Норгорд, Шумановски (Лаурсен, 85), Макиенок (Фири, 75), Нуньес (Чорлу, 85). Запасные: Фалькесгор, А. Хансен, Кроне, К. Андерсен, Хольм, Стюклер. Главный тренер: Томас Франк. |                                                                     |                       |                   |                                                                                                  |

| 2 июля 2014 | Спартак (Москва)          | 0:1 (0:1)             | Шаффхаузен (Шаффхаузен)            | Шаффхаузен (Швейцария)                                  |
| 20:30 MSK | Яковлев (грубая игра) 43' | Протокол 1 Протокол 2 | Федерико Альмарес (с пенальти) 23′ | Стадион: Штадион Брайте Зрителей: 550 Судья: неизвестно |
| Спартак: Первый тайм: Песьяков, Боккетти, Жоао Карлос, Макеев, Брызгалов, Ромуло, Эберт, Коста, Билялетдинов, Яковлев, Барриос. Второй тайм: Песьяков, Паршивлюк, Брызгалов, Инсаурральде, Кутин, К. Комбаров, Билялетдинов (Каюмов, 61), Рафаэл Кариока, Зуев, Давыдов, Обухов. Главный тренер: Мурат Якин. Шаффхаузен: ... Главный тренер: Маурицио Якобаччи. |                           |                       |                                    |                                                         |

| 5 июля 2014 | Спартак (Москва) | 0:2 (0:0)             | Люцерн (Люцерн)                           | Эмменбрюке (Швейцария)                                    |
| 18:00 MSK | Рафаэл Кариока (неспортивное поведение) 36' · Хурадо (неспортивное поведение) 42' · Инсаурральде (грубая игра) 60' · Кутин (грубая игра) 89' | Протокол 1 Протокол 2 | Висс (Лескано) 46′ · Мобулу (Лескано) 70′ | Стадион: Штадион Герсаг Зрителей: 1200 Судья: неизвестно. |
| Спартак: Ребров, Паршивлюк (Эберт, 57), Жоао Карлос (Инсаурральде, 57), Боккетти, Макеев (Брызгалов, 57), Яковлев, Коста (Кутин, 80), Рафаэл Кариока (Чельстрём, 57), Ромуло (Билялетдинов, 80), Хурадо (Ананидзе, 57), Барриос. Запасной: Митрюшкин. Главный тренер: Мурат Якин. Люцерн: Цибунг (46, Букки), Тьессон (62, Сацирович), Лустенбергер (к) (46, Алити), Висс (62, Слискович), Аффольтер (46, Матри), Рогуль (46, Сарр), Винтер (46, Хохштрассер), Хюка (46, Веселли), Дубаи (46, Лескано), Фройлер (46, Холенштайн), Шнойвли (46, Мобулу). Главный тренер: Карлос Бернеггер. | |                       |                                           |                                                           |

| 8 июля 2014 | Спартак (Москва)                                       | 2:2 (0:1)             | Винтертур (Винтертур)      | Винтертур (Швейцария)                                       |
| 21:00 MSK | Барриос (Билялетдинов, Паршивлюк) 82′ · Тино Коста 88′ | Протокол 1 Протокол 2 | Красничи 32′ · Тигазуй 72′ | Стадион: Штадиум Шютценвизе Зрителей: 400 Судья: неизвестно |
| Спартак: Митрюшкин, Макеев, Брызгалов (Инсаурральде, 73), Боккетти (Таски, 61), Кутин (Паршивлюк, 46), Эберт (Билялетдинов, 73), Ромуло (Рафаэл Кариока, 61), Чельстрём (Жоао Карлос, 61), Хурадо, Яковлев (Коста, 46), Ананидзе (Барриос, 61). Главный тренер: Мурат Якин. Винтертур: Миндер, Менезес, Хайрович, Эксузидис, Япикино, Итен (Царкович, 32), Тигазуи, Д'Анджело (Красники, 54), Кристиан Кузманович, Маркезано (Джиджек, 85), Жоау Пайва (Бенгондо, 72). Главный тренер: Боро Кузманович. |                                                        |                       |                            |                                                             |

| 11 июля 2014 | Спартак (Москва)                                                                                    | 2:0 (2:0)             | Грассхоппер (Цюрих)                  | Нидерхасли (Швейцария)                          |
| 19:00 MSK | Тино Коста 8′ · Ананидзе (Паршивлюк) 31′ · Боккетти (грубая игра) 55' · Паршивлюк (грубая игра) 81' | Протокол 1 Протокол 2 | Салатич (неспортивное поведение) 28' | Стадион: Кампус Зрителей: 600 Судья: неизвестно |
| Спартак: Митрюшкин (Ребров, 46), Паршивлюк, Таски (Брызгалов, 61), Боккетти (Инсаурральде, 61), Макеев (Кутин, 72), Хурадо (Яковлев, 72), Ромуло (Эберт, 46), Чельстрём (Барриос, 54), Ананидзе, Коста (Билялетдинов, 72), Дзюба (Рафаэл Кариока, 61). Главный тренер: Мурат Якин. Грассхоппер: ... Главный тренер: Михаэль Скиббе. | |                       |                                      |                                                 |

| 22 июля 2014 | Спартак (Москва) | 2:1 (1:1)             | Шинник (Ярославль)       | Черкизово (Россия)                                                                                    |
| 17:30 MSK | Тино Коста (Чельстрём, Дзюба) 18′ · Таски (грубая игра) 55' · Эберт (Глушаков) 75′ · Давыдов (грубая игра) 80' · Инсаурральде (грубая игра) 81' | Протокол 1 Протокол 2 | Маляров (с пенальти) 11′ | Стадион: Тарасовка. Поле № 1 Зрителей: Матч прошёл в «закрытом режиме» Судья: Т. Арсланбеков (Москва) |
| Спартак: Митрюшкин (к) (Ребров, 46), Паршивлюк (Макеев, 46), Таски (Инсаурральде, 71), Боккетти (Жоао Карлос, 71), Д. Комбаров (Ходырев, 46), Чельстрём (Рафаэл Кариока, 71), Ромуло (Давыдов, 60), Ананидзе (Яковлев, 46), Коста (Глушаков, 46), Хурадо (Эберт, 46), Дзюба (Барриос, 60). Главный тренер: Мурат Якин. Шинник: Пчелинцев, Н'Дри, Золотовский, Стешин, Гапон, Рылов, Гриднев, Войдель, Михеев, Маляров, Подоляк. Главный тренер: Александр Михайлович Побегалов. | |                       |                          | |

| 26 июля 2014 | Спартак (Москва) | 4:4 (3:1)             | Урал (Екатеринбург)                                                   | Черкизово (Россия)                                                               |
| 18:30 MSK | Глушаков (Д. Комбаров) 4′ · Дзюба (Ромуло) 17′ · Дзюба (с пенальти) 21′ · Тино Коста (грубая игра) 38' · Барриос 87′ | Протокол 1 Протокол 2 | Манучарян 34′ · Асеведо 43' · Гогниев 59′ · Ерохин 75′ · Оганесян 78′ | Стадион: Тарасовка. Поле № 1 Зрителей: неизвестно Судья: Т. Арсланбеков (Москва) |
| Спартак: Ребров (к), Паршивлюк (Макеев, 85), Жоао Карлос (Таски, 73), Инсаурральде (Боккетти, 64), Д. Комбаров, Глушаков (Хурадо, 64), Чельстрём (Рафаэл Кариока, 64), Ромуло (Яковлев, 85), Тино Коста, Ананидзе, Дзюба (Барриос, 46). Запасной: Песьяков. Главный тренер: Мурат Якин. Урал: Заболотный, Хозин, Данцев, Фонтанелло, Бергер (Оттесен, 46), Ерохин, Асеведо (Оганесян, 55), Ярошенко, Лунгу (Подберёзкин, 55), Манучарян, Гогниев (Сапета, 80). Главный тренер: Александр Фёдорович Тарханов. | |                       |                                                                       |                                                                                  |

| 5 сентября 2014 | Спартак (Москва)                                    | 1:1 (1:0)             | Црвена Звезда (Белград)              | Москва (Россия)                                                      |
| 19:00MSK | Д. Комбаров (штрафной) 8′ · Кутин (грубая игра) 76' | Протокол 1 Протокол 2 | Гогич 28' · Босанчич 54' · Йович 83′ | Стадион: Открытие Арена Зрителей: 37 734 Судья: А. Николаев (Москва) |
| Спартак: Ребров (Песьяков, 13. Митрюшкин, 63), Паршивлюк (Кутин, 23. Кудряшов, 84), Брызгалов (Хомуха, 84), Макеев (Пуцко, 63), Д. Комбаров (к) (Мастерной, 23. Гулиев, 84), Глушаков (Фадеев, 22), Самсонов (Леонтьев, 84), Яковлев (Савичев, 63), Каюмов (Зуев, 46. Синодзука, 76), Хурадо (Пантелеев, 63), Дзюба (Давыдов, 23. Кротов, 63). Главный тренер: Мурат Якин. Црвена Звезда: Кахриман (Тркуля, 88), П. Джорджевич, Лазич, Йованович, Антич (С. Джорджевич, 62), Ристич (Босанчич, 46), Гогич (Груич, 62), Лазович (Катаи, 62), Гаврич (Йович, 46), Печник, Ракич (Деспотович, 46). Главный тренер: Ненад Лалатович. |                                                     |                       |                                      |                                                                      |

| 30 января 2015 | Спартак (Москва) | 0:0                              | Завиша (Быдгощ) | Марбелья (Испания)                                                |
| 18:00MSK |                  | Протокол 1 Протокол 2 Протокол 3 |                 | Стадион: Футбольный центр Марбельи Зрителей: 70 Судья: неизвестно |
| Спартак: Первый тайм: Песьяков, Паршивлюк (Кутин, 7), Макеев, Брызгалов, Д. Комбаров, Промес, Глушаков, Самсонов, Эберт, Давыдов, Кротов. Второй тайм: Митрюшкин, Брызгалов (Кутин, 71), Жоао Карлос, Таски, Яковлев, Хурадо, Чельстрём, Ромуло, Зуев, Дзюба (Ананидзе, 71), Мовсисян. Запасные: Ребров, Инсаурральде. Главный тренер: Мурат Якин. Завиша: Сандомерски, Андре Микаэл, Пулхак, Марич, Вуйцицкий, Дрыгас, Денкович, Маевский, Камински, Гаевски, Шверчок. Главный тренер: Мариуш Румак |                  |                                  |                 |                                                                   |

| 31 января 2015 | Спартак (Москва) | 2:3 (1:1)                        | Лудогорец (Разград) | Марбелья (Испания)                                                |
| 19:30MSK | Промес (Чельстрём, Комбаров) 32′ · Чельстрём (грубая игра) 44' · Комбаров (Зуев, Промес) 46′ · Ромуло (срыв атаки) 62' | Протокол 1 Протокол 2 Протокол 3 | Даниэль Абало 12′ · Дяков 42' (с правом замены) · Жуниор Кайсара 42' (с правом замены) · Жоао Карлос (в свои ворота) 65′ · Фабиу Эшпинью 87′ | Стадион: Эстадио Сан Педро Зрителей: неизвестно Судья: неизвестно |
| Спартак: Ребров (Песьяков, 46), Брызгалов (Яковлев, 46), Макеев (Брызгалов, 72), Таски (Эберт, 46), Д. Комбаров (к) (Кутин, 68), Промес (Ананидзе, 68), Жоао Карлос, Чельстрём (Ромуло, 46), Глушаков (Самсонов, 68), Хурадо (Зуев, 46), Кротов (Мовсисян, 46). Главный тренер: Мурат Якин. Лудогорец: Стартовый состав: Стоянов, Жуниор Кайсара, Терзиев, Моци, Минев, Дяков, Фабиу Эшпинью, Даниэль Абало, Марселиньо, Кристалдо Вандерсон, Безяк. Запасные: Аргилашки, Витинья, Барт, Василев, А. Александров, Абель, Златински, Мехиа, М. Александров, Мисидьян. Главный тренер: Георги Дерменджиев | |                                  | |                                                                   |

| 11 февраля 2015 | Спартак (Москва) | 3:2 (0:1)                        | Ваккер (Инсбрук)                        | Белек (Турция)                                                                                   |
| 16:30MSK | Инсаурральде (Эберт, штрафной) 63′ · Тимофеев (грубая игра) 67' · Инсаурральде (Ананидзе, Эберт, угловой) 74′ · Давыдов (Зуев, Ананидзе) 79′ | Протокол 1 Протокол 2 Протокол 3 | Пиркль 37′ · Грюндлер 48′ · Дойчман 70' | Стадион: Тренировочное поле отеля "Макс Роял" Зрителей: неизвестно Судья: С. Цинкевич (Беларусь) |
| Спартак: Ребров (к) (Песьяков, 46), Паршивлюк (Кутин, 46), Таски (Инсаурральде, 46), Макеев (Брызгалов, 46), Комбаров (Самсонов, 46), Промес (Зуев, 46), Глушаков (Тимофеев, 46), Чельстрём (Ананидзе, 46), Ромуло (Эберт, 46), Хурадо (Кротов, 46), Мовсисян (Давыдов, 46). Запасные: Митрюшкин, Жоао Карлос. Главный тренер: Мурат Якин. Ваккер: Грюнвальд, Шиллинг (Опухац, 85), Дойчман, Попп (Зиллер, 60), Хамжич (Хупфауф, 85), Хаузер, Шпирк (Ямниг, 46), Заумель (Текир, 80), Пиркль (Реннер, 46), Хёльцль (Хиршофер, 46), Грюндлер (Цангерль, 60). Главный тренер: Клаус Шмидт. | |                                  |                                         |                                                                                                  |

| 14 февраля 2015 | Спартак (Москва)                                                     | 3:1 (2:0)                        | Улисс (Ереван) | Белек (Турция)                                                                                            |
| 16:30MSK | Промес (Комбаров) 21′ · Ананидзе (Промес) 37′ · Эберт (Мовсисян) 78′ | Протокол 1 Протокол 2 Протокол 3 | Исаев 82′      | Стадион: Тренировочное поле отеля "Макс Роял" Зрителей: неизвестно Судья: В. Безбородов (Санкт-Петербург) |
| Спартак: Митрюшкин (Песьяков, 46), Паршивлюк (Брызгалов, 71), Жоао Карлос (Инсаурральде, 46), Комбаров (к) (Кутин, 71), Промес (Давыдов, 71), Чельстрём (Самсонов, 71), Ромуло (Тимофеев, 71), Глушаков (Эберт, 46), Ананидзе (Зуев, 71), Кротов (Мовсисян, 46). Главный тренер: Мурат Якин. Улисс: ... И. о. главного тренера: Гагик Симонян. |                                                                      |                                  |                | |

| 17 февраля 2015 | Спартак (Москва) | 3:2 (1:1)                        | Спартак (Трнава)     | Анталья (Турция)                                                           |
| 16:30MSK | Промес (Чельстрём) 6′ · Комбаров (с пенальти — Давыдов) 67′ · Кротов (Чельстрём, Инсаурральде) 74′ · Тимофеев (грубая игра) 79' | Протокол 1 Протокол 2 Протокол 3 | Чонка 14′ · Сабо 58′ | Стадион: Акдениз Университеси Зрителей: неизвестно Судья: А. Тян (Молдова) |
| Спартак: Ребров (к), Брызгалов, Жоао Карлос (Кутин, 70), Макеев (Инсаурральде, 64), Комбаров (Самсонов, 75), Промес, Глушаков, Чельстрём (Тимофеев, 75), Ромуло (Кротов, 64), Эберт (Зуев, 64), Мовсисян (Давыдов, 64). Запасные: Митрюшкин, Песьяков. Главный тренер: Мурат Якин. Спартак: ... Главный тренер: Юрай Ярабек. | |                                  |                      |                                                                            |

| 19 февраля 2015 | Спартак (Москва) | 1:0 (1:0)                        | Динамо (Минск) | Белек (Турция)                                                                                 |
| 17:30MSK | Давыдов (Кротов) 30′ · Самсонов (грубая игра) 41' · Комбаров (неспортивное поведение) 78' · Самсонов (срыв атаки) 80' | Протокол 1 Протокол 2 Протокол 3 | Попхадзе 39'   | Стадион: Тренировочное поле отеля "Макс Роял" Зрителей: неизвестно Судья: Д. Мунтяну (Молдова) |
| Спартак: Митрюшкин, Паршивлюк (к) (Комбаров, 46), Таски, Инсаурральде (Макеев, 60), Кутин, Самсонов, Тимофеев, Эберт, Зуев, Кротов (Брызгалов, 64), Давыдов (Мовсисян, 57). Запасной: Песьяков. Главный тренер: Мурат Якин. Динамо: Игнатович, Попхадзе, Бангура (Быков, 46), Политевич, Веретило (Карпович, 61), Удожи, Едигарян (Воронков, 61), Николич (Концевой, 46), Адамович (Витус, 71), Бечирай (Рассадкин, 67), Файич. Запасные: Гутор, Хутко, Шестиловский, Кучеров, Яроцкий, Назаренко, Хващинский. Главный тренер: Душан Угрин - младший. | |                                  |                |                                                                                                |

| 21 февраля 2015 | Спартак (Москва)                                                 | 1:0 (0:0)                        | Стрёмсгодсет (Драммен)               | Белек (Турция)                                                                             |
| 16:30MSK | Мовсисян (вратарь) 6` (пен.) · Комбаров (с пенальти — Таски) 47′ | Протокол 1 Протокол 2 Протокол 3 | Огунжими 8' · Абу 46' · Овенстад 47' | Стадион: Тренировочное поле отеля "Макс Роял" Зрителей: неизвестно Судья: С. Слива (Литва) |
| Спартак: Песьяков, Паршивлюк (Кутин, 75), Таски (Инсаурральде, 69), Макеев, Комбаров (к), Чельстрём (Самсонов, 80), Глушаков (Давыдов, 56), Промес, Ромуло (Тимофеев, 80), Эберт (Зуев, 69), Мовсисян (Кротов, 80). Запасной: Ребров. Главный тренер: Мурат Якин. Стрёмсгодсет: Э. Петтерсен, Вильсвик, Мадсен, Хёйбротен (Оланд, 70), Хамоуд (Линдквист, 46), Абу, Овенстад (П. Ковач, 81), Фоссум, Т. Нгуен (Кастрати, 71), Викхейм, Огунжими. Главный тренер: Давид Джин Нильсен. |                                                                  |                                  |                                      |                                                                                            |

| 28 февраля 2015 | Спартак (Москва)                     | 1:0 (1:0)             | Анжи (Махачкала) | Лара (Турция)                                                    |
| 16:00MSK | Давыдов (Эберт, Таски — угловой) 44′ | Протокол 1 Протокол 2 |                  | Стадион: "Мардан" Зрителей: неизвестно Судья: И. Крук (Беларусь) |
| Спартак: Ребров (к), Брызгалов (Паршивлюк, 46), Таски, Инсаурральде (Самсонов, 75), Кутин (Макеев, 46), Самсонов (Ромуло, 46), Тимофеев (Чельстрём, 46), Эберт (Комбаров, 46), Кротов (Хурадо, 46), Давыдов (Кротов, 75), Мовсисян (Промес, 46). Запасной: Митрюшкин. Главный тренер: Мурат Якин. Анжи: Кержаков (Криворучко, 46), Зотов, Гаджибеков, Айдов, Аравин, Чиркин (Мирошниченко, 84), Концедалов (Андреев, 46), Максимов, Мутари (Митришев, 61), Леонардо (Газимагомедов, 40), Боли (Асильдаров, 46). Запасные: Тен, Тагирбеков, Комков, Абдулавов. Главный тренер: Сергей Абуезидович Ташуев. |                                      |                       |                  |                                                                  |

| 3 марта 2015 | Спартак (Москва)                                                                                       | 3:1 (2:0)             | Академиск (Копенгаген) | Лара (Турция)                                                           |
| 16:30MSK | Мовсисян (Комбаров, Ананидзе) 14′ · Мовсисян (Чельстрём) 36′ · Промес (Кротов, Комбаров — угловой) 72′ | Протокол 1 Протокол 2 | Бремер 52′             | Стадион: "Мардан" Зрителей: неизвестно Судья: В. Севостьяник (Беларусь) |
| Спартак: Ребров (к), Паршивлюк (Брызгалов, 77), Жоао Карлос (Таски, 67), Макеев (Инсаурральде, 77), Комбаров (Кутин, 77), Промес (Зуев, 77), Чельстрём (Тимофеев, 67), Ромуло (Самсонов, 67), Хурадо (Давыдов, 67), Ананидзе (Эберт, 46), Мовсисян (Кротов, 46). Главный тренер: Мурат Якин. Академиск: Сторч, Лерагер, М. Ольсен, Фарвер, Хёг (Хегор, 80), А. Йенсен, Тьяго, Р. Хансен, Хенриксен (Транберг, 42), Р. Ольссон, Рохде (Бремер, 46). Главный тренер: Томас Нёргор. | |                       |                        |                                                                         |

### Молодёжный состав
| 3 июля 2014 | Коломна (Коломна)                        | 3:1 (2:1)  | Спартак-мол. (Москва)                 | Коломна (Россия)                                                 |
| | Олифиренко 8′ · Савельев 30′ · Фолин 66′ | Протокол 1 | Ахмаев 33′ · Евтеев (грубая игра) 73' | Стадион: Авангард Зрителей: 1000 Судья: Д. Крупенников (Коломна) |
| Спартак-мол.: Аверкиев, Степанов, Лихачёв, Лисинков (к), Винниченко, Евтеев, Ермаков, Буранов, Глоба, Юрьев, Ахмаев. Главный тренер: Владимир Евгеньевич Бесчастных. |                                          |            |                                       |                                                                  |

| 8 июля 2014 | Спартак-мол. (Москва)                                                   | 2:5 (1:2)  | Якутия (Якутск)                                                                            | Москва (Россия)                            |
| | Ахмаев 18′ · Лисинков (Буранов, угловой) 62′ · Евтеев (грубая игра) 79' | Протокол 1 | Менделев 27′ · Киселёв (с пенальти) 45+1′ · Менделев 64′ · Скородумов 88′ · Е. Смирнов 90′ | Стадион: Спартак Судья: Р. Сафьян (Москва) |
| Спартак-мол.: Ю. Щербаков, Евтеев, Лихачёв, Лисинков (к), Винниченко, Глоба (Бабаев, 69), Ермаков, Буранов, Ежов (Бакаев, 77), Юрьев, Ахмаев (Федчук, 60). Главный тренер: Владимир Евгеньевич Бесчастных. |                                                                         |            |                                                                                            |                                            |

| 12 июля 2014 | Локомотив-мол. (Москва)                             | 4:1 (1:0)  | Спартак-мол. (Москва) | Москва (Россия)                                               |
| | Кипиани 16′ · Герасимов 47′ · Турик 60′ · Сычёв 73′ | Протокол 1 | Ахмаев 57′            | Стадион: Локомотив (запасное поле) Судья: Д. Веселов (Москва) |
| Спартак-мол.: Аверкиев, Евтеев, Лихачёв, Лисинков (к), Винниченко, Глоба (Бакаев, 75), Ермаков, Буранов, Ежов (Бабаев, 46), Юрьев, Ахмаев. Запасной: Ю. Щербаков. Главный тренер: Владимир Евгеньевич Бесчастных. |                                                     |            |                       |                                                               |

| 18 июля 2014 | Спартак-мол. (Москва)                                                  | 3:0 (0:0)  | Арсенал-мол. (Тула) | Москва (Россия)                    |
| | Пантелеев (Бабаев) 51′ · Юрьев (Бабаев) 62′ · Пантелеев (штрафной) 82′ | Протокол 1 |                     | Стадион: Спартак Судья: неизвестно |
| Спартак-мол.: Первый тайм: Ю. Щербаков, Лисинков, Мамин, Евтеев, Винниченко, Шанбиев, Лихачёв, Буранов, Глоба, Мелкадзе, Ахмаев. Второй тайм: Аверкиев, К. Щербаков, Сокол, Ежов (Манюков, 70), Шигорев, Горовых, Ермаков, Бакаев, Бабаев, Пантелеев, Юрьев. Главный тренер: Владимир Евгеньевич Бесчастных. |                                                                        |            |                     |                                    |

| 22 июля 2014 | Долгопрудный (Долгопрудный) | 2:1 (1:0)  | Спартак-мол. (Москва)                                                    | Долгопрудный (Россия)                     |
| | Корчагин 17′ · Борисов 77′  | Протокол 1 | Маликов (неспортивное поведение) 37' · Лисинков (Гордеочук, угловой) 57′ | Стадион: Салют Судья: В. Тарасов (Москва) |
| Спартак-мол.: Аверкиев, Шигорев (Сокол, 54), Мамин, Лисинков (к), Винниченко (Ежов, 83), Глоба (Сидорук, 46), Горовых (Ермаков, 59), Шанбиев, Бакаев (Гордеочук, 46), Мелкадзе, Маликов (Лялюшкин, 68). Главный тренер: Владимир Евгеньевич Бесчастных. |                             |            |                                                                          |                                           |

| 23 июля 2014 | Спартак-мол. (Москва)  | 0:1 (0:1)  | Строгино (Москва) | Москва (Россия)                             |
| | Юрьев (срыв атаки) 35' | Протокол 1 | Хацуков 23′       | Стадион: Спартак Судья: Д. Заботин (Москва) |
| Спартак-мол.: Ю. Щербаков, Сокол, К. Щербаков, Лисинков (к) (Мамин, 41), Ежов (Винниченко, 61), Бабаев (Сидорук, 68), Ермаков, Горовых (Шанбиев, 41), Гордеочук (Глоба, 55), Лялюшкин (Маликов, 55), Юрьев (Мелкадзе, 41). Главный тренер: Владимир Евгеньевич Бесчастных. |                        |            |                   |                                             |

| 4 октября 2014 | Спартак-мол. (Москва) | 6:2 (2:1)  | Зеленоград (Москва)                                          | Москва (Россия)                           |
| | Федчук (Бакаев) 5′ · Пантелеев (Бакаев) 10′ · Юрьев (Ежов) 63′ · Ахмаев (Юрьев) 64′ · Ежов 84' · Юрьев (Ермаков, Каюмов) 88′ · Юрьев (Ермаков, Ахмаев) 90′ | Протокол 1 | Шестаков (по центру) 27′ · Белоцерковский 81′ · Нечушкин 84` | Стадион: Спартак Судья: С. Чебан (Москва) |
| Спартак-мол.: Ю. Щербаков (Аверкиев, 46), Евтеев, Ежов, Лисинков (к), Винниченко (Манюков, 46), Бабаев (Юрьев, 46), Бакаев (Глоба, 46), Шанбиев (Каюмов, 46), Ермаков, Пантелеев, Федчук (Ахмаев, 46). Главный тренер: Владимир Евгеньевич Бесчастных. | |            |                                                              |                                           |

| 11 октября 2014 | Знамя Труда (Орехово-Зуево) | 1:1 (1:1)  | Спартак-мол. (Москва)                               | Орехово-Зуево (Россия)                    |
| | Белёвский 42′               | Протокол 1 | Федчук (Мелкадзе) 44′ · Лисинков (срыв атаки) 90+1' | Стадион: Торпедо Судья: Д. Зуев (Королёв) |
| Спартак-мол.: Ю. Щербаков (Аверкиев, 46), К. Щербаков, Мамин, Лисинков (к), Ежов (Красильниченко, 76), Шанбиев, Ермаков (Горовых, 46), Юрьев (Бабаев, 46), Бакаев (Глоба, 65), Мелкадзе, Федчук (Ахмаев, 85). Главный тренер: Владимир Евгеньевич Бесчастных. |                             |            |                                                     |                                           |

| 20 января 2015 | Спартак-мол. (Москва)   | 1:1 (0:0)             | Рёдингхаузен         | Сиде (Турция)                                                |
| | Пантелеев (Лихачёв) 67′ | Протокол 1 Протокол 2 | Зик (с пенальти) 51′ | Стадион: Стадион отеля «Сиде Стар» Судья: Д. Бюлент (Турция) |
| Спартак-мол.: Аверкиев, К. Щербаков, Лихачёв, Сокол (Степанов, 60), Винниченко (к), Горовых (Шигорев, 60), Буранов (Красильниченко, 60), Бабаев (Глоба, 60), Пантелеев, Бакаев (Гордеочук, 46. Сидорук, 75), Маликов (Лялюшкин, 60). Запасной: Ю. Щербаков. Главный тренер: Владимир Евгеньевич Бесчастных. |                         |                       |                      |                                                              |

| 23 января 2015 | Спартак-мол. (Москва) | 3:1 (1:0)             | Сб. Сингапура (U-23)        | Сиде (Турция)                                                      |
| | Глоба (Гордеочук, Лялюшкин) 2′ · Горовых (грубая игра) 43' · Пантелеев 43′ · Пантелеев (неспортивное поведение) 53' · Степанов (грубая игра) 68' · Маликов (неспортивное поведение) 72' · Винниченко (грубая игра) 80`(с правом замены) · Пантелеев (Бакаев) 88′ | Протокол 1 Протокол 2 | Шафик Гани (с пенальти) 41′ | Стадион: Стадион отеля «Сиде Стар» Судья: Э. Хасанов (Азербайджан) |
| Спартак-мол.: Ю. Щербаков, Шигорев (Сокол, 46), Степанов, К. Щербаков, Красильниченко (Винниченко, 70. Красильниченко, 81), Буранов (Лихачёв, 66), Горовых, Гордеочук (Бакаев, 66), Глоба (Сидорук, 52. Бабаев, 72), Пантелеев, Лялюшкин (Маликов, 66). Запасной: Сухорученко. Главный тренер: Владимир Евгеньевич Бесчастных. | |                       |                             |                                                                    |

| 26 января 2015 | Спартак-мол. (Москва)                                                              | 2:1 (1:1)             | Вильхельмсбург (Гамбург) | Сиде (Турция)                                                       |
| | Бабаев (Винниченко) 42′ · Пантелеев (штрафной) 84′ · К. Щербаков (грубая игра) 87' | Протокол 1 Протокол 2 | Абдессамад Эрбиби 36′    | Стадион: Стадион отеля «Сиде Стар» Судья: Г. Эльдаров (Азербайджан) |
| Спартак-мол.: Аверкиев (Сухорученко, 46), Винниченко (к), Лихачёв, К. Щербаков, Сокол, Буранов (Красильниченко, 46), Горовых, Бабаев (Сидорук, 72), Бакаев (Глоба, 68), Пантелеев, Маликов (Лялюшкин, 46). Главный тренер: Владимир Евгеньевич Бесчастных. |                                                                                    |                       |                          |                                                                     |

| 7 февраля 2015 | Спартак-мол. (Москва) | 3:1 (2:1)  | Флоринсдорфер (Вена)    | Сиде (Турция)                                                 |
| | Пантелеев (Бакаев, Винниченко) 32′ · Мамин (Пантелеев, Гулиев) 41′ · Шанбиев (грубая игра) 42`(с правом замены) · Пантелеев (с пенальти) 53′ | Протокол 1 | Мёсснер (с пенальти) 9′ | Стадион: Стадион отеля «Сиде Стар» Судья: Д. Санодзе (Грузия) |
| Спартак-мол.: Аверкиев, Степанов (Шигорев, 39. К. Щербаков, 75), Мамин, Лисинков (к), Винниченко, Шанбиев (Лихачёв, 42. Маликов, 80), Гулиев, Бабаев (Глоба, 75), Бакаев, Пантелеев, Лялюшкин (Горовых, 70). Запасные: Ю. Щербаков, Красильниченко, Гордеочук, Ермаков. Главный тренер: Владимир Евгеньевич Бесчастных. | |            |                         |                                                               |

| 10 февраля 2015 | Спартак-мол. (Москва)                    | 3:0 (1:0)  | Винтертур U-21 (Винтертур) | Сиде (Турция)                                               |
| | Маликов 29′ · Гордеочук 53′ · Бакаев 89′ | Протокол 1 |                            | Стадион: Стадион отеля «Сиде Стар» Судья: Б. Нинуа (Грузия) |
| Спартак-мол.: Аверкиев, Шигорев (Сокол, 46), Степанов (Мамин, 70), К. Щербаков, Красильниченко (Винниченко, 70), Лихачёв, Горовых (Ермаков, 46), Гордеочук (Бакаев, 70), Глоба (Бабаев, 70), Пантелеев (к), Маликов (Лялюшкин, 70). Запасные: Ю. Щербаков, Сидорук. Главный тренер: Владимир Евгеньевич Бесчастных. |                                          |            |                            |                                                             |

| 13 февраля 2015 | Спартак-мол. (Москва)         | 1:1 (0:0)  | Олд Бойз (Базель) | Сиде (Турция)                                                |
| | Мамин (Бакаев, Пантелеев) 78′ | Протокол 1 | Хасан 55′         | Стадион: Стадион отеля «Сиде Стар» Судья: Д. Щименас (Литва) |
| Спартак-мол.: Ю. Щербаков, Шигорев (Сокол, 70), К. Щербаков, Степанов, Винниченко (к), Мамин, Лихачёв (Шанбиев, 65), Бабаев (Глоба, 70), Бакаев, Пантелеев, Лялюшкин. Запасные: Аверкиев, Красильниченко, Гордеочук, Горовых, Ермаков, Сидорук, Маликов. Главный тренер: Владимир Евгеньевич Бесчастных. |                               |            |                   |                                                              |

| 20 февраля 2015 | Спартак-мол. (Москва) | 8:0 (4:0)  | Амисития (Риен) | Сиде (Турция)                                              |
| | Глоба (Гордеочук) 2′ · Маликов (Красильниченко) 18′ · Маликов (Горовых) 20′ · Маликов (грубая игра) 25' · К. Щербаков (неспортивное поведение) 32`(с правом замены) · Маликов (с пенальти — Красильниченко) 45′ · Сидорук (Сокол) 50′ · Сидорук (Ермаков, Гордеочук) 60′ · Красильниченко 83′ · Шигорев (Сидорук) 85′ | Протокол 1 |                 | Стадион: Стадион отеля «Сиде Стар» Судья: Б. Онуш (Турция) |
| Спартак-мол.: Ю. Щербаков (Сухорученко, 46), Шигорев, Сокол, К. Щербаков (Сидорук, 33), Красильниченко, Глоба, Лихачёв, Ермаков (к), Гордеочук, Горовых, Маликов. Запасные: Мамин, Шанбиев, Лялюшкин. Главный тренер: Владимир Евгеньевич Бесчастных. | |            |                 |                                                            |

| 21 февраля 2015 | Спартак-мол. (Москва) | 4:3 (2:2)  | БИТ (Пекин)     | Кадрие (Турция)                                             |
| | Пантелеев (Степанов) 12′ · Бакаев (Степанов) 20′ · Лялюшкин (Винниченко) 48′ · Лисинков (грубая игра) 54' · Бакаев (Пантелеев) 60′ · Шанбиев (срыв атаки) 63' | Протокол 1 | 21′ · 30′ · 68′ | Стадион: «Аркадия спорт центр» Судья: Ю. Пашковский (Литва) |
| Спартак-мол.: Ю. Щербаков (Сухорученко, 70), Степанов, Мамин, Лисинков (к), Винниченко, Шанбиев, Полубояринов, Бабаев, Бакаев, Пантелеев, Лялюшкин (К. Щербаков, 85). Запасные: Сокол, Лихачёв, Горовых, Сидорук, Маликов. Главный тренер: Владимир Евгеньевич Бесчастных. | |            |                 |                                                             |

| 24 февраля 2015 | Спартак-мол. (Москва) | 5:3 (1:1)  | Одда (Одда)                           | Сиде (Турция)                                               |
| | Пантелеев (Полубояринов - штрафной) 24′ · Степанов (срыв атаки) 64' · Бакаев (Пантелеев - штрафной) 67′ · Лялюшкин 76′ · Пантелеев (Полубояринов, Бабаев) 80′ · Бабаев (Винниченко, Пантелеев) 89′ | Протокол 1 | Мелинг 18′ · Мелинг 53′ · Борвекс 87′ | Стадион: Стадион отеля «Сиде Стар» Судья: Б. Демир (Турция) |
| Спартак-мол.: Аверкиев, Шигорев (Сокол, 81), Степанов, Лисинков (к), Винниченко, Шанбиев, Полубояринов, Бабаев, Бакаев (Глоба, 81), Пантелеев, Лялюшкин. Запасные: Сухорученко, Красильниченко, Лихачёв, Горовых, Гордеочук, Сидорук, Маликов. Главный тренер: Владимир Евгеньевич Бесчастных. | |            |                                       |                                                             |

| 27 февраля 2015 | Спартак-мол. (Москва)                                                                     | 4:0 (4:0)  | Грайфензее (Цюрих) | Сиде (Турция)                                               |
| | Гордеочук 2′ · Красильниченко (Горовых) 21′ · Маликов (Глоба) 40′ · Маликов (Ермаков) 44′ | Протокол 1 |                    | Стадион: Стадион отеля «Сиде Стар» Судья: Б. Демир (Турция) |
| Спартак-мол.: Сухорученко, Шигорев, Лихачёв, Сокол, Красильниченко, Ермаков (к), Горовых, Гордеочук, Сидорук, Глоба, Маликов. Запасные: Аверкиев, Винниченко, Степанов, Пантелеев, Полубояринов, Лялюшкин, Бабаев, Лисинков. Главный тренер: Владимир Евгеньевич Бесчастных. |                                                                                           |            |                    |                                                             |

| 27 марта 2015 | Коломна (Коломна)         | 2:2 (2:2)  | Спартак-мол. (Москва)                                               | Коломна (Россия)                  |
| | Шакая 14′ · Турченков 39′ | Протокол 1 | Буранов (Лялюшкин) 15′ · Пантелеев (Лялюшкин) 36′ · К. Щербаков 82' | Стадион: «Труд» Судья: неизвестно |
| Спартак-мол.: Сухорученко, Шигорев, К. Щербаков, Степанов, Красильниченко, Ермаков (к), Буранов (Сокол, 46), Бабаев (Глоба, 68), Бакаев, Пантелеев, Лялюшкин (Маликов, 68). Запасные: Ю. Щербаков, Аверкиев, Винниченко, Сидорук, Гордеочук. Главный тренер: Владимир Евгеньевич Бесчастных. |                           |            |                                                                     |                                   |

### Вторая команда
| 28 июня 2014 | Спартак-2 (Москва) | 3:2 (1:1)  | Домодедово (Домодедово)    | Москва (Россия)                                |
| | Кротов (Зубарев) 8′ · Пантелеев (Самсонов) 49′ · Фадеев (срыв атаки) 74' · Мастерной (неспортивное поведение) 76' · Мастерной (Кудряшов, Федчук) 77′ | Протокол 1 | Матаев 19′ · Большаков 82′ | Стадион: Спартак Судья: И. Елеференко (Москва) |
| Спартак-2: Филиппов (Шлеев, 82), Фадеев (Степанов, 82), Пуцко (к) (Кутепов, 69), Кутепов (Хомуха, 46), Манюков (Буранов, 77), Зубарев (Кудряшов, 60), Пантелеев, Мастерной, Самсонов, Синоздука (Юрьев, 82), Кротов (Федчук, 74). Главный тренер: Евгений Александрович Бушманов. | |            |                            |                                                |

| 5 июля 2014 | Спартак-2 (Москва) | 4:2 (2:0)  | Витязь (Подольск)                                  | Москва (Россия)               |
| | Обухов (с пенальти) 11′ · Каюмов (с пенальти) 16′ · Зуев (Савичев) 46′ · Пуцко (грубая игра) 51' · Фадеев (срыв атаки) 59' · Манюков (неспортивное поведение) 73' · Зуев (Кудряшов, Давыдов) 79′ | Протокол 1 | Шония (вратарь) 74` (пен.) · Шония 74′ · Шония 77′ | Судья: И. Елеференко (Москва) |
| Спартак-2: Терёшкин, Фадеев, Пуцко, Кутепов (Хомуха, 46) Мастерной (Манюков, 52), Зубарев (Самсонов, 52), Каюмов (Пантелеев, 62), Давыдов (Кудряшов, 46), Савичев (Синодзука, 60), Зуев, Обухов (к) (Давыдов, 66). Запасной: Филиппов. Главный тренер: Евгений Александрович Бушманов. | |            |                                                    |                               |

| 31 января 2015 | Спартак-2 (Москва) | 0:0                   | Вииторул U-23 (Констанца) | Белек (Турция)                                            |
| |                    | Протокол 1 Протокол 2 |                           | Стадион: Стадион отеля «Миракл» Судья: К. Алушик (Польша) |
| Спартак-2: Терёшкин (Филиппов, 46), Фадеев (Мастерной, 46), Пуцко (Мамин, 46), Кутепов (Хомуха, 46), Ходырев (Манюков, 46), Савичев (Мелкадзе, 46), Тимофеев (Зубарев, 46), Леонтьев (Полубояринов, 46), Каюмов (Синодзука, 46), Козлов (Кудряшов, 46), Обухов (к) (Федчук, 46). Запасные: Аверкиев, Шанбиев. Главный тренер: Евгений Александрович Бушманов. |                    |                       |                           |                                                           |

| 2 февраля 2015 | Спартак-2 (Москва)                  | 1:2 (1:1)             | Рапид-2 (Вена)            | Белек (Турция)                                               |
| | Обухов (Леонтьев, Полубояринов) 37′ | Протокол 1 Протокол 2 | Планк 32′ · Орасканин 68′ | Стадион: Стадион отеля «Миракл» Судья: М. Опалински (Польша) |
| Спартак-2: Терёшкин (Филиппов, 46), Фадеев (Мастерной, 46), Кутепов (Хомуха, 46), Пуцко (Манюков, 46. Мамин, 72), Ходырев, Козлов (Мелкадзе, 46), Тимофеев (Шанбиев, 46), Леонтьев (Зубарев, 46), Каюмов (Кудряшов, 46), Полубояринов (Синодзука, 46), Обухов (к) (Федчук, 46). Запасные: Аверкиев, Савичев. Главный тренер: Евгений Александрович Бушманов. |                                     |                       |                           |                                                              |

| 12 февраля 2015 | Спартак-2 (Москва)                            | 2:2 (1:1)             | Академика Арджеш (Питешти) | Анталья (Турция)                                        |
| | Синодзука 25′ · Мелкадзе (Обухов, Федчук) 70′ | Протокол 1 Протокол 2 | Гуэрра 21′ · Станку 86′    | Стадион: Поле отеля «Миракл» Судья: В. Банарь (Молдова) |
| Спартак-2: Филиппов, Фадеев (Мастерной, 46), Пуцко (к) (Манюков, 62), Кутепов (Лисинков, 62), Ходырев, Зубарев (Каюмов, 62), Леонтьев (Шанбиев, 62), Савичев (Полубояринов, 62), Синодзука (Мелкадзе, 62), Кудряшов (Обухов, 62), Козлов (Федчук, 62). Запасные: Аверкиев, Хомуха, Гулиев. Главный тренер: Евгений Александрович Бушманов. |                                               |                       |                            |                                                         |

| 16 февраля 2015 | Спартак-2 (Москва)                    | 1:0 (1:0)  | БИТ (Пекин) | Белек (Турция)                                                     |
| | Обухов (Полубояринов, Лисинков) 45+1′ | Протокол 1 |             | Стадион: Поле отеля «Миракл» Судья: Д. Джумамурадов (Туркменистан) |
| Спартак-2: Филиппов, Мастерной (Фадеев, 59), Лисинков (Кутепов, 59), Пуцко (Хомуха, 59), Манюков (Ходырев, 59), Полубояринов (Савичев, 59), Мамин (Зубарев, 59), Гулиев (Леонтьев, 59), Мелкадзе (Синодзука, 59), Каюмов (Кудряшов, 59), Обухов (к) (Козлов, 59). Запасной: Ю. Щербаков. Главный тренер: Евгений Александрович Бушманов. |                                       |            |             |                                                                    |

| 18 февраля 2015 | Спартак-2 (Москва)                                                                                 | 2:0 (1:0)  | Сигма (Оломоуц) | Белек (Турция)                                          |
| | Синодзука (Леонтьев) 23′ · Кутепов (неспортивное поведение) 35` · Каюмов (Синодзука, Кудряшов) 86′ | Протокол 1 |                 | Стадион: Поле отеля «Сус Эси» Судья: А. Чебан (Молдова) |
| Спартак-2: Филиппов, Ходырев (Мастерной, 63), Кутепов (Полубояринов, 46; Каюмов, 84), Пуцко, Фадеев, Леонтьев, Зубарев (Гулиев, 46), Савичев (Мелкадзе, 43), Синодзука, Обухов (к) (Кудряшов, 63), Козлов (Лисинков, 36). Запасные: Ю. Щербаков, Мамин, Манюков. Главный тренер: Евгений Александрович Бушманов. | |            |                 |                                                         |

| 24 февраля 2015 | Спартак-2 (Москва) | 10:0 (4:0) | Домодедово (Домодедово) | Москва (Россия)                                |
| | Мелкадзе (Козлов, Обухов) 7′ · Козлов (Савичев, Пуцко) 22′ · Обухов (Козлов) 31′ · Козлов (Обухов) 40′ · Козлов 47′ · Козлов (Ходырев, Обухов) 50′ · Мелкадзе (неспортивное поведение) 59' · Савичев (Каюмов) 63′ · Козлов (Савичев) 70′ · Мелкадзе (Ходырев) 75′ · Каюмов (Мелкадзе) 80′ | Протокол 1 |                         | Стадион: Спартак Судья: И. Елеференко (Москва) |
| Спартак-2: Терёшкин, Фадеев, Пуцко, Кутепов, Ходырев, Леонтьев, Каюмов, Савичев, Мелкадзе, Обухов (к), Козлов (Мастерной,). Запасные: Филиппов, Манюков. Главный тренер: Евгений Александрович Бушманов. | |            |                         |                                                |

| 4 марта 2015 | Спартак-2 (Москва)                                    | 0:1 (0:1)  | Арсенал-2 (Тула)         | Сиде (Турция)                                                              |
| | Савичев (неспортивное поведение) 45`(с правом замены) | Протокол 1 | Жаринов (с пенальти) 37′ | Стадион: Поле спортивного комплекса «Эмирхан» Судья: А. Трейманис (Латвия) |
| Спартак-2: Филиппов (Терёшкин, 46), Фадеев (Мастерной, 71), Пуцко (к), Кутепов, Ходырев (Манюков, 73), Зубарев, Каюмов, Савичев (Бакаев, 46), Мелкадзе, Кудряшов (Обухов, 46), Козлов (Кудряшов, 71). Запасной: Сухорученко. Главный тренер: Евгений Александрович Бушманов. |                                                       |            |                          |                                                                            |

| 9 марта 2015 | Спартак-2 (Москва)                                    | 2:4 (1:2)  | Минск (Минск)                                           | Белек (Турция)                                           |
| | Кутепов (Савичев, угловой) 16′ · Каюмов (Савичев) 60′ | Протокол 1 | Макась 14′ · Пушняков 31′ · Макась 46′ · Хващинский 61′ | Стадион: Поле отеля «Сан Зейнеп» Судья: М. Дост (Турция) |
| Спартак-2: Филиппов, Фадеев, Кутепов, Пуцко, Ходырев, Зубарев (Мастерной, 79), Леонтьев, Савичев, Мелкадзе, Обухов (к) (Каюмов, 46), Козлов (Кудряшов, 55). Запасные: Сухорученко, Терёшкин, Бакаев, Манюков. Главный тренер: Евгений Александрович Бушманов. |                                                       |            |                                                         |                                                          |

| 20 марта 2015 | Спартак-2 (Москва) | 0:2 (0:2)  | Чертаново (Москва)      | Москва (Россия)                            |
| |                    | Протокол 1 | Ежов 28′ · Косянчук 43′ | Стадион: Спартак Судья: Р. Сафьян (Москва) |
| Спартак-2: Терёшкин, Фадеев, Пуцко (к), Кутепов, Ходырев, Леонтьев, Зубарев, Савичев, Синодзука (Кудряшов, 46), Каюмов, Козлов (Синодзука, 77). Запасные: Филиппов, Сухорученко, Мастерной, Манюков, Хомуха, Кудряшов, Лялюшкин. Главный тренер: Евгений Александрович Бушманов. |                    |            |                         |                                            |

| 27 марта 2015 | Спартак-2 (Москва)                                                                        | 4:1 (3:0)             | Витязь (Подольск)       | Москва (Россия)                                |
| | Кротов (Каюмов) 12′ · Козлов (Кудряшов) 23′ · Кротов (Самсонов) 32′ · Козлов (Обухов) 79′ | Протокол 1 Протокол 2 | Мирзоев 6' · Кабаев 65′ | Стадион: Спартак Судья: И. Елеференко (Москва) |
| Спартак-2: Терёшкин, Фадеев, Пуцко (к), Кутепов, Кутин (Ходырев, 46), Леонтьев (Манюков, 83), Самсонов, Каюмов, Кротов (Зубарев, 70), Кудряшов (Обухов, 57), Козлов. Запасной: Филиппов. Главный тренер: Евгений Александрович Бушманов. |                                                                                           |                       |                         |                                                |

| 3 апреля 2015 | Спартак-2 (Москва) | 3:1 (1:1)             | Подолье (Подольский район)                                      | Москва (Россия)                                |
| | Козлов (грубая игра) 24' · Козлов (с пенальти - Кутепов) 33′ · Кротов (грубая игра) 40' · Пуцко (с пенальти - Савичев) 62′ · Ходырев (вратарь) 70` (пен.) · Зуев 79′ | Протокол 1 Протокол 2 | Еженков 4′ · Лаврухин (2-е предупреждение) 69`(с правом замены) | Стадион: Спартак Судья: И. Елеференко (Москва) |
| Спартак-2: Филиппов, Фадеев, Пуцко (к), Кутепов, Манюков (Ходырев, 46), Самсонов, Леонтьев (Зубарев, 63), Каюмов, Кротов (Зуев, 46), Кудряшов (Савичев, 46), Козлов (Мелкадзе, 46). Запасной: Терёшкин. Главный тренер: Евгений Александрович Бушманов. | |                       |                                                                 |                                                |

## Статистика сезона

### «Сухие» матчи
Включает в себя все официальные игры. Список отсортирован по итоговому результату.

## Достижения

### Командные
| Турнир                                                                   | Достижение                                        | *      |
| ------------------------------------------------------------------------ | ------------------------------------------------- | ------ |
| премия журнала Sport Facilities «Спортивные сооружения. Итоги 2014 года» | победа в номинации «Лучший футбольный стадион»    | [ 58 ] |
| премия Sport Media Awards                                                | победа в номинации «Лучшее спортивное сооружение» | [ 59 ] |
| Чемпионат России (молодёжные составы)                                    | Серебряные медали (4 раз)                         | [ 60 ] |
| Первенство ПФЛ (зона «Запад») (вторая команда)                           | Победитель (1 раз)                                | [ 61 ] |

### Индивидуальные
| Нац.             | Номер | Игрок              | Достижение                                                          | *      |
| ---------------- | ----- | ------------------ | ------------------------------------------------------------------- | ------ |
| Флаг России      | 22    | Артём Дзюба        | Лучший игрок (MVP) РФПЛ в августе                                   | [ 62 ] |
| Флаг Нидерландов | 24    | Квинси Промес      | Лучший игрок (MVP) РФПЛ в ноябре                                    | [ 63 ] |
| Флаг Нидерландов | 24    | Квинси Промес      | Лучший игрок (MVP) РФПЛ в апреле                                    | [ 64 ] |
| Флаг России      | 22    | Артём Дзюба        | Лучший игрок (MVP) 1 тура в РФПЛ                                    | [ 65 ] |
| Флаг России      | 22    | Артём Дзюба        | Лучший игрок (MVP) 2 тура в РФПЛ                                    | [ 66 ] |
| Флаг России      | 22    | Артём Дзюба        | Лучший игрок (MVP) 5 тура в РФПЛ                                    | [ 67 ] |
| Флаг Испании     | 19    | Хосе Хурадо        | Лучший игрок (MVP) 17 тура в РФПЛ                                   | [ 68 ] |
| Флаг Нидерландов | 24    | Квинси Промес      | Лучший игрок (MVP) 24 тура в РФПЛ                                   | [ 69 ] |
| Флаг Нидерландов | 24    | Квинси Промес      | Лучший игрок (MVP) 25 тура в РФПЛ                                   | [ 70 ] |
| Флаг Нидерландов | 24    | Квинси Промес      | Лучший игрок (MVP) 30 тура в РФПЛ                                   | [ 71 ] |
| Флаг Нидерландов | 24    | Квинси Промес      | Попадание в «Team of the Week FIFA 15» #32                          | [ 72 ] |
| Флаг России      | 41    | Владимир Обухов    | Лучший игрок зоны Запад (Д2) в сентябре                             | [ 73 ] |
| Флаг России      | 41    | Владимир Обухов    | Лучший игрок зоны Запад (Д2) в мае                                  | [ 74 ] |
| Флаг России      | нет   | Евгений Бушманов   | Лучший тренер зоны Запад (Д2) в мае                                 | [ 75 ] |
| Флаг России      | нет   | Евгений Бушманов   | Лучший тренер зоны Запад (Д2) сезона 14/15                          | [ 76 ] |
| Флаг России      | 41    | Владимир Обухов    | Лучший бомбардир ПФЛ (Д2)                                           | [ 77 ] |
| Флаг России      | 41    | Владимир Обухов    | Лучший игрок зоны Запад (Д2) сезона 14/15                           | [ 76 ] |
| Флаг Нидерландов | 24    | Квинси Промес      | Попадание в тройку лучших игроков сезона РФПЛ (№ 2)                 | [ 78 ] |
| Флаг России      | 32    | Артём Ребров       | приз РФПЛ «Рыцарь футбола»                                          | [ 79 ] |
| Флаг России      | 8     | Денис Глушаков     | Автор лучшего гола «Спартака» в 2014 году                           | [ 80 ] |
| Флаг России      | 89    | Владлен Бабаев     | Автор лучшего гола дубля «Спартака» в 2014 году                     | [ 81 ] |
| Флаг России      | 60    | Константин Савичев | Автор лучшего гола «Спартак-2» в 2014 году                          | [ 82 ] |
| Флаг Нидерландов | 24    | Квинси Промес      | Лучший игрок «Спартака» в мае 2015 года                             | [ 83 ] |
| Флаг России      | 32    | Артём Ребров       | Лучший вратарь чемпионата России 14/15 (по версии журнала «Огонёк») | [ 84 ] |
| Флаг России      | 23    | Дмитрий Комбаров   | № 2 в списке 33 лучших футболистов чемпионата России                | [ 85 ] |
| Флаг Нидерландов | 24    | Квинси Промес      | № 2 в списке 33 лучших футболистов чемпионата России                | [ 85 ] |

### Индивидуальные (в составе сборных)
| Нац.        | Номер | Игрок                | Достижение                                                           | *      |
| ----------- | ----- | -------------------- | -------------------------------------------------------------------- | ------ |
| Флаг России | 4     | Артём Мамин          | Победитель Мемориала Гранаткина 2015                                 | [ 86 ] |
| Флаг России | 8     | Данил Полубояринов   | Победитель Мемориала Гранаткина 2015                                 | [ 86 ] |
| Флаг России | 11    | Дмитрий Маликов      | Победитель Мемориала Гранаткина 2015                                 | [ 86 ] |
| Флаг России | 12    | Вадим Аверкиев       | Победитель Мемориала Гранаткина 2015                                 | [ 86 ] |
| Флаг России | 13    | Шамсиддин Шанбиев    | Победитель Мемориала Гранаткина 2015                                 | [ 86 ] |
| Флаг России | 14    | Георгий Мелкадзе     | Победитель Мемориала Гранаткина 2015                                 | [ 86 ] |
| Флаг России | 18    | Олег Красильниченко  | Победитель Мемориала Гранаткина 2015                                 | [ 86 ] |
| Флаг России |       | Александр Максименко | Бронзовый призёр Чемпионата Европы по футболу среди юношей до 17 лет | [ 87 ] |
| Флаг России |       | Александр Ломовицкий | Бронзовый призёр Чемпионата Европы по футболу среди юношей до 17 лет | [ 87 ] |
| Флаг России |       | Борис Цыганков       | Бронзовый призёр Чемпионата Европы по футболу среди юношей до 17 лет | [ 87 ] |